# Dopravní značení v Československu

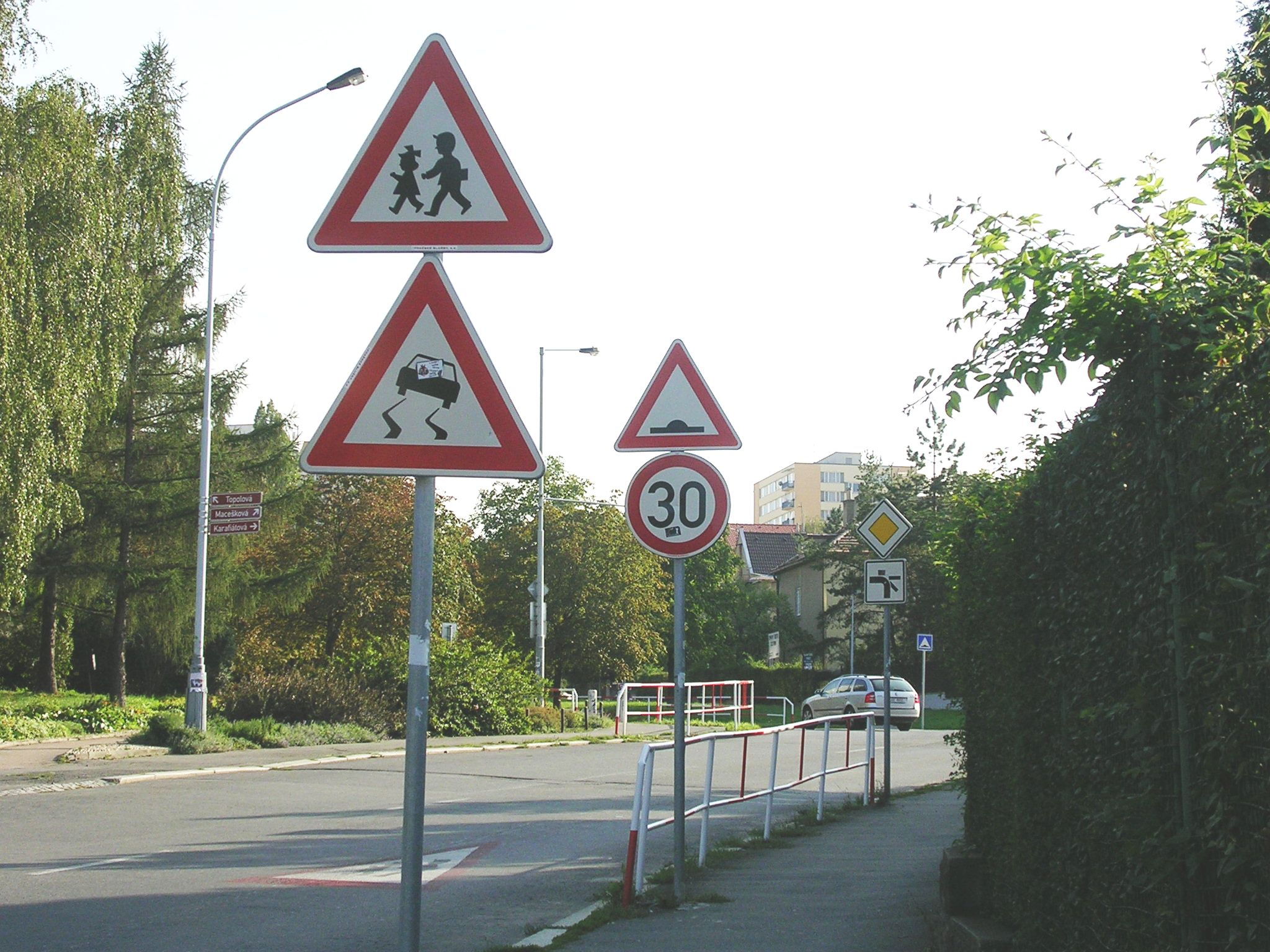
Dopravní značky v Topolové ulici v Praze.

Dopravní značení na území Československa má své počátky ještě za Rakousko-Uherska. Historie některých prvků dopravního značení sahá až do středověku. První pokusy o zavedení systematického orientačního značení spadá do třetí čtvrtiny 19. století. Roku 1910 bylo v Čechách, bez velkého úspěchu, vydáno první nařízení, které ukládalo umístit výstražné značení podle uzavřené mezinárodní smlouvy.
Systematické značení prováděl Autoklub Republiky Československé na základě smlouvy s ministerstvem od roku 1928. Legislativně byly první výstražné dopravní značky v Československu kodifikovány od 1. listopadu 1935. V květnu 1938 byly zavedeny dopravní značky a signály pokrývající již celou škálu významů.
Od 1. listopadu 1939 bylo barevné provedení výstražných dopravních značek v Protektorátu Čechy a Morava změněno do nynější podoby. Při dalších změnách (např. 1961, 1967, 1976, 1990) postupně přibývaly nové druhy značek a u některých se měnilo jejich provedení.
Po rozdělení Československa platila v České i Slovenské republice ještě nějakou dobu federální vyhláška z roku 1989, postupně však oba státy rozvíjely vlastní legislativu a druhy a podoba značek se začaly mírně odlišovat.

## Nejstarší značení

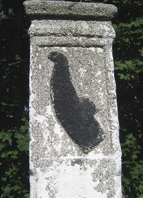
Hlavice brzdového kamene v Radčicích při staré silnici Vodňany–Protivín

Za nejstarší předchůdce dopravního značení bývají považovány otesané kameny, které se umisťovaly podél silnic už od středověku a nápisem nebo znakem upozorňovaly na důležité skutečnosti. Známé jsou například kameny, kterými byly zakazovány cesty vyhýbající se celním místům.
Kameny se rovněž označovala místa před prudkým klesáním silnic. Odkdy jsou brzdové kameny na českém území používány, není přesně známo, ale předpokládá se, že již od první poloviny 18. století. V Tereziánském patentu o říšských silnicích z roku 1778 se již o užívání „šupky“ hovoří. V roce 1851 bylo vydáno nařízení, týkající se osazení dřevěných tabulí, tzv. výstrahy pro formany „Následuje cesta z kopce, je zapotřebí použít korýtce“.

## Orientační značení

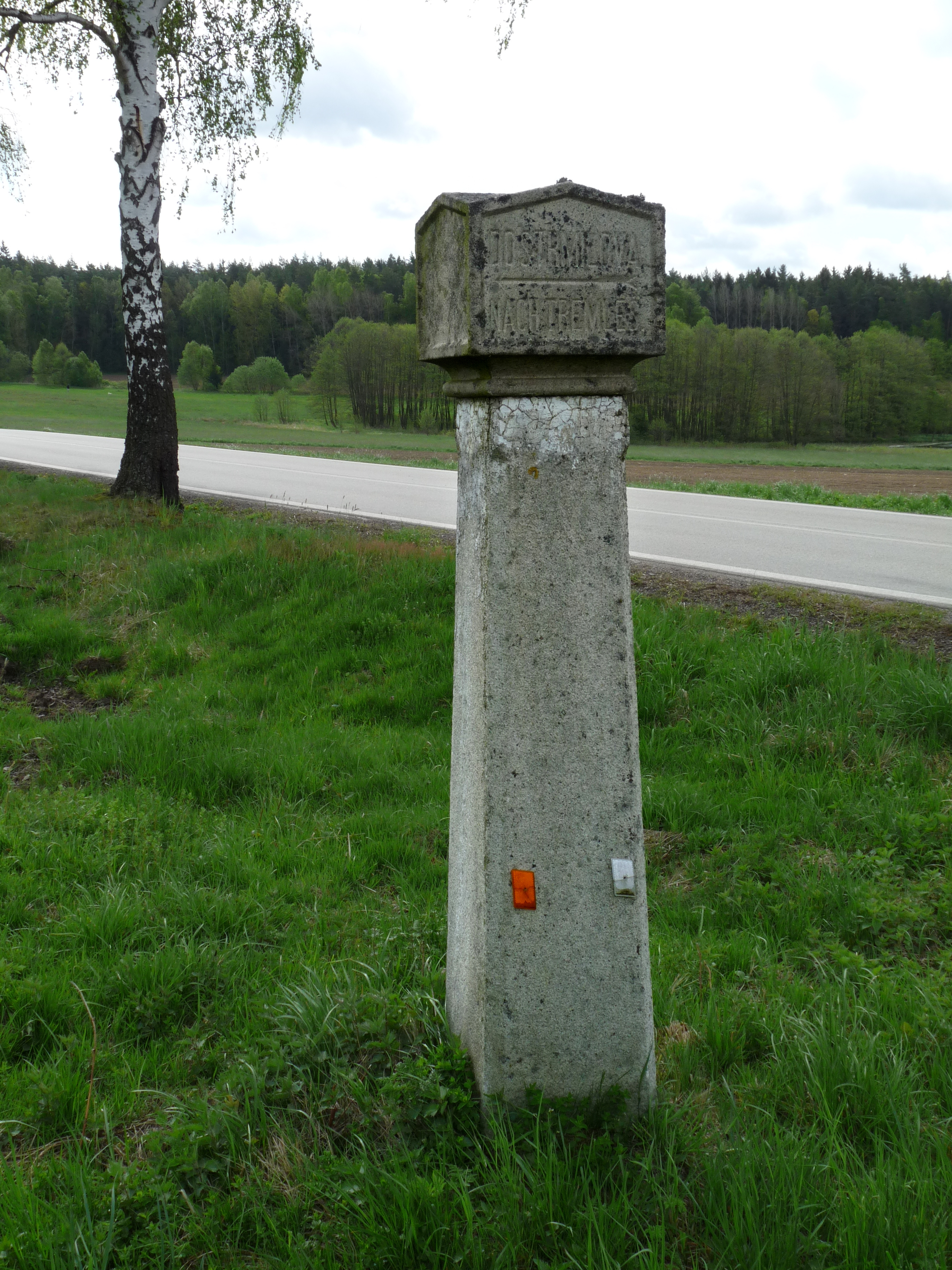
Kamenný rozcestník u Blažejova s nápisy „Do Strmilova / Nach Tremles“, doplněný v dolní části moderními odrazkami.

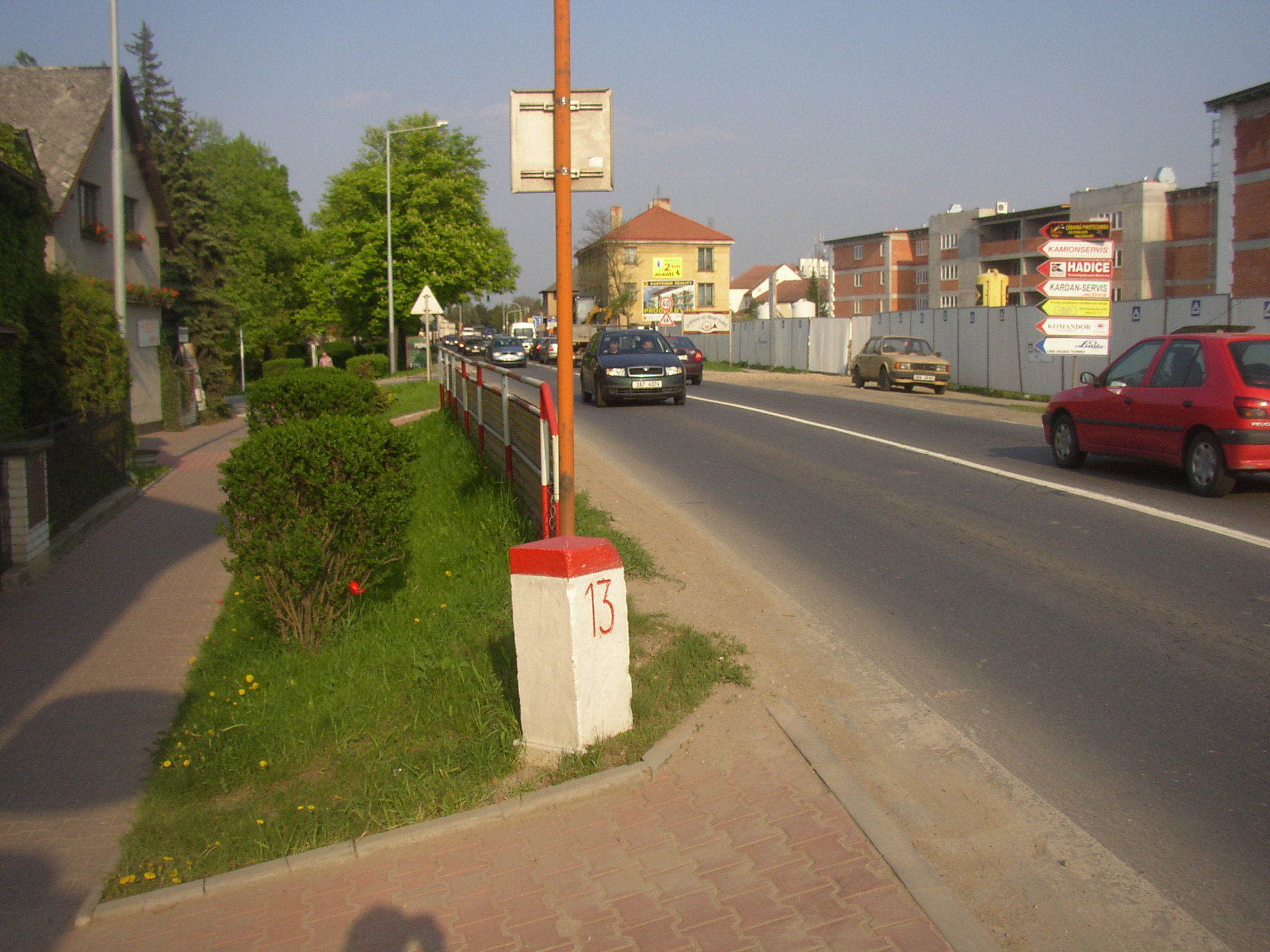
Renovovaný kilometrovník v Běchovicích

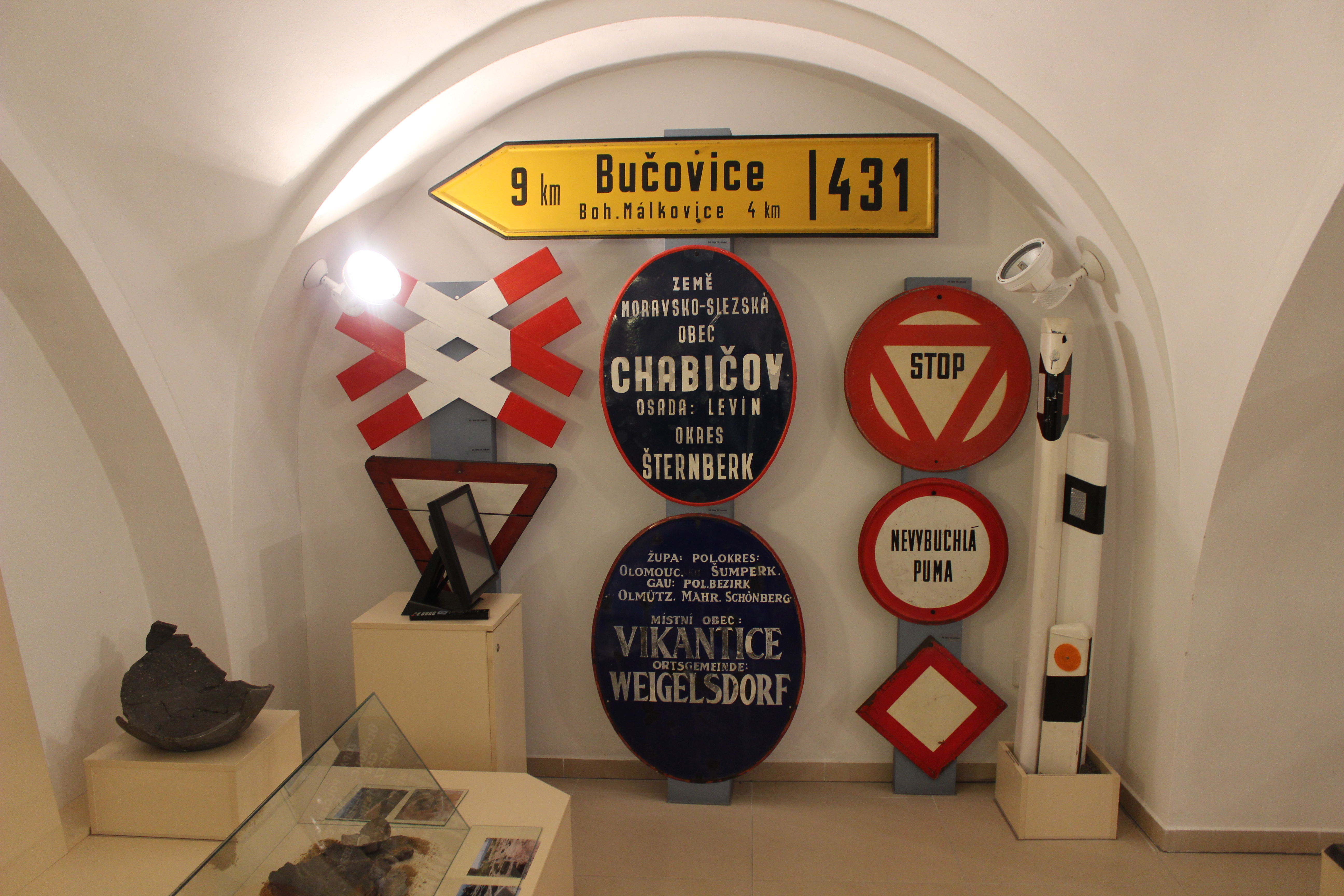
Historické dopravní značky v Muzeu silnic ve Vikýřovicích.

V souvislosti s rozvojem poštovní osobní dopravy se v 18. století začaly objevovat první milníky, které udávaly vzdálenost nebo dobu jízdy do vybraných center. Později v českých zemích začalo být při silničních stavbách prováděno systematické kilometrování silnic. Výnos československého ministerstva veřejných prací z listopadu 1933 stanovil, že kilometrové a hektometrové kameny mají být na státních silnicích osazovány směrem od hlavních zemských měst.
Jedním z nejstarších dokladů počátků systematického orientačního značení je slezský zákon č. 5 z 1. ledna 1878. Řád policie silniční pro veřejné nestátní silnice ve Slezsku nařizoval správcům silnic označovat je cestníky, tedy ukazateli směru: „Cestníky, jichž jest zapotřebí, aby se ukázalo, kam silnice jde, buďtež na obecních silnicích postaveny od obcí a na okresních od správy silniční, jíž se týče.“
V obdobných předpisech pro Čechy v té době žádné takové ustanovení nebylo. Za první krok k systematickému orientačnímu značení na státních silnicích v Čechách je považován výnos pražského místodržitelství z 28. května 1909, který zavedl na státních silnicích jednotné značení. Na důležitých rozcestích měly být umístěny betonové nebo kamenné hranoly s nápisem a vyznačením směru na zkosené hraně. Výstavba orientačních kamenných sloupů pokračovala i po vzniku Československa a sporadicky se tento způsob používal až do počátku 30. let, přičemž v národnostně smíšených oblastech byly nápisy dvojjazyčné.
Orientační značení však bylo stále nedostatečné a nevyhovující. Český zemský správní výbor oběžníkem z 8. června 1919 apeloval na okresy a obce, aby stavěly na svých silnicích rozcestníky, případně aby vysazovaly na křižovatky stromy, které měly usnadnit orientaci. Z hlediska provedení byly doporučovány železné tabulky, ale v té době se okresy potýkaly s finančními problémy a cena materiálu rychle rostla.
Výnos pražského místodržitelství z roku 1909 současně zavedl barevné značení státních silnic pomocí sedmi různých barev, které odpovídaly orientaci silnice, například směru východ-západ příslušela červená barva, směru sever-jih modrá a fialová. Tyto barvy byly užívány i na kilometrových kamenech. Realizace značení však záležela na iniciativě příslušné silniční správy nebo obce a postupovala velmi pomalu.
Zákon č. 266/1920 Sb. z. a n. a vládní nařízení 324/1921 Sb. z. a n. uložily obcím umístit při vstupu do obce a výstupu z ní oválné modré normalizované tabulky, které uváděly název obce a další údaje.
Československý autoklub podal začátkem 20. let ministerstvu veřejných prací návrh na orientační značení veřejných silnic, zejména v místech, kde odbočuje více silnic nebo není jasný směr jízdy. Na ukazatelích mělo být uvedeno větší město ve směru jízdy nebo první následující obec a počet kilometrů. Za vhodné považoval i soustavné kilometrování silnic. Pro označení druhu silnic navrhoval zvláštní eliptické tabulky, ze kterých vystupoval hrot ve směru jízdy, a bylo navrženo značení silnic (S = státní, Z = zemské, O = okresní, Ž = župní, Ob = obecní, V = vicinální). Pro úsporu bylo možné nápisy uvádět na obou stranách tabule. Návrh se inspiroval značením ve Francii a Velké Británii. Barevné provedení vycházelo z francouzských zkušeností a z mezinárodního ujednání o výstražných značkách, podle nichž bylo navrhováno značení bíle na modrém podkladu na sloupech ve výšce asi 2 metry nad vozovkou a provedení mělo být takové, aby značky byly čitelné bez zastavení vozidla. Z tohoto návrhu vyšlo ministerstvo při přípravě úpravy dopravního značení a návrh podobného znění předložilo k posouzení vládě. Rámcově počítalo s tím, že by značení upravoval samostatný zákon. Návrh však narazil na řadu obtíží převážně finančního charakteru, což vyústilo v jeho zamítnutí. Značení v Československu tak nemělo jednotnou koncepci.

## Výstražné značení
V souvislosti s rozvojem automobilismu nabývala na důležitosti potřeba výstražného značení. Dosud užívané psané vyhlášky byly za jízdy obtížně čitelné a pro cizince nesrozumitelné. S rozvojem dálkového automobilismu se více řidičů dostávalo do oblastí, kde neznali místní podmínky. Již ve druhé polovině prvního desetiletí 20. století automobilové organizace vznášely návrhy a požadavky na výstražné značení nejnebezpečnějších míst a železničních přejezdů.
České místodržitelství v roce 1908 shromažďovalo poklady pro provedení výstražného značení silnic, zjišťovalo počet míst k označení a odhadovalo náklady. Roku 1908 se otázkou výstražného značení zabýval také kongres v Paříži. Účastníci však těžko hledali dohodu, takže nakonec kongres dal pouze podnět, aby otázka byla upravena na mezinárodní úrovni.
V roce 1909 byla v Paříži uzavřena Mezinárodní úmluva o jízdě motorovými vozidly (Convention with Respect to the International Circulation of Motor Vehicles), která smluvním státům stanovila povinnost označovat nebezpečná místa na silnicích výstražnými dopravními značkami. Šlo pouze o čtyři značky, kruhového tvaru: stružka, zatáčka, přejezd přes dráhu a křižovatka. Na kongresu bylo projednáváno i označování míst nebezpečného klesání či stoupání přesahujícího 8 %, ale s ohledem na to, že auta byla vybavena brzdami, bylo od kodifikace těchto značek upuštěno. Odsouhlaseny nebyly ani navržené značky označující překážku na silnici, povinnost zastavit vozidlo nebo přerušení silnice.
Výnos ministerstva veřejných prací z 6. června 1910 silničním správám uložil povinnost provést značení silnic výstražnými značkami podle pařížské úmluvy. Schválené čtyři značky však potřebám nepostačovaly. A proto další výnos, 2. února 1913 o umisťování výstražných značek na říšských silnicích, doplnil 7 dalších výstražných značek, například uzavřená silnice, celní úřad, mýtnice, pozor dřevěný most. V dubnu 1913 přibyly ještě dvě značky - nejvyšší povolená rychlost (s možností doplnit značku povinností, aby auto dalo v nepřehledném místě zvukový signál) a směr jízdy (strana provozu) v blízkosti státních hranic.
Na nestátních silnicích v Čechách bylo umisťování výstražných značek nařízeno oběžníkem českého Zemského výboru z 2. srpna 1911, jímž byly jednotlivé okresní výbory požádány, aby na svých silnicích na potřebná místa umístily uvedené dopravní značky. Na jejich osazování se měly podílet i automobilistické organizace.
V uvedené podobě dopravní značení zůstávalo i ve 20. letech. Stále častěji místní iniciativa kombinovala dopravní značky s nápisy, ale bez jednotné koncepce dalšího rozvoje. 

Stružka
Zatáčka
Přejezd
Křižovatka

Na silničním kongresu v Seville roku 1923 bylo navrženo, aby výstražné značky měly tvar rovnostranného trojúhelníku s vrcholem směřujícím nahoru. Tuto podobu pak zakotvila nová Mezinárodní úmluva o jízdě motorovými vozidly, uzavřená v dubnu 1926 v Paříži. Počet výstražných značek zůstal zachován. V běžné praxi se ale užívaly i další, například trojúhelník bez znaku uvnitř, který označoval jiné nebezpečí.
V Ženevě byla v březnu 1931 v rámci Evropské konference o jízdě silniční uzavřena Mezinárodní úmluva o sjednocení silničních značek a silniční signalisaci. Smlouva zavazovala členské státy urychleně odstranit ty dopravní značky, které jsou shodné se značkami uvedenými v úmluvě, ale mají jiný význam. Dopravní značení podle smlouvy mělo být provedeno do 5 let od doby, kdy nabyla platnosti. Smlouva upravovala značení nebezpečných míst, přednosti v jízdě a také orientační značení. U příkazových a zákazových značek bylo dojednáno provedení v červeno-bílé barvě, podoba ostatních značek byla ponechána na zákonodárství jednotlivých států. Pro přednost v jízdě bylo stanoveno pravidlo pravé či levé ruky a kde neplatilo, musela být přednost upravena dopravní značkou. Většina smluvních států provedla značení podle úmluvy ještě během první poloviny 30. let.

### Železniční přejezdy
Zákaz vstupu a vjezdu na železniční přejezdy před přijíždějícím vlakem upravovalo nařízení ministra obchodu č. 169/1890 ř. z. z 30. srpna 1890 „jak se má chovati obecenstvo u přehrad železničních zvonítkem opatřených, pak u přechodů místních drah opatřených výstražnou tabulkou Pozor na vlak“. Nově pak problematiku upravil v § 108 československý zákon o drahách 86/1937 Sb. z. a n. Břevna závor byla opatřena odrazkami.
Mezinárodní železniční unie se v listopadu 1928 dohodla na provádění dopravního značení nechráněných přejezdů. Každý takový přejezd měl být opatřen výstražným tzv. ondřejským křížem a jeho ramena měla být natřena stejnými barvami, jakou se v příslušné zemi natírala břevna závor. V Československu byl tedy od roku 1931 zaveden černo-bílý nátěr, který se dosud používal i na závorách. Černobílé provedení závor bylo zvoleno pro snadnou údržbu a nařízeno výnosem ministerstva železnic roku 1907. Zároveň bylo výslovně zakázáno červenobílé provedení, které bylo více prosazováno mezinárodně. Červeno-bílé provedení povinně nařídila všem smluvním státům až Úmluva o silniční dopravě z roku 1948. 
Značení přejezdů výstražnými značkami a návěstními deskami nařídila až vyhláška 100/1938 Sb. z. a n. v rámci systému dopravního značení. Tento typ značení vycházel z německé úpravy z roku 1937.

## Iniciativy automobilových spolků
Československý autoklub podal začátkem 20. let 20. století ministerstvu veřejných prací návrh na směrové orientační značení a veřejných silnic a značení kilometráže. Pro směrové značení navrhoval eliptické tabulky se směrovým hrotem, s písmem bíle namodrém podkladu, s rozlišením silnic písmennou značkou podle druhu (S = státní, Z = zemské, O = okresní, Ž = župní, Ob = obecní, V = vicinální). Návrh byl inspirován Francií a Británií, barevné provedení Francií a mezinárodním ujednáním o výstražných značkách. Na základě tohoto návrhu ministerstvo zpracovalo a předložilo vládě rámcový návrh zákona. Kvůli řadě obtíží, zejména finančních, však byl návrh zamítnut.
Snahy ministerstva veřejných prací vycházely naprázdno. Proto mu zhruba ve stejné době ve druhé polovině 20. let poslaly nabídky na provedení dopravního značení hned tři organizace, Liga československých motoristů, Autoklub RČS a Československé reklamy s.r.o. Nabízely bezplatné provedení značení s podmínkou, že budou moci umisťovat na dopravních značkách reklamní plochy. Ministerstvo dalo přednost nabídce Autoklubu. V březnu 1928 byly s Autoklubem dojednány podmínky a 11. května 1928 uzavřelo ministerstvo veřejných prací s Autoklubem dohodu. Podle této dohody měl po dobu 10 let za správu státních silnic stavět, udržovat a opravovat výstražné a orientační tabulky a značení obcí a měst. Nové značení mělo být provedeno do tří let od uzavření smlouvy. Náklady na osazení 7000 značek byly rámcově odhadnuty na 2,4 milionu Kč. Protože se předpokládalo, že v době platnosti smlouvy budou muset být značky vyměněny, celkový odhad byl 5 milionů Kč.
Autoklub za částku investovanou do značení získal výhradní právo na umisťování reklamy kolem státních silnic. Reklamy mohl umisťovat na zadní straně značek, pod nimi nebo na samostatných sloupcích. Výstražné značky byly tmavomodré s bílými symboly, dálkové návěsti měly tmavomodrobílé provedení. Názvy obcí, které měly alespoň 5000 obyvatel, byly vyznačeny na státních silnicích. Na okresních silnicích záleželo značení na iniciativě jejich správců, na aktivitě dobrovolníků a místních iniciativ. Omezovalo se na dopravně a turisticky významnější lokality. Často i v rámci jedné obce se ve stejném významu používaly značky odlišného provedení.
Podoba některých značek umisťovaných Autoklubem byla později kodifikována ve vládních nařízeních z letech 1935 a 1938, a tak si legislativní zavedení dopravního značení nevyžádalo na státních silnicích už tolik nákladů.

## Světelná signalizace
Řízení silniční dopravy světelnou signalizací začalo po roce 1910 v USA, odtud se rozšířilo počátkem 20. let do Evropy. V českých zemích byl první semafor, v klasickém tříbarevném systému, instalován v Praze v Hybernské ulici v roce 1927. Osvědčil se a v polovině 30. let již byla signalizace v Praze běžná. Podle plánů měla nahradit řízení dopravy na křižovatkách strážníky, které v Praze bylo od roku 1920. Roku 1939 byla v Praze signalizace již na 17 křižovatkách, z toho na 15 byla řízena automaticky. Semafor byl podle charakteru křižovatky umisťován buď nad prostředek křižovatky nebo na roh křižovatky.

## Dopravní značky od listopadu 1935
Zavádění dopravních značek předpokládala a požadovala Pařížská konvence z roku 1909 a její dodatek z roku 1926.
Povinnost správ silnic umístit výstražné značky stanovil v § 68 - 71 zákon č. 81/1935 Sb., o jízdě motorovými vozidly. Vládním nařízením č. 203/1935 Sb. n. a z. bylo od 1. listopadu 1935 na území Československa oficiálně zavedeno prvních šest druhů výstražných značek (1. Stružka, 2. Zatáčka, 3. Křižovatka, 4. Chráněný přejezd dráhy, 5. Nechráněný přejezd dráhy a 6. Nebezpečí jiná než 1 - 5). Tyto značky měly již tvar rovnostranného trojúhelníku o straně 1000 mm, avšak symboly byly provedeny bíle na modrém podkladě (bez orámování). Symboly byly již podobné dnešním. Sloupky výstražných značek musely být opatřeny červenými a bílými pruhy.

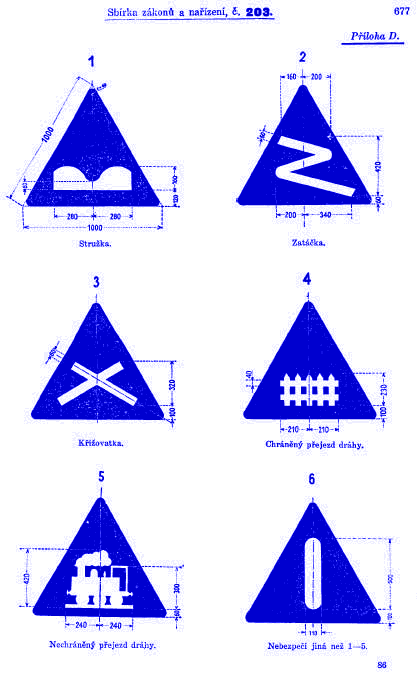
Prvních šest dopravních značek od roku 1935
Nebezpečná zatáčka, značka vyobrazená pod číslem 2
Nebezpečný přejezd dráhy, značka vyobrazená pod číslem 5

## Dopravní značky od května 1938
Zákon č. 82/1938 Sb. z 8. dubna 1938, o dopravních značkách pro silniční dopravu, stanovil povinnost označit do konce roku 1938 silnice dopravními značkami. Vládním nařízením č. 100/1938 Sb. n. a z., účinným ode dne vyhlášení, tedy od 28. května 1938, byly zavedeny druhy dopravních značek:
1. výstražné značky (11 značek, včetně 6 značek zavedených již v roce 1935)
2. značky vyjadřující dopravní zákazy a příkazy (19 značek)
3. značky vyjadřující dopravní pokyny a všeobecné informační údaje
4. světelné značky pro řízení dopravy (dnes nazývané světelnými signály) (zavedena jednobarevná, dvoubarevná a tříbarevná světelná soustava)
5. značkování silnic dopravně významných barvou, čísly nebo písmeny
6. zařízení při uzavírkách silnic a cest

U většiny značek byly připuštěny dvě varianty velikosti. Poprvé se objevily značky upravující přednost v jízdě - tvarově podobné dnešním, ale v jiném barevném provedení. Některé zákazové značky se již podobaly dnešním (bílý kruh s červeným okrajem), jen symboly uvnitř značky byly tmavomodré a červený lem širší.

Zákaz jízdy motorových vozidel jejichž váha přesahuje vyznačenou mez (1938, značka č. 7 v části B)
Přednost v jízdě jest dáti vozidlům jedoucím po silnici, na kterou se vjíždí (značka č. 8 v části A)
Doprava na silnici opatřené touto značkou má na křižovatce přednost (značka č. 9 v části C)
Dbáti zvláštní opatrnosti (značka č. 2b v části C, k použití v blízkosti škol, továren, kostelů, divadel, nemocnic, v úzkých průjezdech apod.)
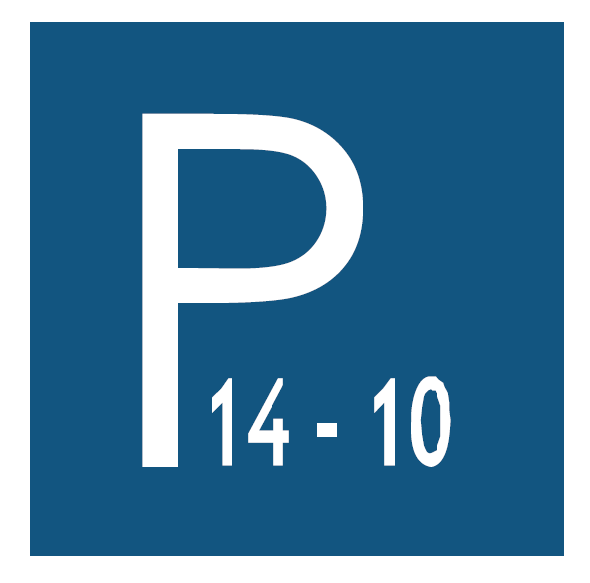
Parkovati dovoleno od 14. do 10. hodiny (1938, značka č. 1b v části C)
První pomoc (značka č. 10 v části C)
Návěst se směrovými údaji pro příští křižovatku (značka č. 6b v části C)

Hlavní a vedlejší silnice se nerozlišovaly jen tam, kde byly označeny dopravními značkami přednosti v jízdě, ale platila i obecná rozlišení. Například vyhláškou pražského policejního ředitelství o zavedení jízdy vpravo z března 1939 se za hlavní ulice prohlašují výpadní silnice a ulice, jimiž projíždějí elektrická dráha, autobusy a trolejbusy a dále všechny ulice, které postupně budou označeny jako hlavní zvláštními značkami. Mohla tedy existovat i křižovatka dvou či více hlavních ulic. Mimoto byla pravidlu pravé ruky nadřazena přednost motorizovaných vozidel před ostatními. Provedení značení se protáhlo a bylo dokončeno až v polovině roku 1939. Následný přechod na pravostranný provoz si vyžádal i přemisťování již umístěných značek.

## Dopravní značky od listopadu 1939
Vládní nařízení č. 242/1939 Sb. vlády Protektorátu Čechy a Morava mělo harmonizovat české dopravní značení s německým, o což okupační orgány usilovaly už od jara 1939. Některé dosavadní české značky (například značení železničních přejezdů či hlavní silnice) byly převzaty z německé úpravy již podle nařízení z roku 1938. Zásadní byla změna barevného provedení výstražných značek, které se přiblížilo dnešní podobě, červenému orámování s černým znakem v bílém poli. Byly zavedeny dodatkové tabulky. Pro informační tabule a směrovky byly zavedeny žluté pravoúhlé značky s černým orámováním a černým textem. Texty na značkách byly dvojjazyčné, první německé a druhé české. Okupační orgány na provedení této změny velmi naléhaly. Obce, které měly německý ekvivalent názvu, byly uváděny dvojjazyčně. Objevil se dokonce požadavek, aby všechny české názvy byly pro snadnější čtení transliterovány do němčiny.
Výnos ministerstva vnitra z 1. června 1941 uložil podřízeným úřadům, aby neprodleně přikročily ke stavbě rozcestníků na státních silnicích, termín však kvůli nedostatku materiálu nebyl stanoven. Do konce září 1941 byla na státních i okresních silnicích většina značek nahrazena novými.
Signalizační zařízení, zařízení k označení překážky nebo uzavírky přestalo podle nařízení spadat mezi dopravní značky. Barevné a tvarové provedení výstražných a zákazových značek se již blížilo dnešní podobě. „Silnice pro hlavní dopravu“ má sice dnešní tvar, ale stále je plocha bílá s červeným orámováním. Dále bylo změněno barevné provedení výstražných dopravních značek z modrobílých do dnešních barev a byla zrušena univerzální výstražná značka pro horské oblasti (prázdný trojúhelník). Návěstní deska před železničním přejezdem měla nově zkosený horní okraj. Směr šikmých pruhů byl přizpůsoben pravostrannému provozu (různé varianty desek pro pravou a levou stranu silnice).
Dále byly provedeny následující změny:
Zrušena značka Zákaz vjezdu všech motorových vozidel. Zrušena značka zakazující vjezd motorovým vozidlům přesahujícím vyznačenou váhu. Zrušena značka zákazu vjezdu cyklistů, zákazu vjezdu povozů i ručních vozíků, zákazu vjezdu ručních vozíků, zákazu předjíždění, zákazu dávat zvukové signály. Zrušena značka dbáti zvláštní opatrnosti v blízkosti školy.
Zavedeny značky zákazu jízdy automobilů nebo motocyklů o nedělích a svátcích.
Zavedena značka Stůj, dej přednost v jízdě!
Zavedena značka vyhrazující cestu nebo pruh silnice pro jízdní kola.
Změněno grafické provedení značek přikázaného směru jízdy a příkazu zastavit u celního úřadu. Změněno grafické provedení směrových dopravních značek.

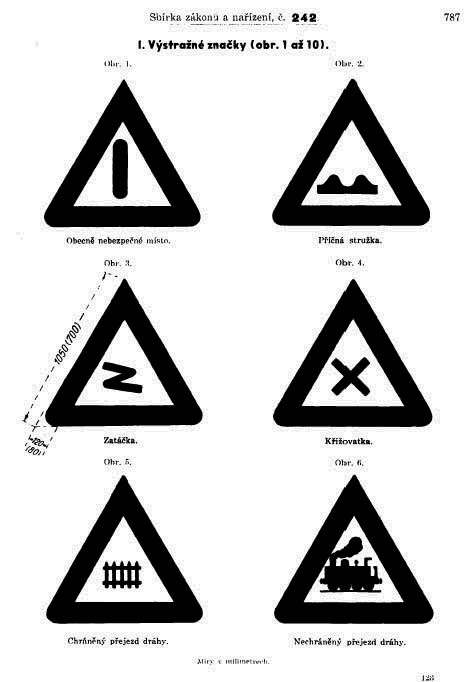
Vzory výstražných značek z roku 1939
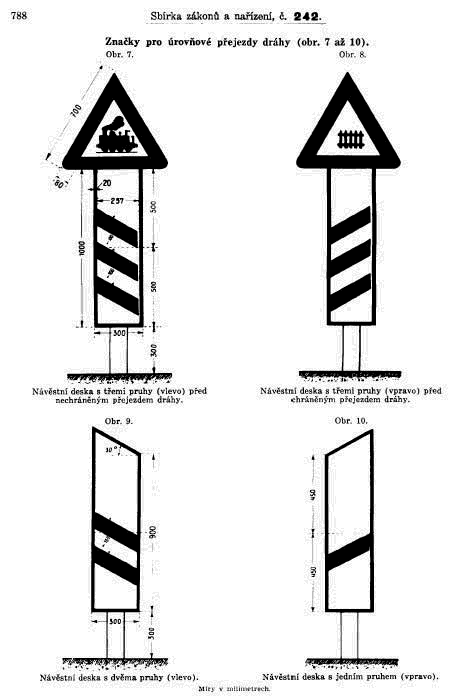
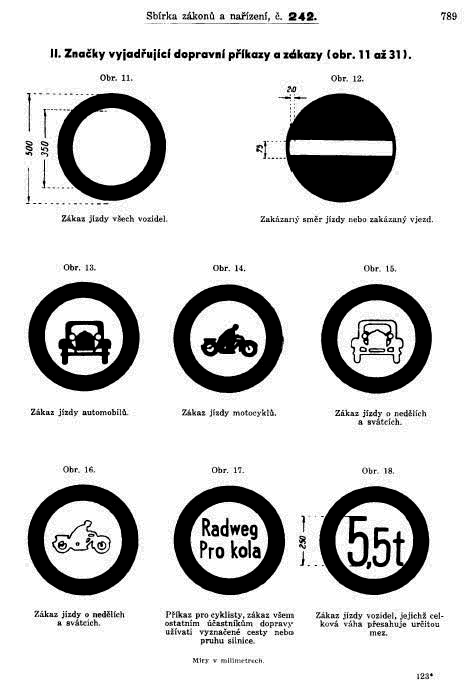
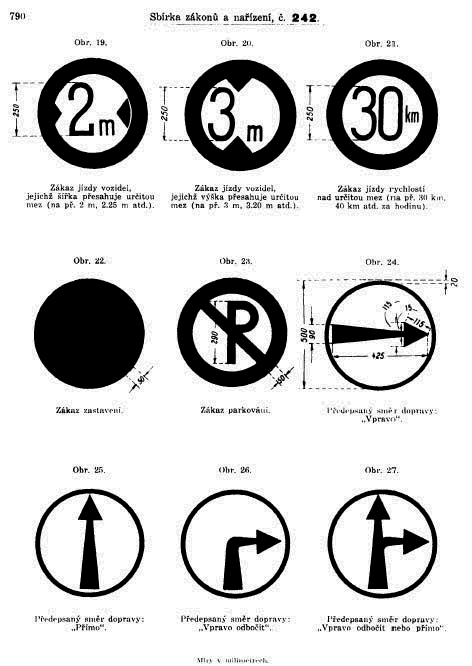
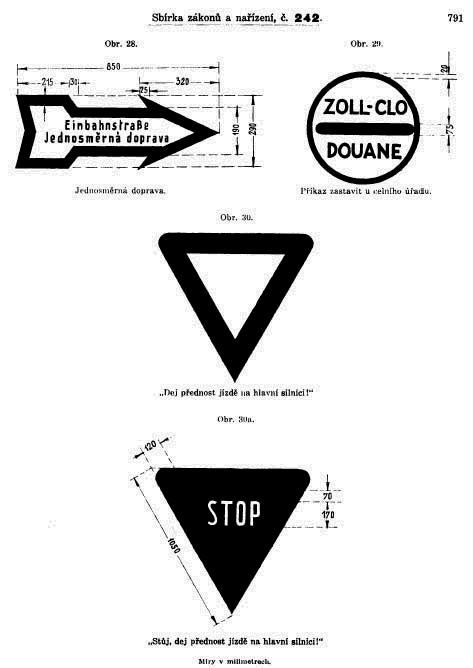
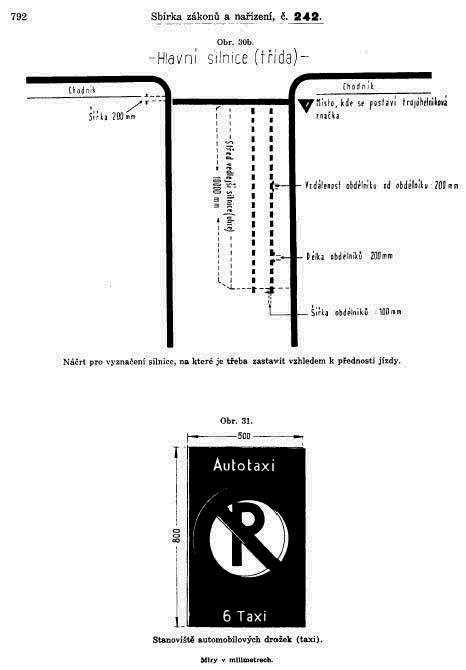
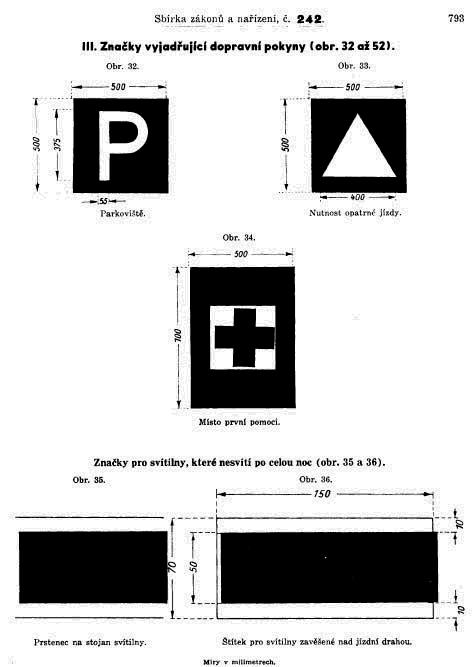
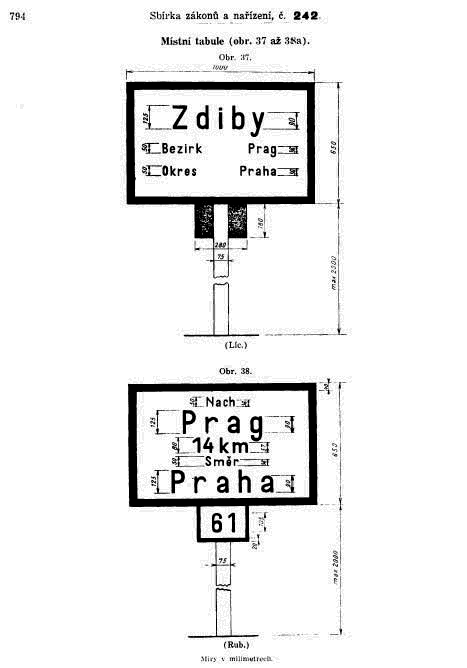
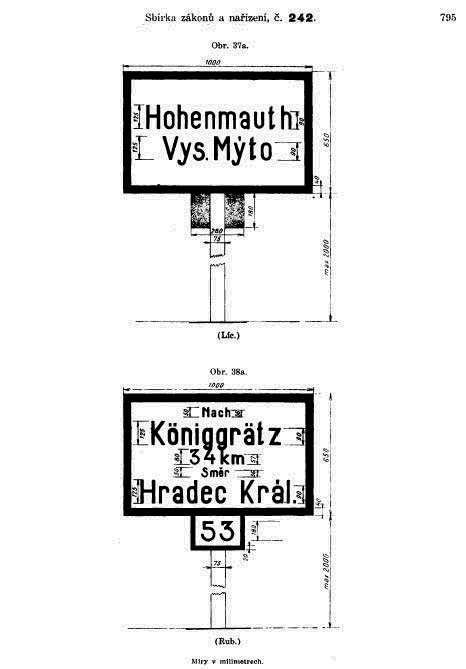
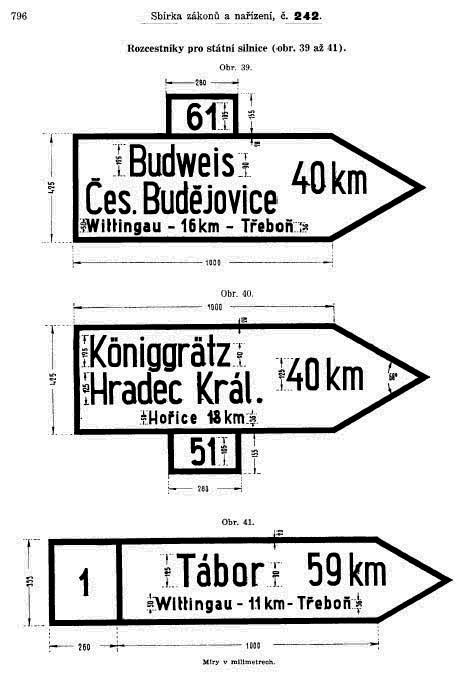
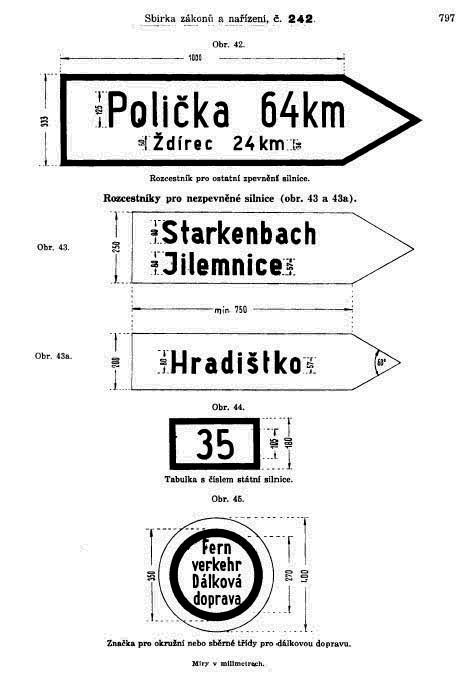
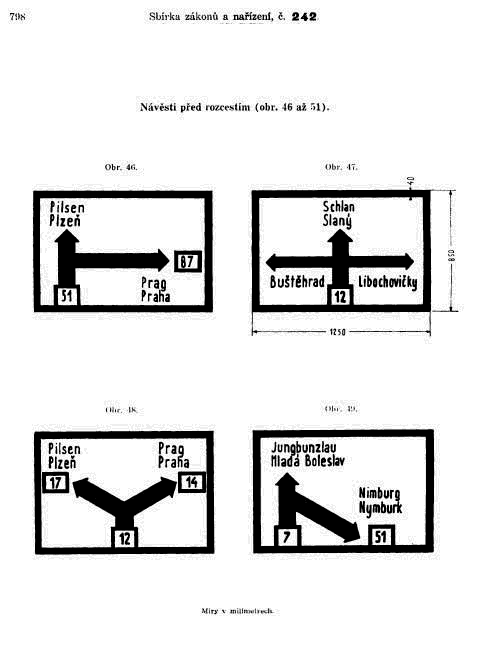
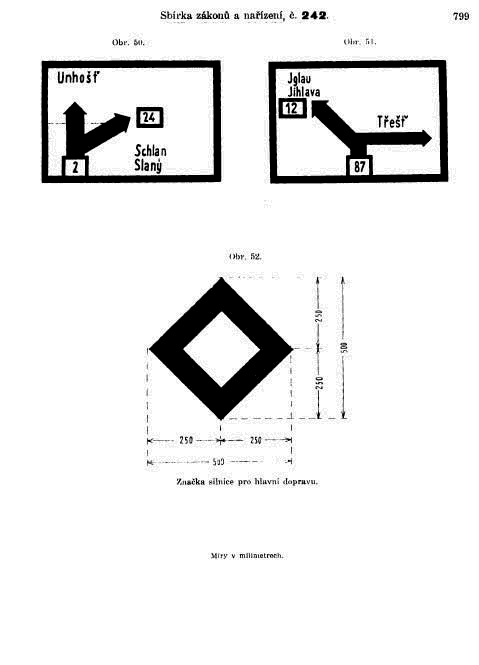
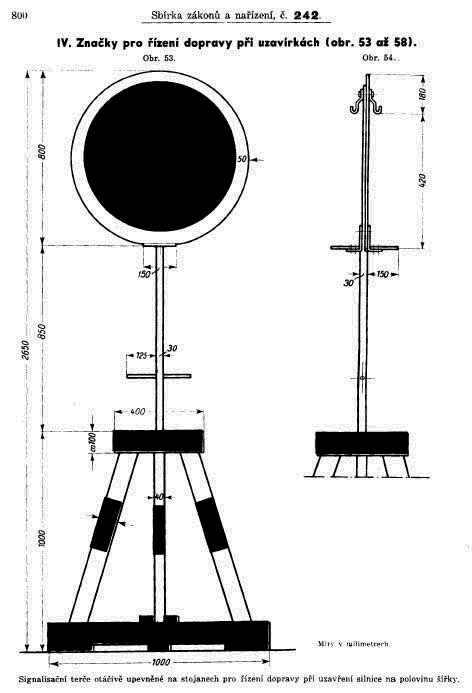
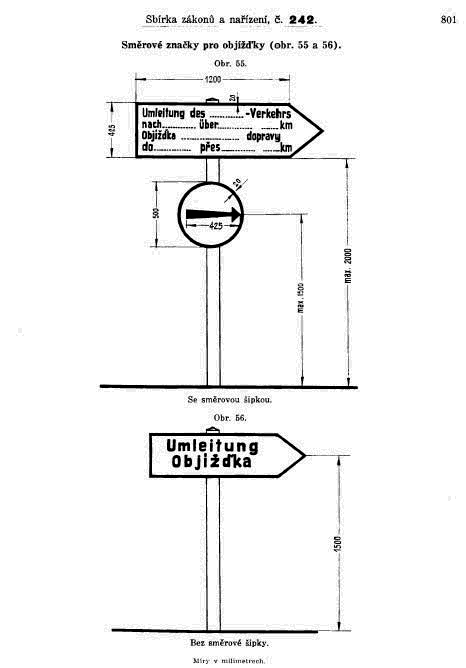
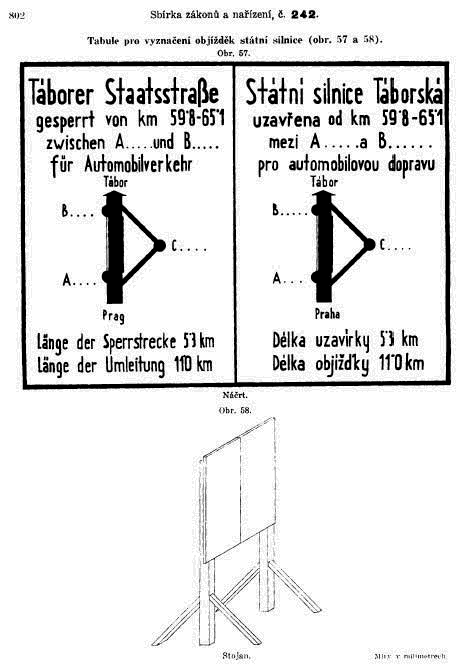

### Výstražné značky

Obr. 1: Obecně nebezpečné místo
Obr. 2: Příčná struska
Obr. 3: Zatáčka
Obr. 4: Křižovatka
Obr. 5: Chráněný přejezd dráhy
Obr. 6: Nechráněný přejezd dráhy
Obr. 7: Návěstní deska se třemi pruhy (vlevo) před nechráněným přejezdem dráhy
Obr. 8: Návěstní deska se třemi pruhy (vpravo) před chráneným přejezdem dráhy
Obr. 9: Návěstní deska s dvěma pruhy (vlevo)
Obr. 10: Návěstní deska s jedním pruhy (vpravo)

### Značky vyjadřující dopravní příkazy a zákazy

Obr. 11: Zákaz jízdy všech vozidel
Obr. 12: Zakázaný směr jízdy nebo zakázaný vjezd
Obr. 13: Zákaz jízdy automobilů
Obr. 14: Zákaz jízdy motocyklů
Obr. 15: Zákaz jízdy o nedělích a svátcích
Obr. 16: Zákaz jízdy o nedělích a svátcích
Obr. 18: Zákaz jízdy vozidel, jejichž celková váha přesahuje určitou mez
Obr. 19: Zákaz jízdy vozidel, jejichž šířka přesahuje určitou mez
Obr. 20: Zákaz jízdy vozidel, jejichž výška přesahuje určitou mez
Obr. 21: Zákaz jízdy rychlostí nad určitou mez
Obr. 22: Zákaz zastavení
Obr. 23: Zákaz stání
Obr. 24: Přikázaný směr jízdy: „Vpravo“
Obr. 25: Přikázaný směr jízdy: „Přímo“
Obr. 26: Přikázaný směr jízdy: „Vpravo odbočit“
Obr. 27: Přikázaný směr jízdy: „Vpravo odbočit nebo přímo“
Obr. 28: Jednosměrná doprava
Obr. 29: Příkaz zastavit u celního úřadu
Obr. 30: „Dej přednost jízdě na hlavní silnici!“
Obr. 30a: „Stůj, dej přednost jízdě na hlavní silnici!“

## Dopravní značky po roce 1945
Po druhé světové válce řada obyvatel dopravní značky ničila jako symbol okupace, což se týkalo zejména dvojjazyčného orientačního značení. Mnohde byly tyto značky spontánně nahrazovány nestandardizovanými značkami. Nejednotnost značek a jejich špatný stav vyvolaly diskusi o budoucí podobě dopravního značení. V odborných kruzích byl patrný příklon k zachování protektorátního způsobu značení, který byl výraznější a více odpovídal evropským trendům. Ministerstvo techniky vydalo pokyn, podle kterého mělo být značení s dílčími odchylkami provedeno podle protektorátního předpisu. Přetrvávala však silná averze k žluto-černému orientačnímu značení, ač z hlediska bezpečnostního a technického se tato kombinace jevila nejvhodnější. Proto byla zvolena kombinace žluté a tmavomodré, která měla obdobné parametry, ale nebyla národnostně choulostivá. Definitivní kodifikace dopravních značek byla zatím odložena.
V Ženevě byla v září 1949 na mezinárodní konferenci o silničním provozu přijata Mezinárodní úmluva o silničním provozu a byl dojednán protokol o silničních dopravních značkách, který zavazoval smluvní státy provést příslušné značení do deseti let. Protokol zavedl tyto druhy dopravních značek:
- výstražné, trojúhelníkového tvaru v červenobílém provedení
- zákazové, kruhovitého tvaru s červeným okrajem, bílým středem a černým nebo tmavomodrým symbolem uprostřed
- příkazové, s modrým pozadím a bílým znakem
- informativní, pro které byl předepsán pravoúhlý tvar

Bylo obecně upraveno podélné značení v podobě označování jízdních pruhů.
V Československu mělo být dopravní značení provedeno do tří let, náklady byly odhadnuty na 12 milionů Kčs. Bylo upraveno 16 výstražných, 27 zákazových a příkazových a 23 informativních dopravních značek.
Zásadní úpravu přinesl zákon č. 56/1950 Sb., o provozu na veřejných silnicích. Vládní nařízení č. 11/1951 Sb., jímž se provádí zákon o provozu na veřejných silnicích, v § 29 praví, že dopravní značky zavede vyhláška vyhlášená v Úředním listu. Číslo této vyhlášky a její obsah jsou dnes obtížně dohledatelné.
Novou úpravu přineslo vládní nařízení č. 54/1953 Sb., o provozu na silnicích, později ještě novelizované zákonným opatřením NS č. 13/1956 Sb. Na zmocnění tímto vládním nařízením se odvolávaly změny pravidel silničního provozu až do roku 1996 (nové zmocnění pak přinesl zákon č. 12/1997 Sb., o bezpečnosti a plynulosti silničního provozu).
Obrazovou přílohu s dopravními značkami obsahovala vyhláška č. 145/1956 Ú. l., o provozu na silnicích, novelizovaná vyhláškou č. 197/1958 Ú. l. Tato vyhláška platila až do konce roku 1960. Zda a kolik vyhlášek tuto vyhlášku předcházelo, je dnes obtížné zjistit.

### Vodorovné značení
Vodorovným značením se tehdejší legislativa vůbec nezabývala. Předchůdcem vodorovného dopravního značení se ve 30. letech staly šipky na příhraničních úsecích silnic, které vyznačovaly stranu provozu. Stejné šipky se pak používaly i při přechodu na pravostranný provoz na jaře 1939, přičemž bylo zároveň městům a obcím doporučováno, aby v méně přehledných místech byla vozovka rozdělena bílou čárou na dvě poloviny a v nich aby byl bílými šipkami vyznačen směr jízdy.
Svislá příkazová značka STOP byla v případě potřeby doplňována příčnou červenou čarou na vozovce a dvěma podélnými přerušovanými červenými čarami, které měly upozorňovat na povinnost zastavení.

## Dopravní značky 1939 až 1961
Byly provedeny tyto změny:

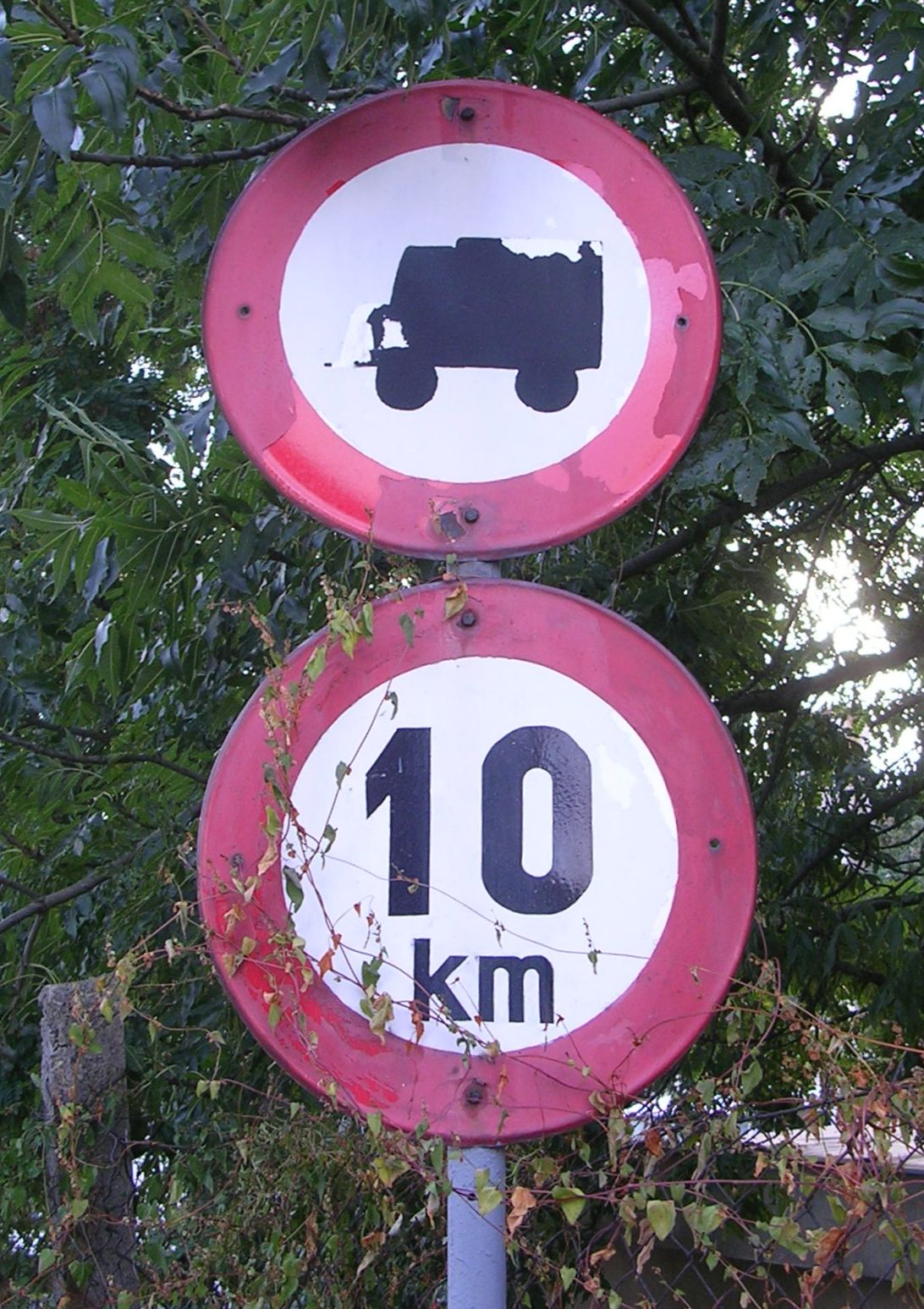
Staré dopravní značky v Ledařské ulici v Braníku

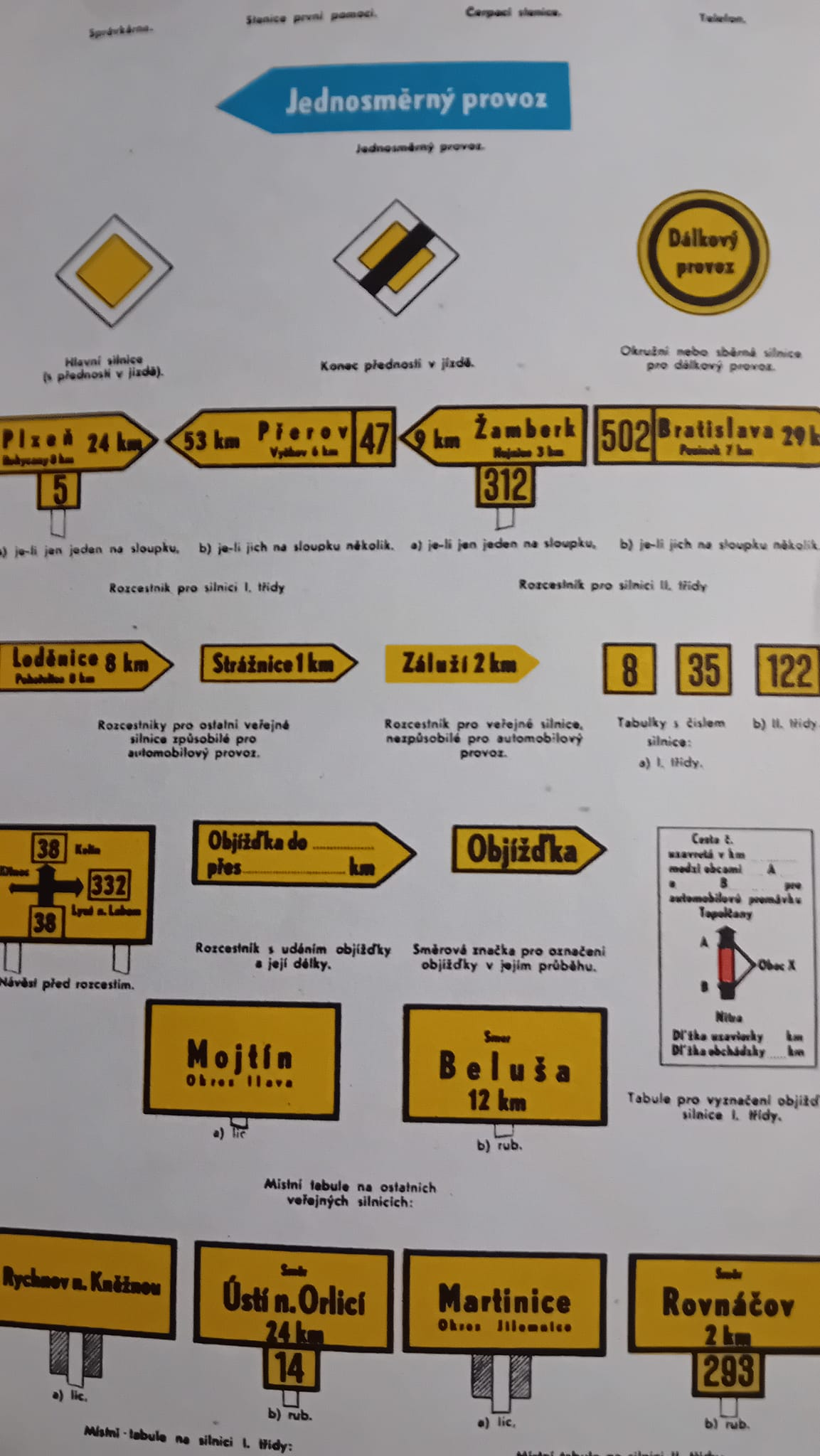
Dopravní značení platné v roce 1957

Zatáčky rozlišeny na jednoduché a dvojité, pravé a levé. Zavedeny výstražné kříže na přejezdech dráhy.
Byly zavedeny nové značky:
Nebezpečné klesání, Zúžená vozovka, Práce na silnici, Nebezpečí smyku, Přechod pro chodce, Pozor, děti!, Pozor, zvířata!, Pozor, zvěř!, Křižovatka se silnicí bez přednosti v jízdě, Zákaz odbočování vpravo, Zákaz odbočování vlevo, Zákaz předjíždění, Zákaz předjíždění pro nákladní automobily, Konec snížené (zvýšené) rychlosti, Nejnižší dovolená rychlost, Konec nejnižší dovolené rychlosti, Zákaz zvukových znamení, Konec zákazu zvukových znamení, Dej přednost v jízdě protijedoucím vozidlům!, Přednost v jízdě před protijedoucími vozidly, Jiný zákaz, Jiný příkaz. Zaveden nové značení pro přechod pro chodce: beliša maják pro označení přechodu, má přednost mezi chodcům.
Značka Zákaz vjezdu automobilů změnila význam na Zákaz vjezdu všech motorových vozidel s výjimkou motocyklů bez postranního vozíku. Nové značky Zákaz vjezdu všech motorových vozidel a Zákaz vjezdu nákladních automobilů, jejichž celková váha uvedená v OTP přesahuje vyznačenou mez. Nové značky Zákaz vjezdu povozů, Zákaz vjezdu cyklistů. Zcela změněna značka stezky pro cyklisty (změna barevného provedení, text nahrazen symbolem).
Zrušeny obrysové varianty značek zákazu vjezdu s významem Zákaz jízdy o nedělích a svátcích. Zrušena čtvercová značka Nutnost opatrné jízdy.
Změněno barevné provedení značky hlavní silnice (silnice s předností v jízdě).
Stůj, dej přednost v jízdě! změněna z trojúhelníkového tvaru na kruhový. Změněno provedení značky přikazující zastavit u celního úřadu.
Dosavadní značka Zákaz zastavení změněna na Zákaz stání (zákaz zastavení se vyznačuje dodatkovou tabulkou), původní značka Zákaz parkování (škrtnuté P) zrušena. Zavedena nová značka Konec zákazu zastavení nebo stání. Změněna značka stanoviště TAXI.
Změněno barevně a tvarem symbolů provedení značek Přikázaný směr jízdy. Zavedena značka pro kruhový objezd.
Změněn tvar a provedení značky jednosměrného provozu.
Nové informativní značky Nemocnice, Správkárna, Telefon, Čerpací stanice, tři druhy značek pro tábořiště.
Změněno provedení směrových značek, označení místních názvů, označení silnic.
V příloze nově uvedeno vodorovné dopravní značení..

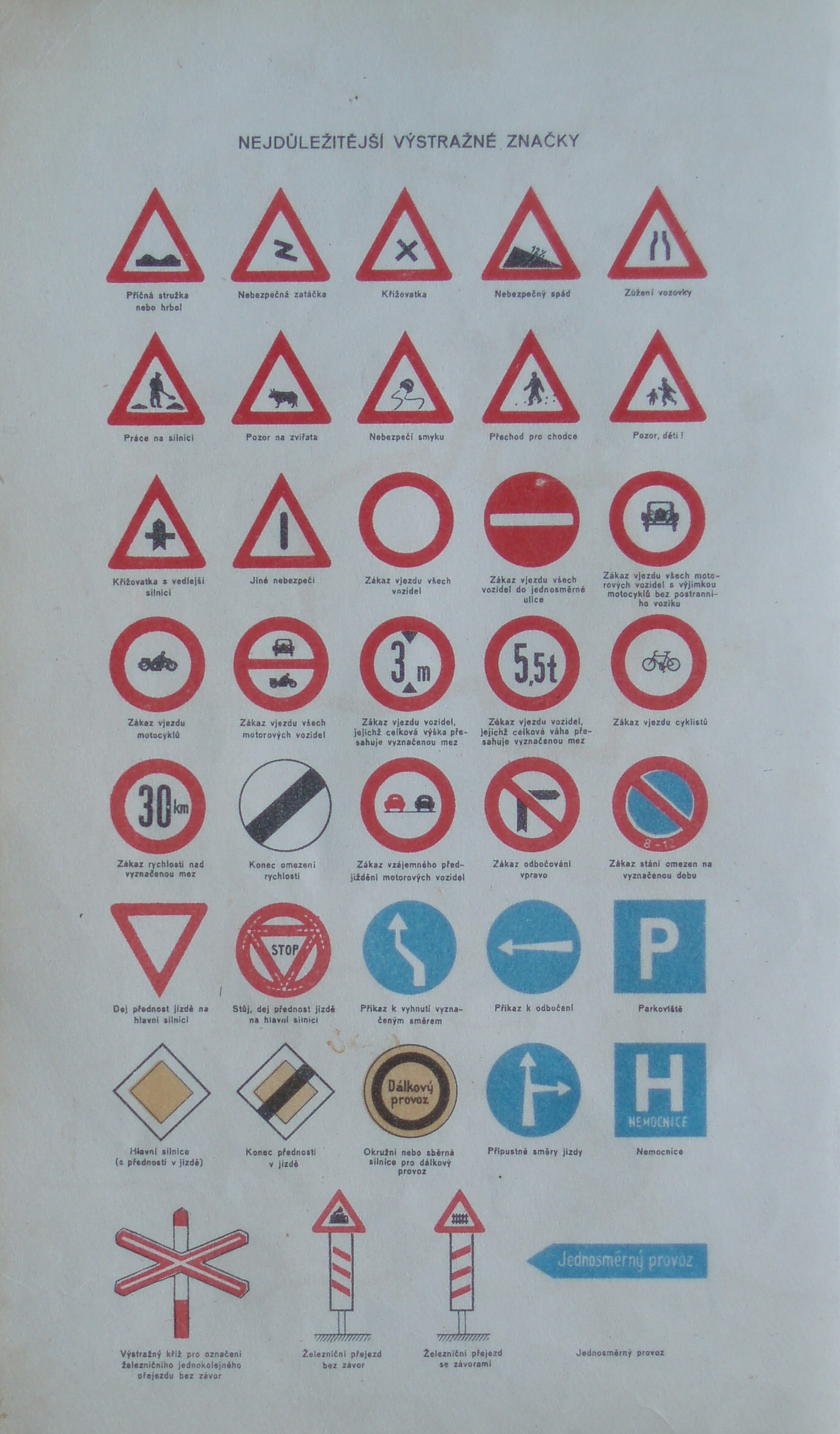
Dopravní značky platné v roce 1957

## Dopravní značky od ledna 1961
Dopravní značky platné od 1. ledna 1961 stanovila vyhláška ministerstva vnitra ČSSR č. 141/1960 Sb. ze dne 3. září 1960, kterou se vydávají pravidla silničního provozu.

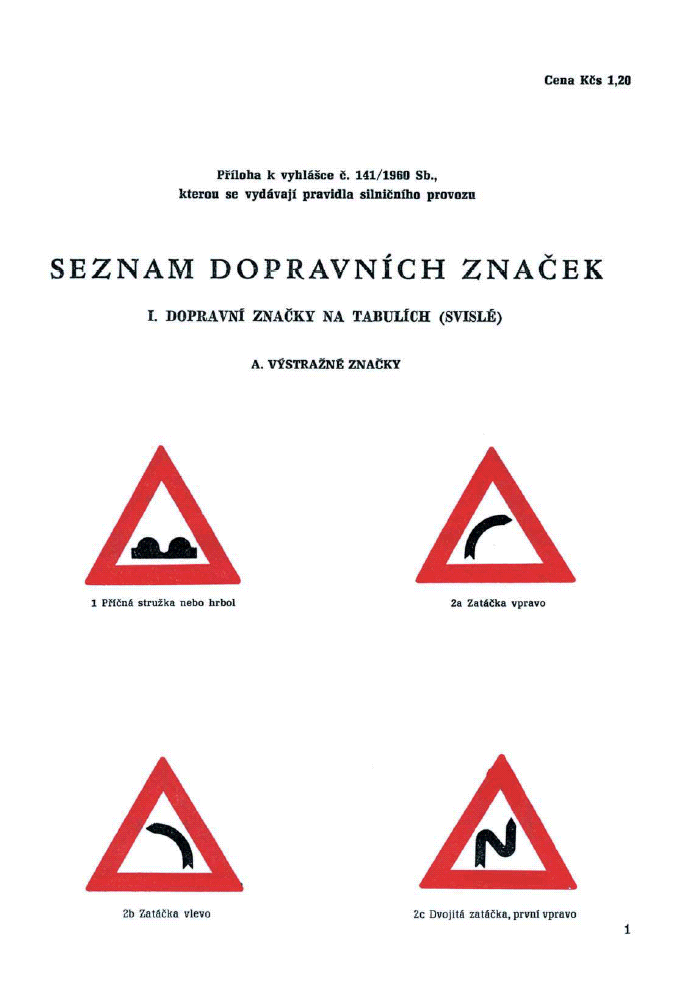
Dopravní značky platné od roku 1960
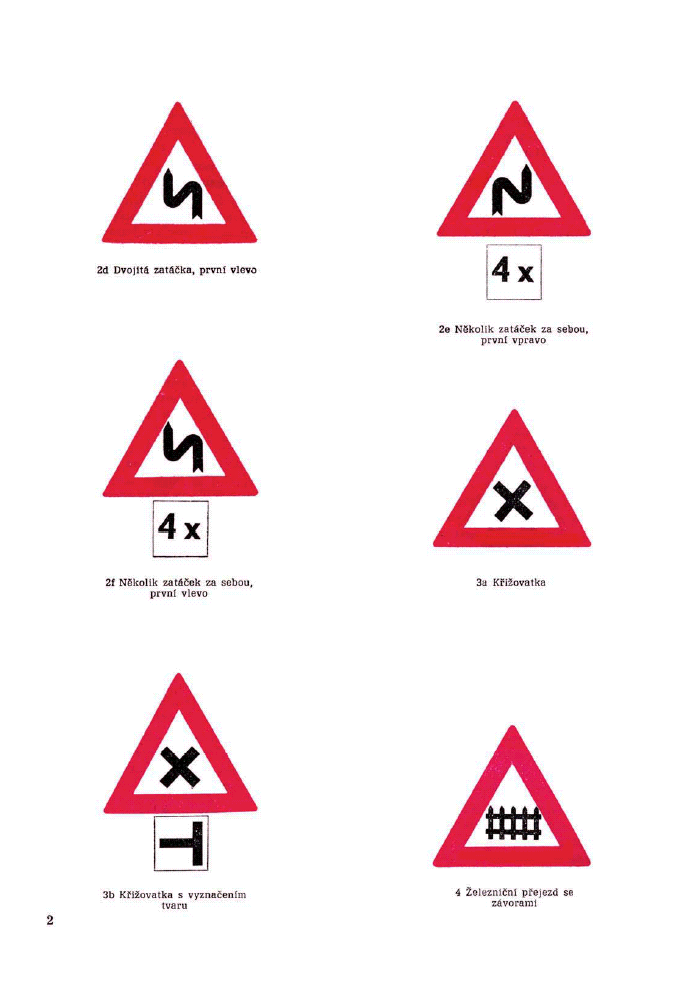
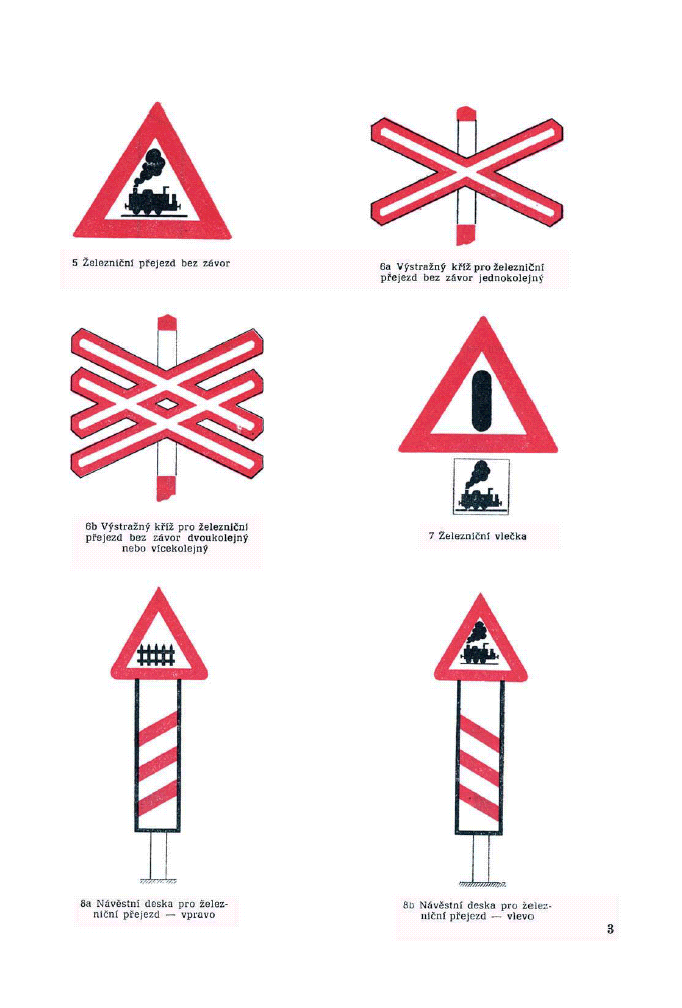
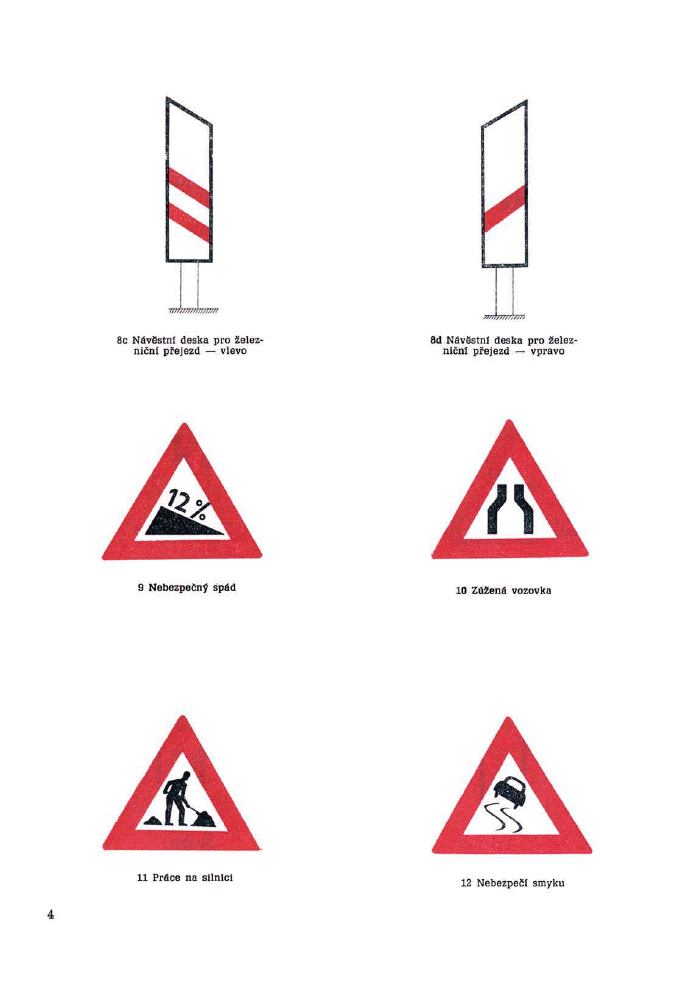
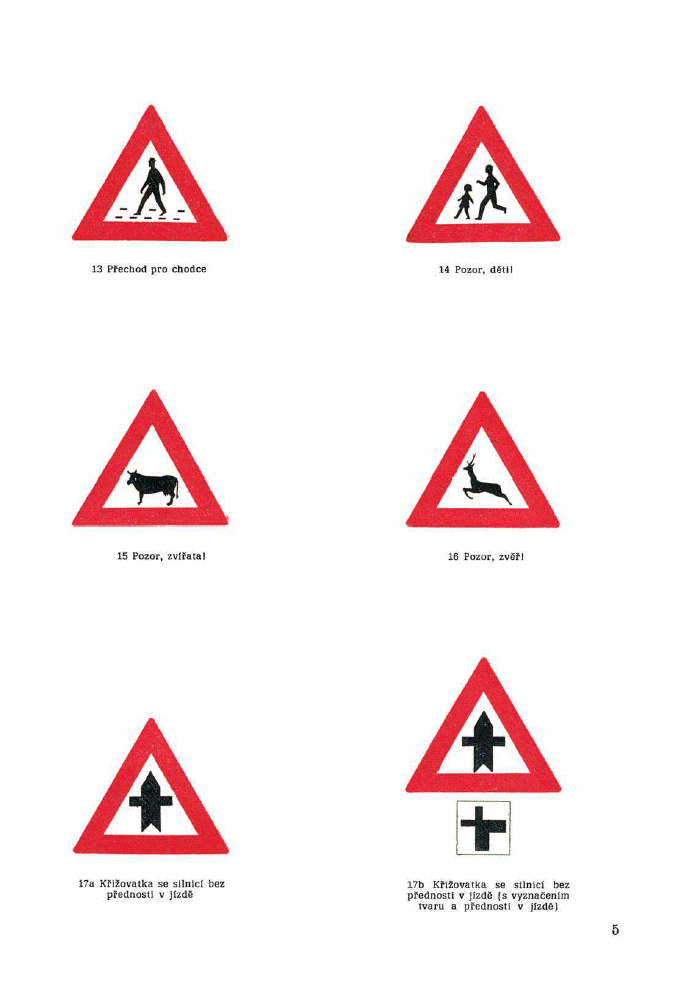
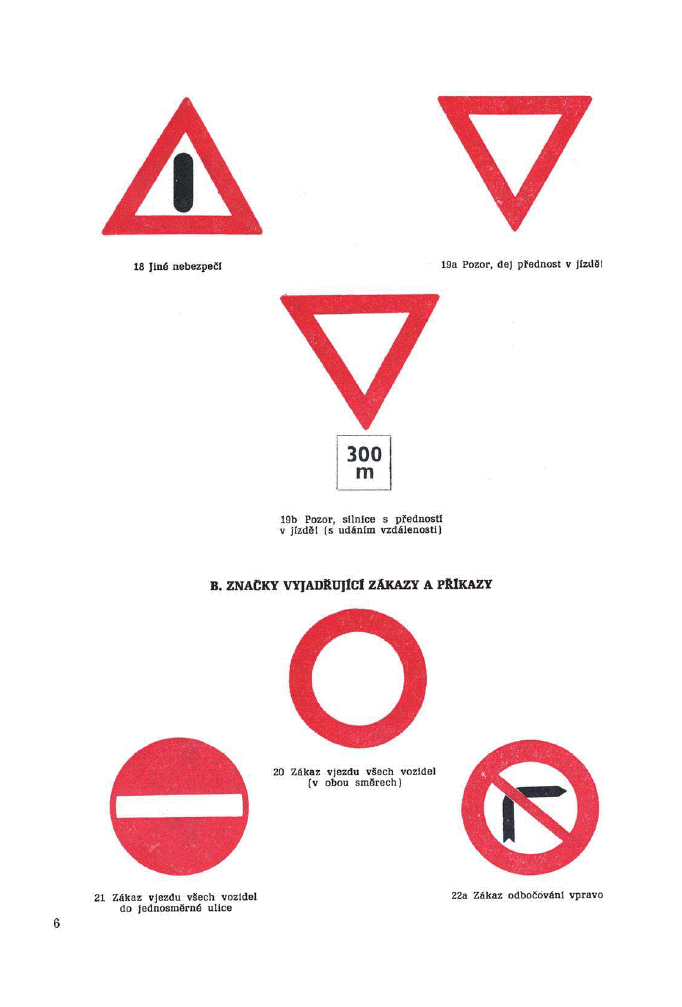
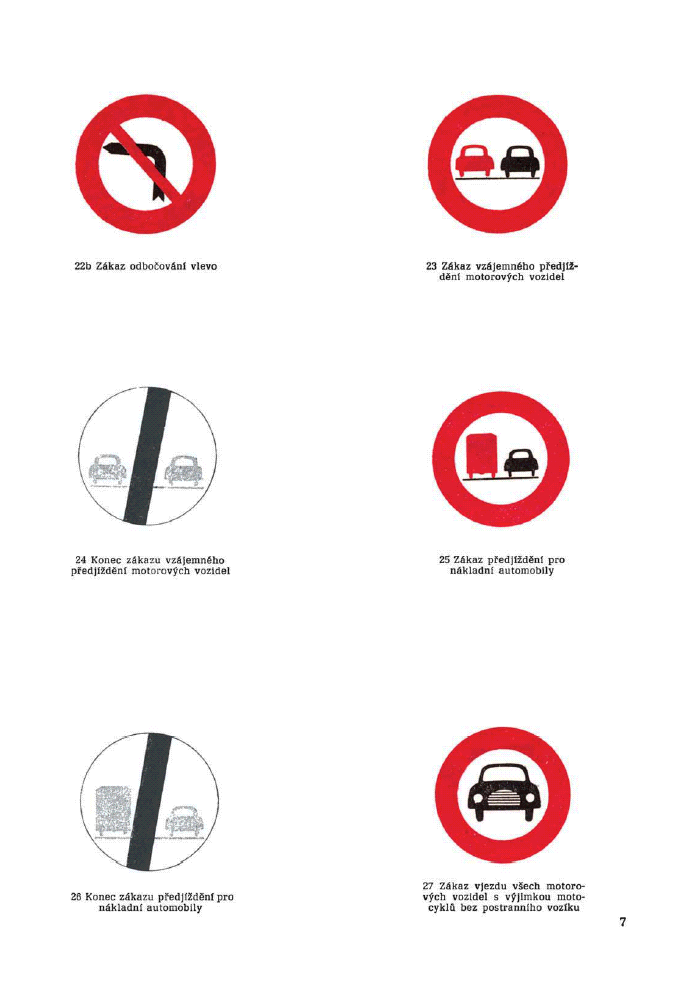
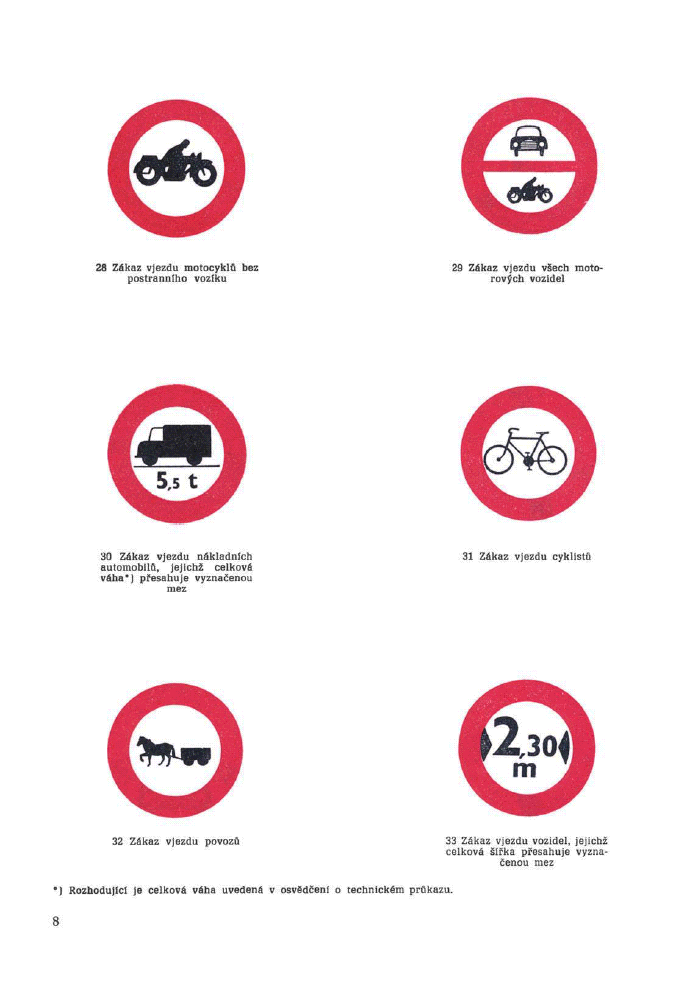
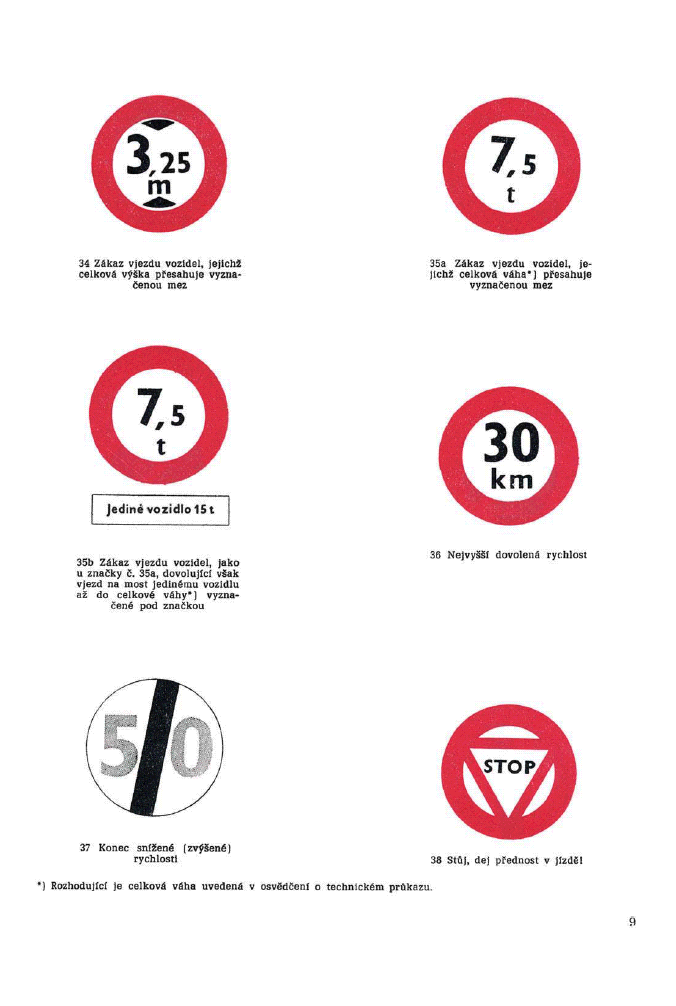
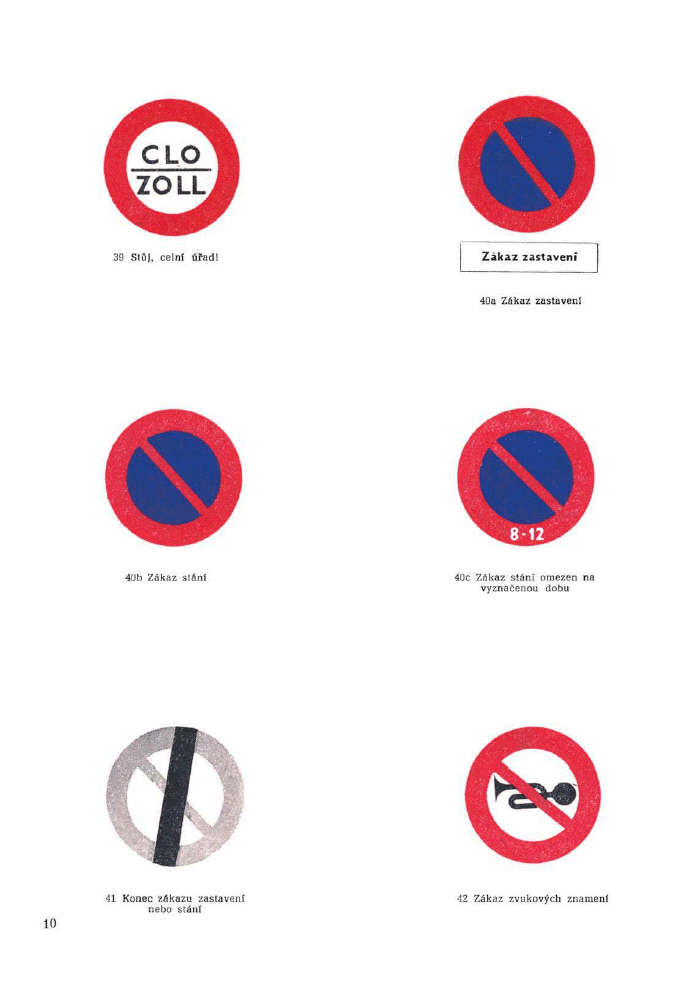
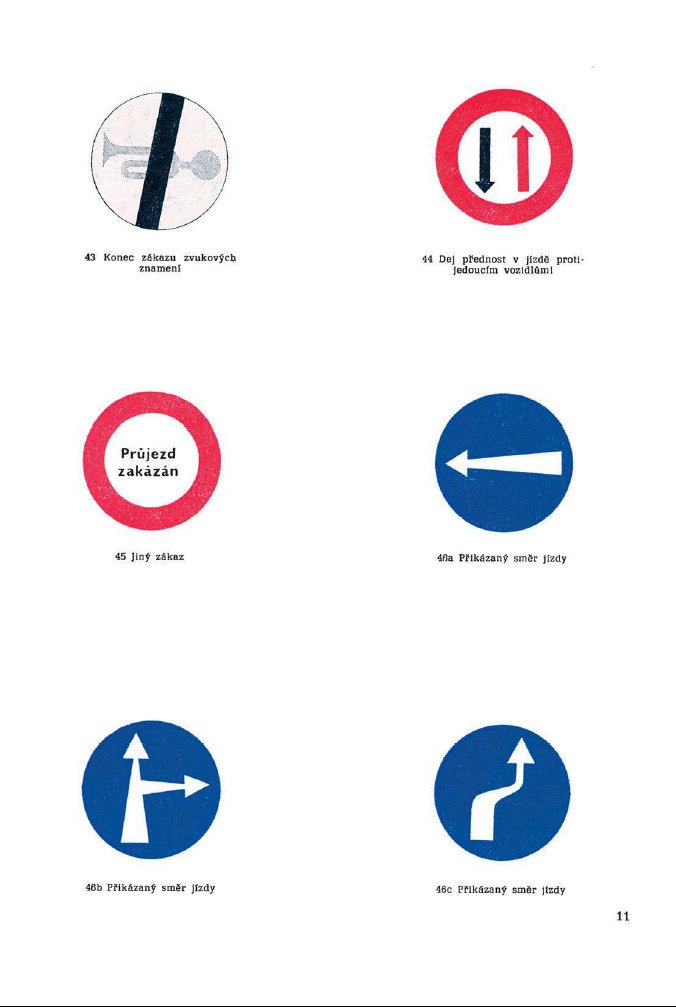
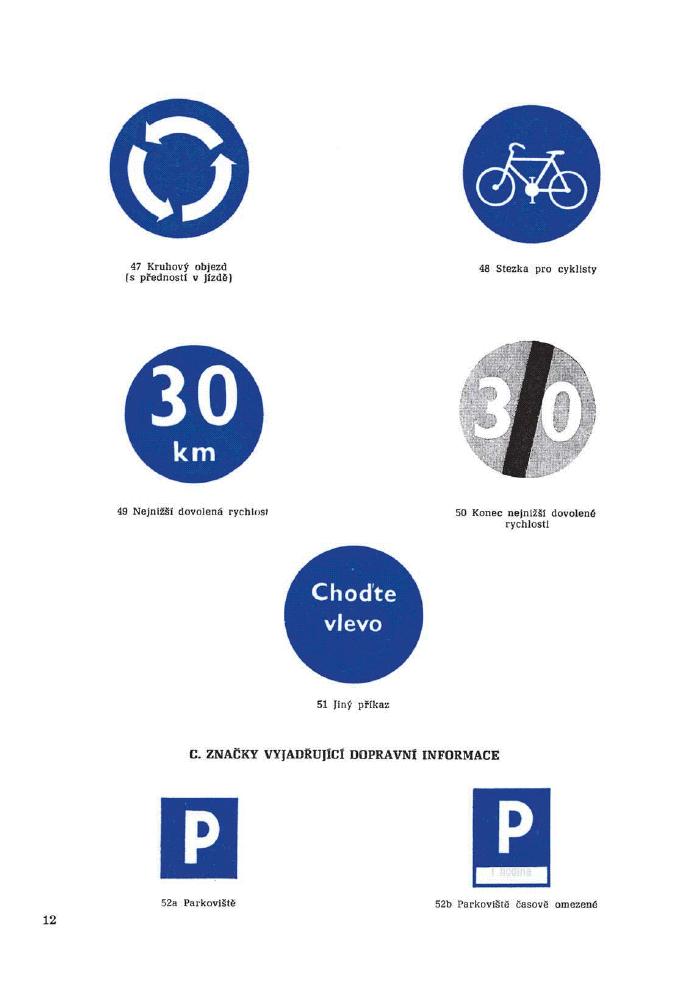
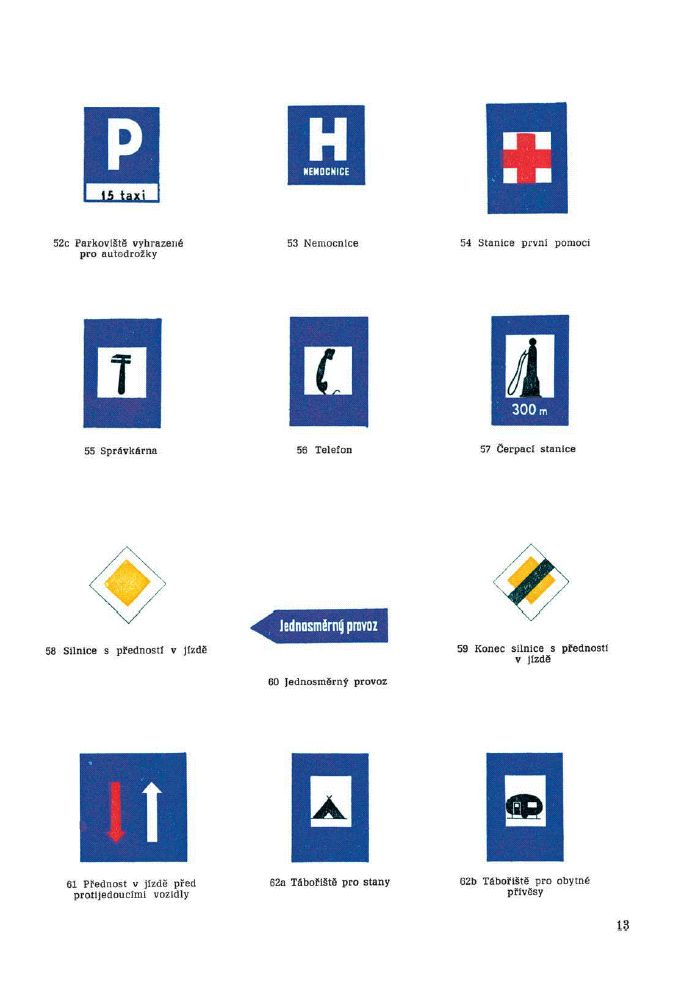
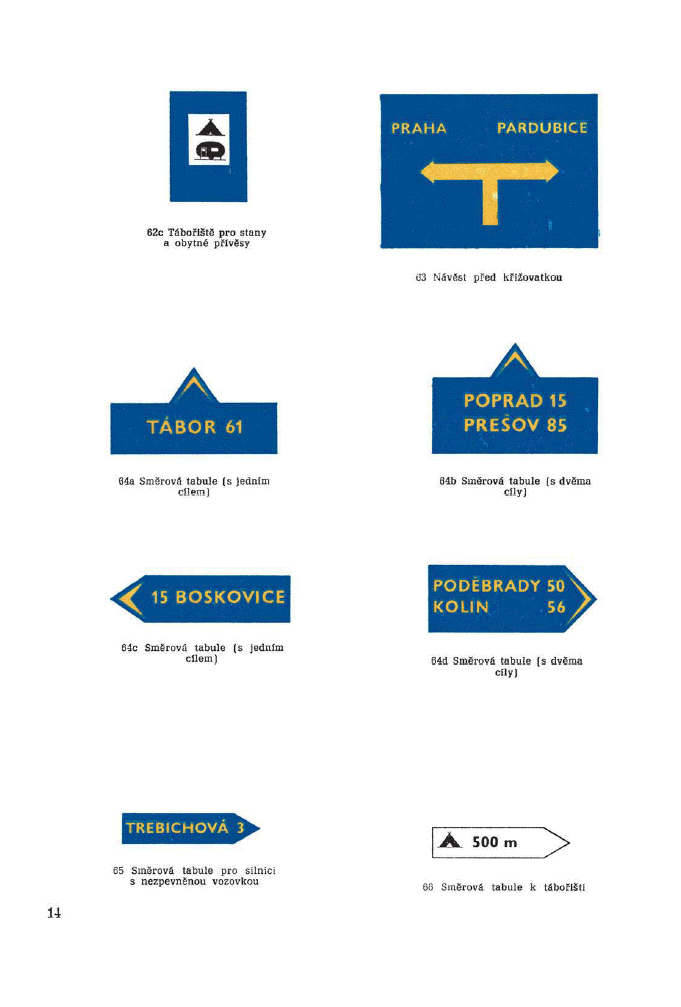
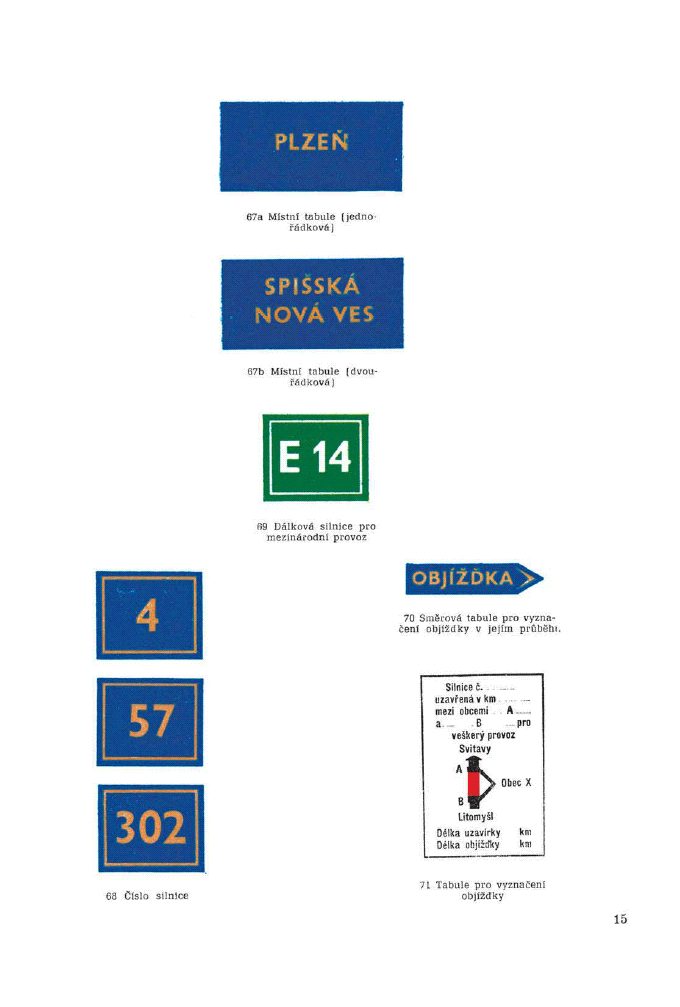
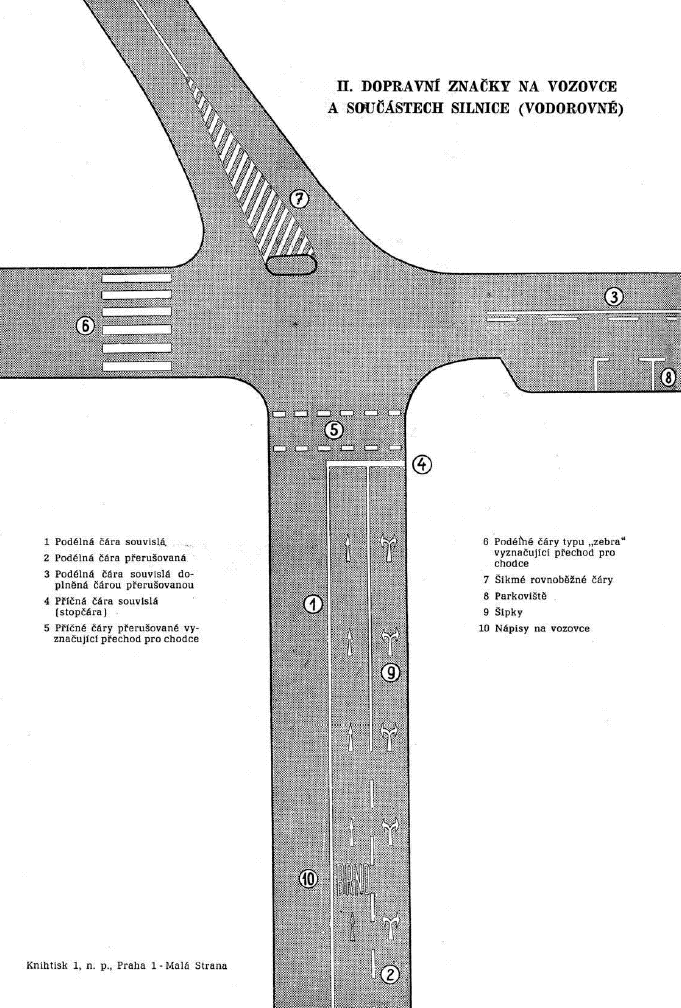
Maják pro označení přechodu pro chodce

## Dopravní značky od ledna 1967
Dopravní značky platné od 1. ledna 1967 stanovila vyhláška ministerstva vnitra ČSSR č. 80/1966 Sb. ze dne 20. října 1966, o pravidlech silničního provozu.
U návěstních desek před přejezdy zrušena varianta s opačným sklonem pruhů, určená k umisťování na levé straně komunikace. Zrušeno zkosení horního okraje návěstních desek.
Nová značka č. 9 Provoz v obou směrech, č. 10 Pozor, světelné znamení!, 22b Dej přednost v jízdě tramvaji!, 28 Zákaz vjezdu traktorů, 33 Zákaz vjezdu vyznačených vozidel, 41 Zákaz otáčení, 52 Stezka pro chodce, 57 Přechod pro chodce, 58 Slepá ulice. Zrušen pro označení tohoto přechodů Beliša maják.
Zákaz vjezdu nákladních automobilů nově uveden bez hmotnostního limitu. Označení tun změněno z malého t na velké T. Změna grafického provedení zákazu odbočování.
Zásadní změna provedení značky Zákaz zastavení. Zrušení stávající značky Konec zákazu stání nebo zastavení. Zavedení značek pro střídavé stání.
Změněny a rozpracovány varianty dopravní značky Přikázaný směr jízdy. Nové varianty značky Návěst před křižovatkou (jízdní pruhy a nepřímé odbočování vlevo, 67b a 67c).
Zrušena značka Konec nejnižší omezené rychlosti. Zrušena značka Směrová tabule pro silnici s nezpevněnou vozovkou.
Značka Jednosměrný provoz zavedena ve dvou nových variantách, odlišných od původní.
Dodatkové tabulky vyčleněny do samostatného oddílu. Nové jsou tabulky „vzdálenost v metrech s nápisem STOP“, Začátek úseku, Průběh úseku a Konec úseku, Délka úseku v kilometrech, Směrové šipky a Celková váha v tunách.
Mezi vodorovnými dopravními značkami je nově uvedena dvojitá podélná čára souvislá, podélná čára souvislá nebo přerušovaná vyznačující okraj vozovky, příčná čára přerušovaná, doplnění příčné čáry trojúhelníkem nebo nápisem STOP, parkoviště pro kolmé a šikmé stání, parkoviště vyhrazené pro autodrožky a zastávka autobusu, tramvaje, nebo trolejbusu.

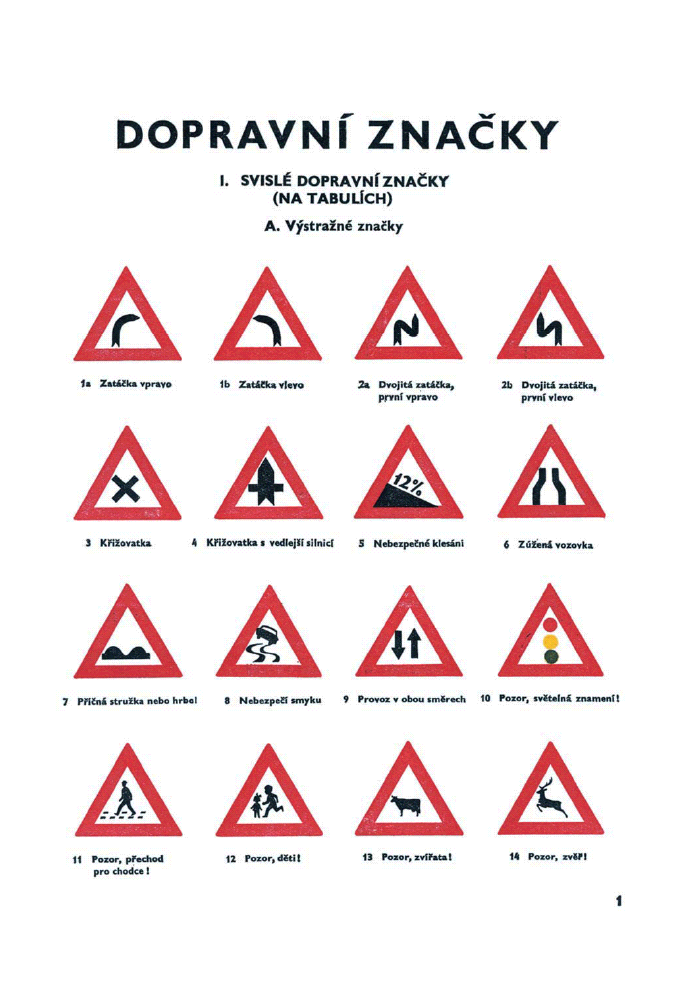
Dopravní značky platné od roku 1966
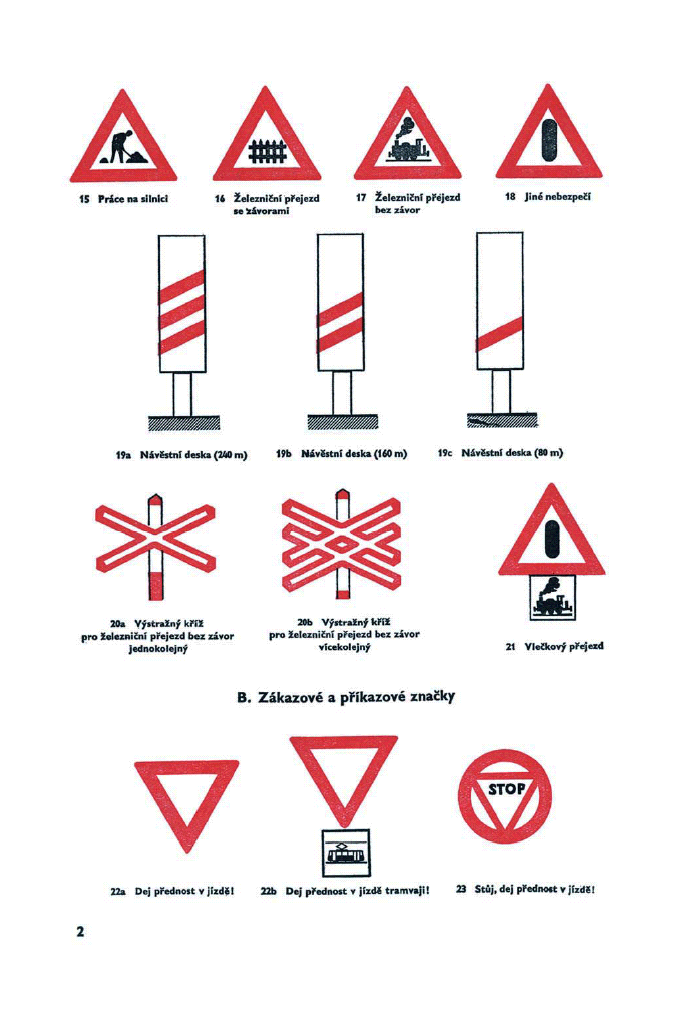
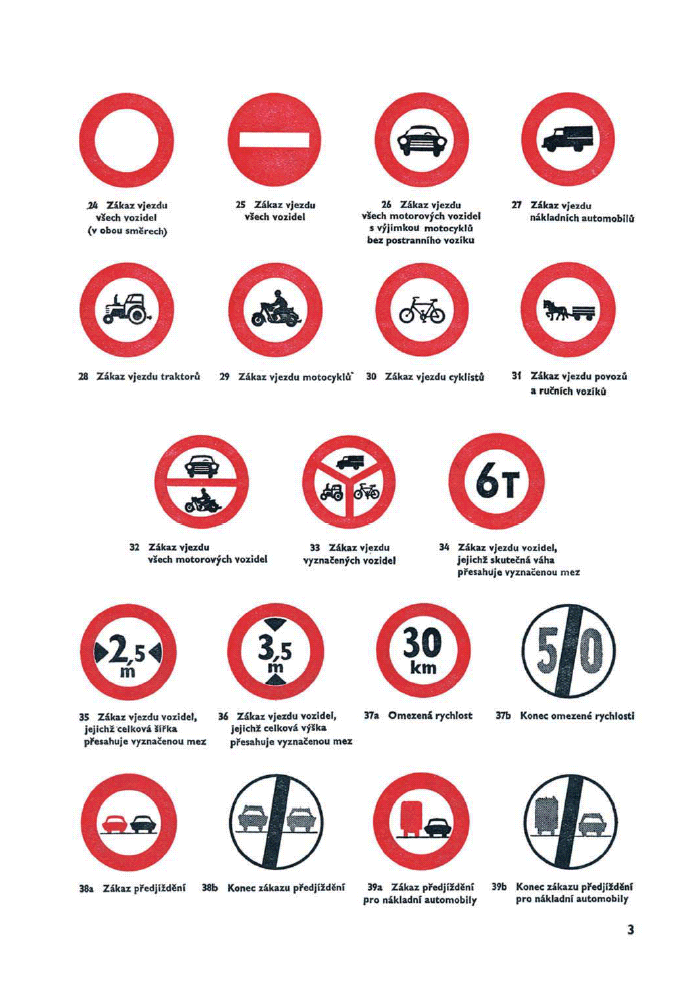
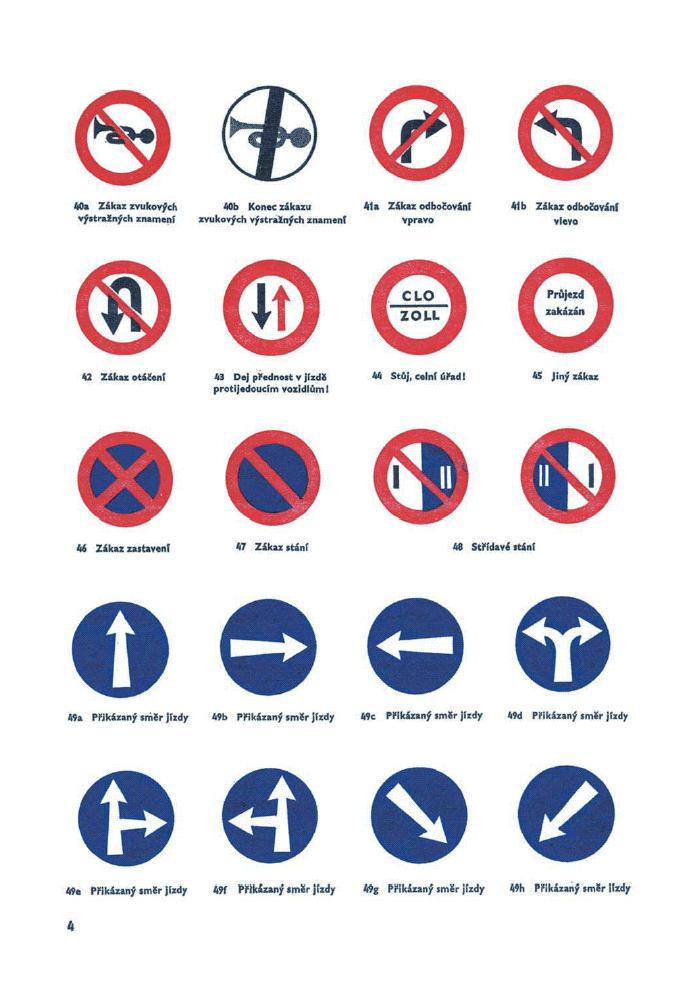
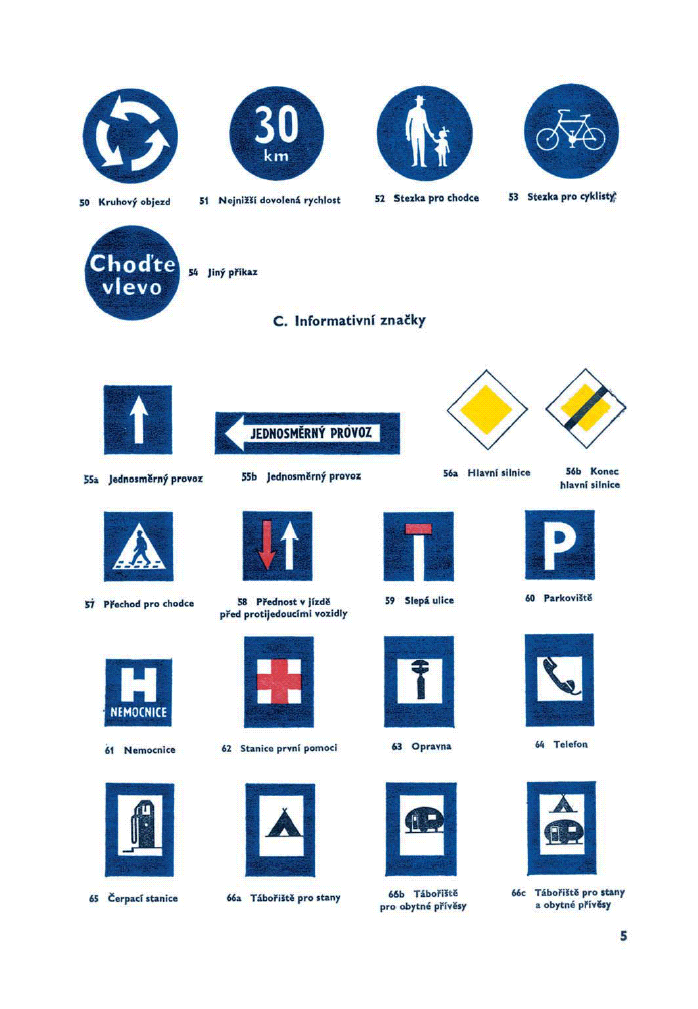
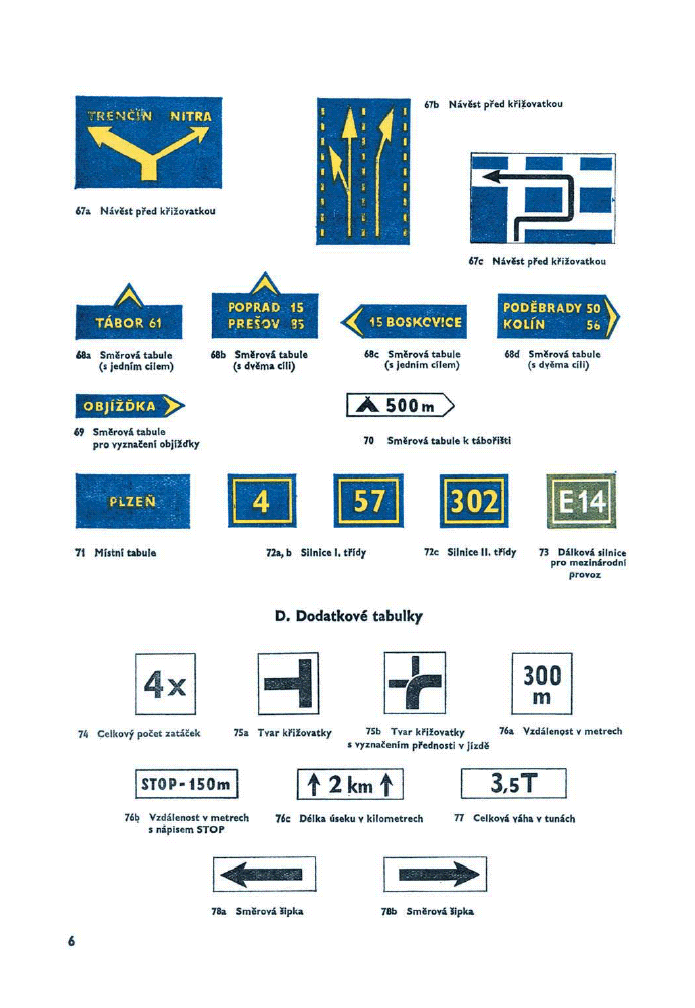
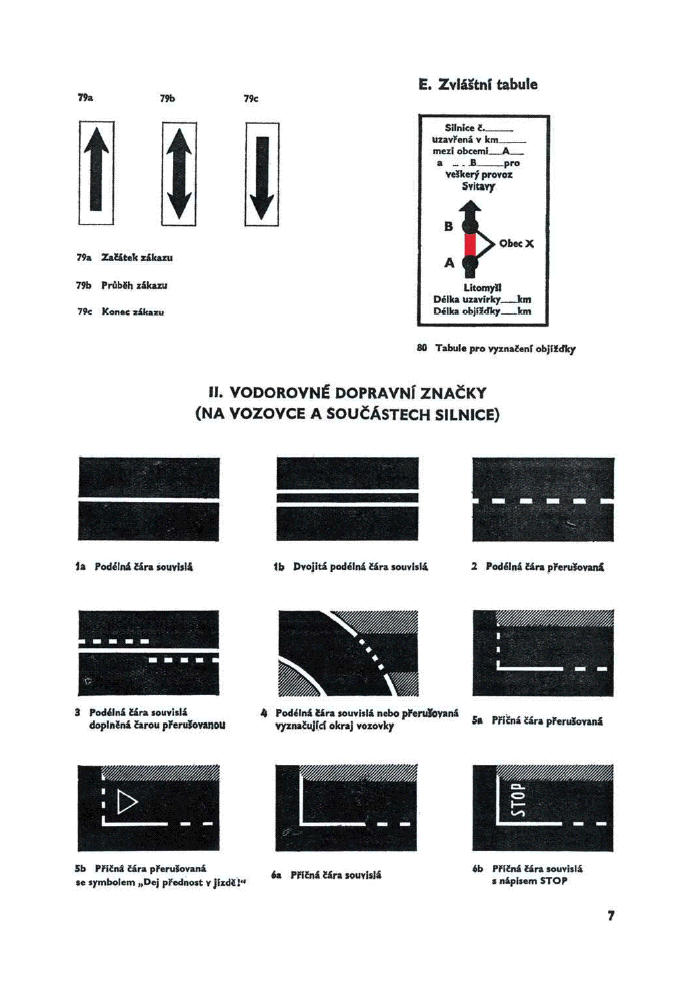
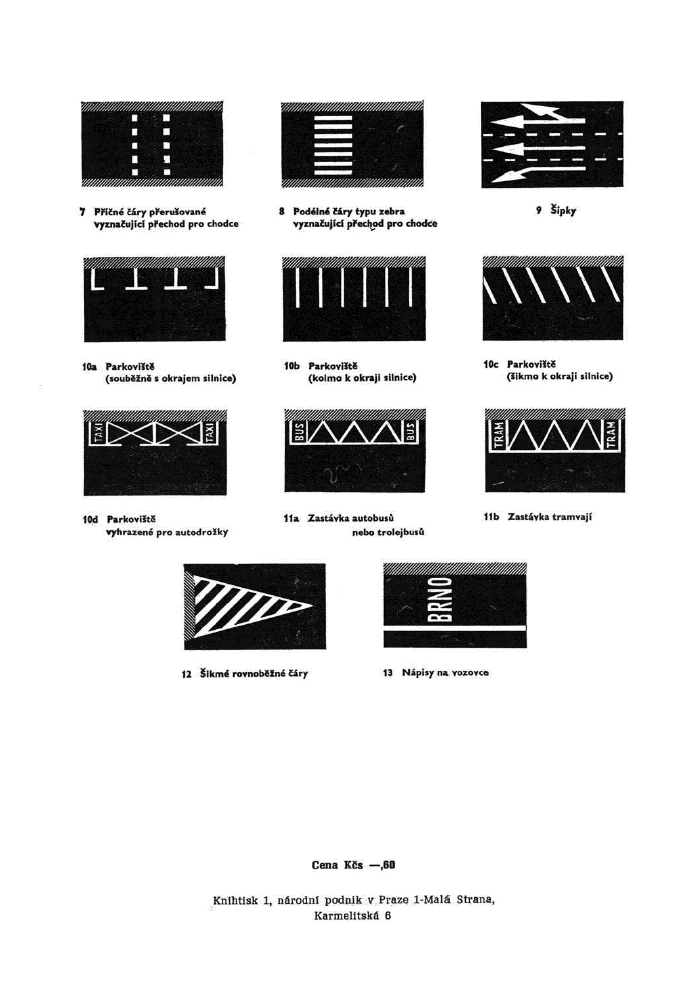

## Dopravní značky od června 1971
Vyhláška federálního ministerstva vnitra 42/1971 Sb. ze dne 17. června 1971, kterou se měnila a doplňovala vyhláška č. 80/1966 Sb., zavedla s účinností od 1. července 1971 zcela nově především pravidla pro provoz na dálnicích včetně vzhledu dálničního dopravního značení. Tento zásah byl vynucen dokončováním prvního úseku dálnice D1 mezi Prahou a Mirošovicemi s plánovaným uvedením do provozu 12. července 1971. Příslušná částka Sbírky zákonů sice odkazuje na vyobrazení dopravních značek, ale obrazová příloha v ní není obsažena.
Zavedené značky: Boční vítr (č. 101), Dálnice (č. 102a), Konec dálnice (č. 102b), Silnice vyhrazená pro provoz motorových vozidel (č. 103a), Konec silnice vyhrazené pro provoz motorových vozidel (č. 103b), Jízdní pruh pro pomalá vozidla (č. 104), Zvýšení počtu jízdních pruhů (č. 105), Snížení počtu jízdních pruhů (č. 106),
Směrová tabule pro příjezd k dálnici (č. 111a, 111b), Směrová tabule pro příjezd k silnici vyhrazené pro provoz motorových vozidel (č. 112a, 112b), Křižovatková předzvěst (č. 113), Odbočovací předzvěst (č. 114), Návěst před křižovatkou (č. 115a, 115b), Směrová tabule pro odbočení (č. 116a, 116b), Dálková návěst (č. 117a, 117b), Kilometrovník (č. 118).
Všechny směrové značky na dálnicích a silnicích podobné povahy jako dálnice (tedy silnicích vyhrazených pro provoz motorových vozidel) byly zavedeny v bílém provedení na modrém podkladě, aby se odlišily od ostatních silnic, pro které toto značení bylo ve žlutém provedení na modrém podkladě.

## Dopravní značky od ledna 1976
Dopravní značky platné od 1. ledna 1976 stanovila vyhláška federálního ministerstva vnitra č. 100/1975 Sb. ze dne 23. července 1975, o pravidlech silničního provozu. Ve vyhlášce začala být zobrazována i dopravní zařízení a zvláštní označení vozidel a osob.
Zavedeno číslování dopravních značek pomocí písmene označujícího druh značky a za ním následujícího čísla. Písmeno odpovídá označování kapitol v předchozích vyhláškách. Zákazové a příkazové značky byly rozděleny do samostatných kapitol.
Nová značka A 5b Nebezpečné stoupání, A 6b Zúžená vozovka (z jedné strany), A 17 Odlétávající štěrk, A 18 Padající kamení, A 19 Cyklisté, A 20 Letadla, A 21 Tunel.
Na značce A 11 "Pozor, přechod pro chodce" a D 6 "Přechod pro chodce" je zebrový přechod místo přerušovaných čar. Z dosavadních dvou způsobů vodorovného vyznačení přechodu pro chodce je jeden změněn na vyznačení přejezdu pro cyklisty.
Na značce "Jiné nebezpečí" (pův. A 18, nově A 22) je doutník nahrazen vykřičníkem.
Kruhová značka "Stůj, dej přednost v jízdě!" je nahrazena osmiúhelníkovou.
Nová značka B 5 Zákaz vjezdu autobusů, B 10 Zákaz vjezdu ručních vozíků, B 14 "Zákaz vjezdu motorových vozidel, jejichž okamžité zatížení na nápravu přesahuje vyznačenou mez (ve značce B 13 i na dodatkové tabulce E 5 je označení tuny opraveno z velkého T na malé t), dále nové značky B 17 Zákaz vjezdu vozidel nebo souprav vozidel, jejichž délka přesahuje vyznačenou mez, B 18 Zákaz vjezdu vozidel přepravujících nebezpečný náklad, B 19 Zákaz vjezdu vozidel přepravujících náklad, který může způsobit znečištění vody, B 30 Zákaz vstupu chodců, C 4b Konec nejnižší dovolené rychlosti. Zrušeny značky č. 48 Střídavé stání.
Z obdélníkové značky Jednosměrný provoz odstraněn nápis JEDNOSMĚRNÝ PROVOZ (C 4b).
Nové dopravní značky D 2 a D 3 Okruh, D 5 Doporučená rychlost, D 8 Podchod nebo nadchod, D 9a Návěst před slepou ulicí,
Čtvercová značka parkoviště je nahrazena 13 různými obdélníkovými variantami značky. Nová značka pro zónu se zakázaným stáním. Nová vodorovné značení žlutá klikatá čára, žlutá souvislá čára a žlutá přerušovaná čára pro regulací stání a zastavení. Nová vodorovná značka „Šikmé rovnoběžné čáry ohraničené čarou přerušovanou“.
Nové značky D 29a až D 29c označující konec zastávky autobusu, tramvaje nebo trolejbusu. Nové značky pro označení vyhrazeného jízdního pruhu pro autobusy nebo trolejbusy (D 32a, konec D 32b) a pro povolené objíždění tramvaje (F 3). Vodorovné značení zastávky změněno z bílého na žluté.
Nové značky přejezd do protisměru, změna místní úpravy. Nové značky D 25 Hotel nebo motel, D 26 Restaurace, D 27 Občerstvení, D 28 WC.
Směrová tabule pro objížďku z modrožlutého provedení změněna na výrazné oranžovočerné. Označení začátku obce změněno z modrožlutého provedení na černobílé, zavedena značka pro konec obce.
Zavedeny dodatkové tabulky E 2c a E 2d pro křižovatku s dvouproudou silnicí a pro dvě křižovatky za sebou. Nové dodatkové tabulky E 6 Nebezpečná krajnice, E 8d Druh vozidla.
Zavedena varianta podélné čáry přerušované s menší roztečí, dvojitá podélná čára přerušovaná, příčná čára přerušovaná tvořená trojúhelníky (V 5c). Nová vodorovná značka V 9b Předběžné šipky.
V příloze vyhlášky jsou poprvé zobrazeny i světelné signály, dopravní zařízení a speciální označení osob a vozidel.
Poprvé jsou do pravidel zahrnuty i světelné signály pro tramvaje, které do té doby byly zavedeny jen Pravidly technického provozu městských drah.

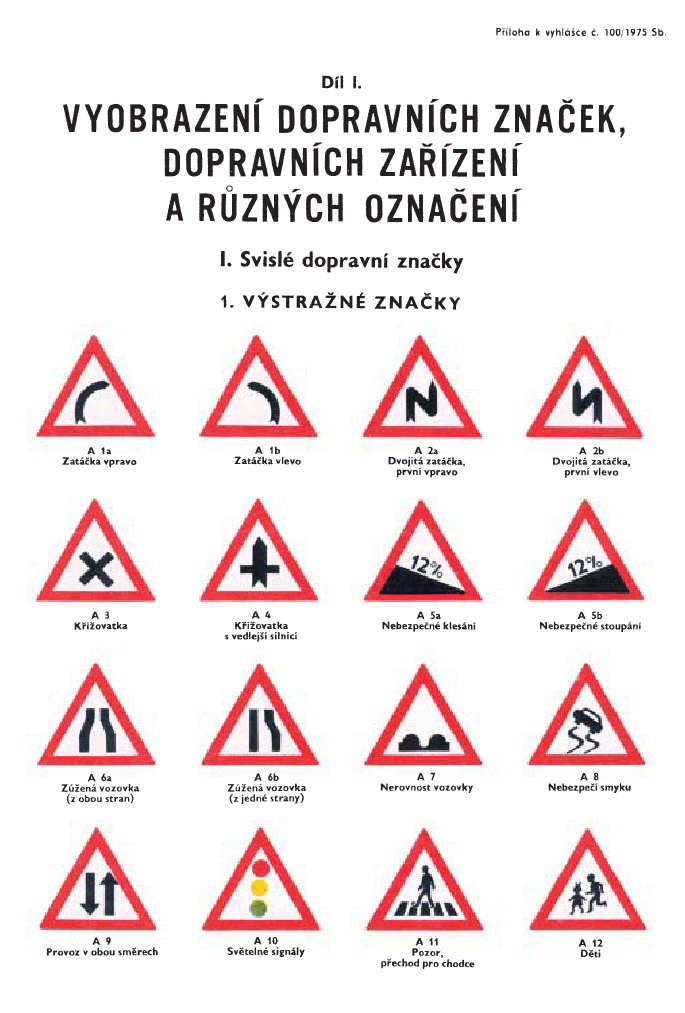
Dopravní značky platné od roku 1975
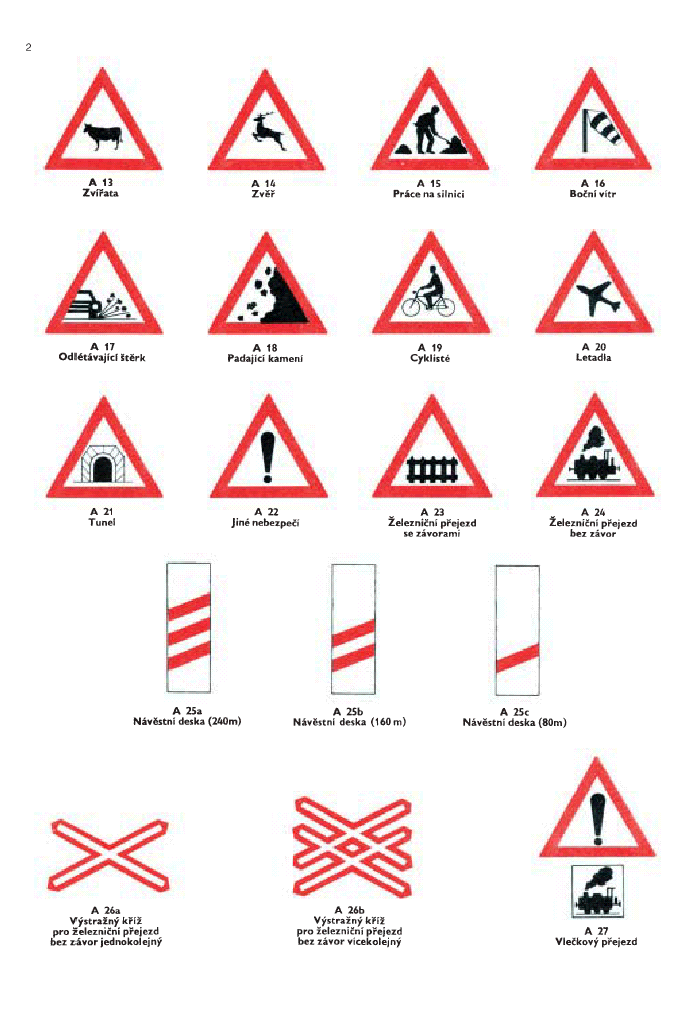
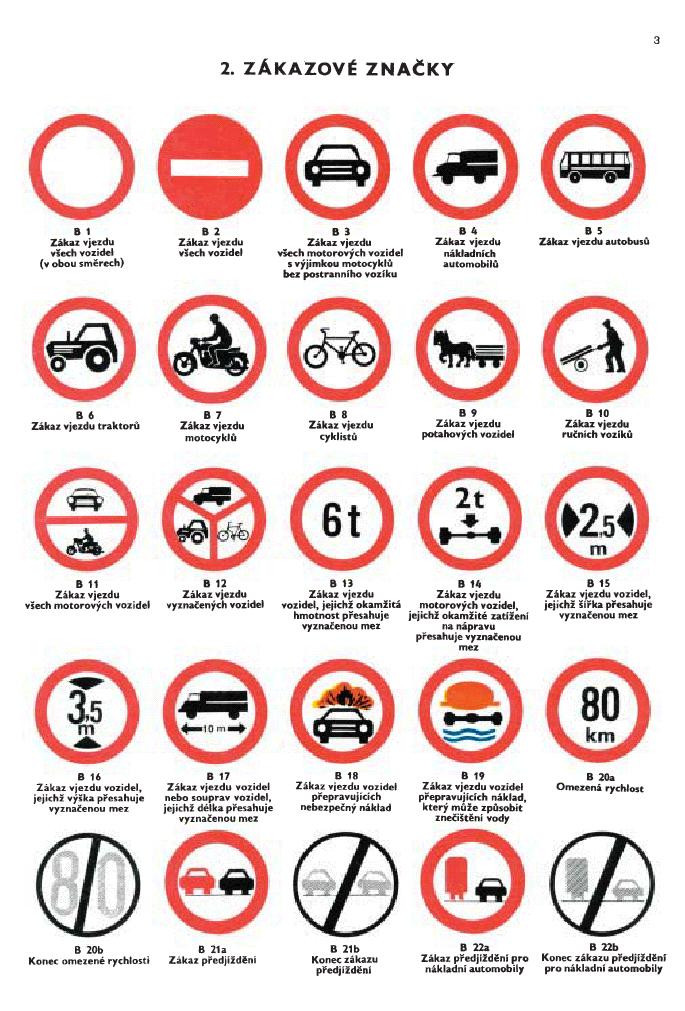
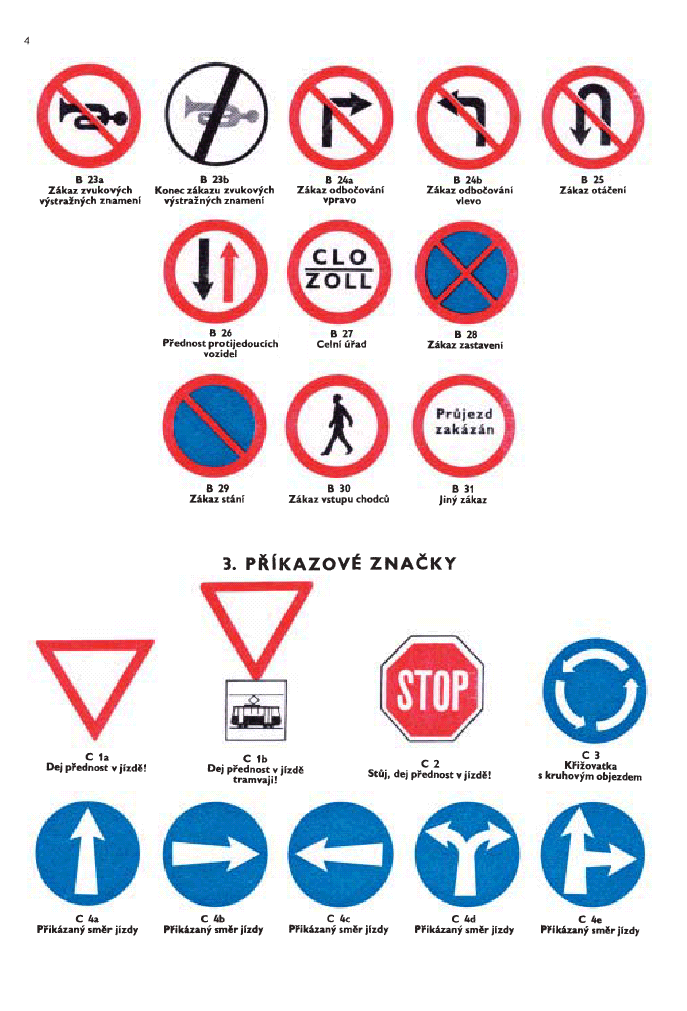
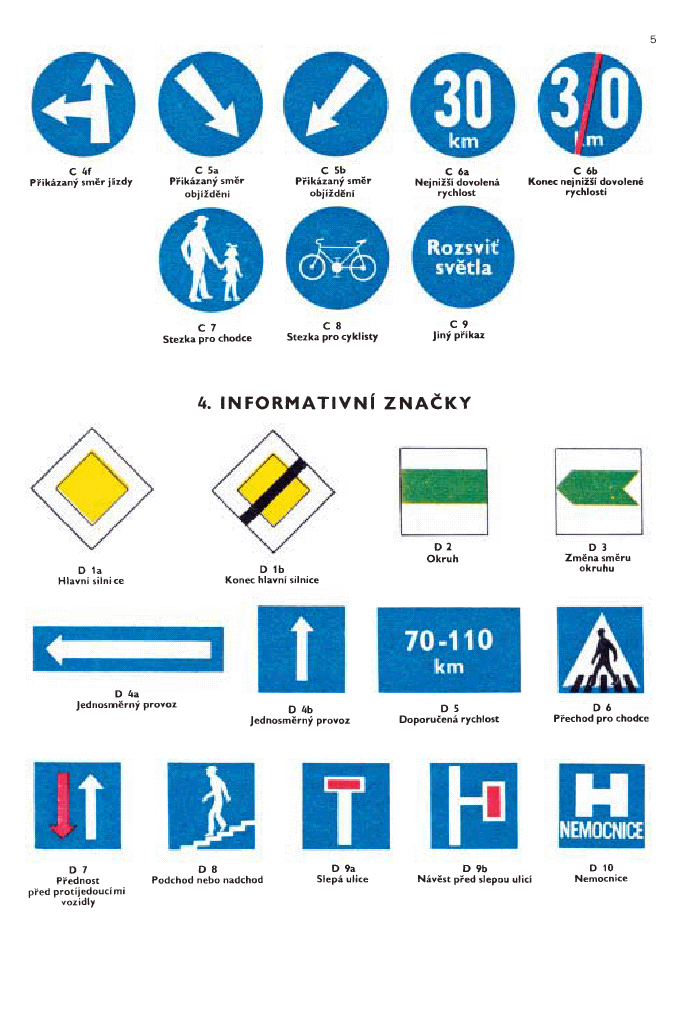
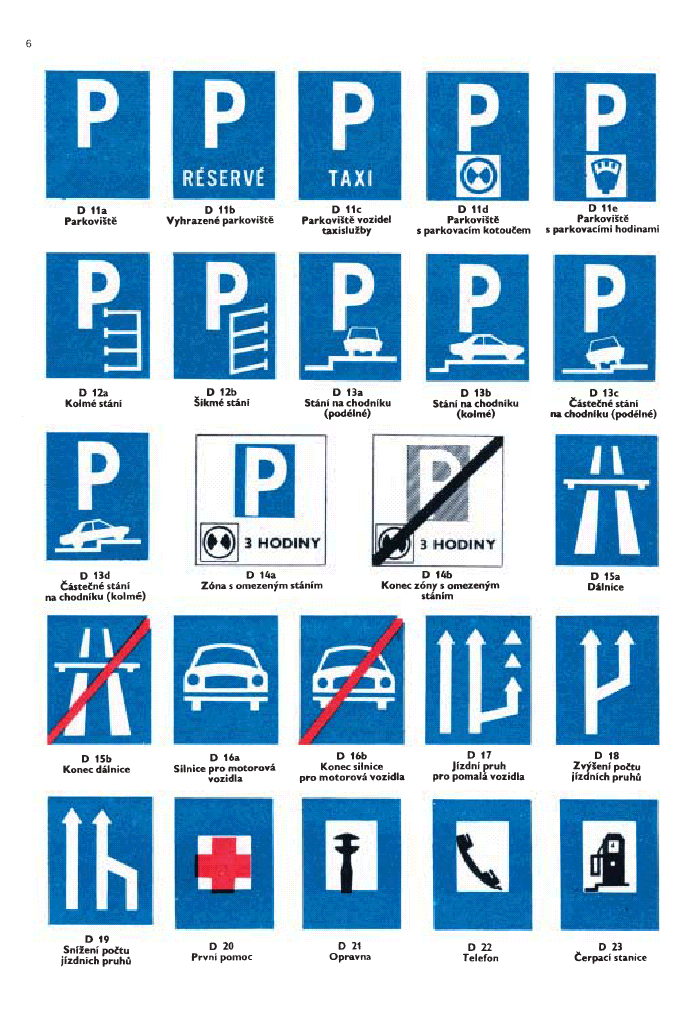
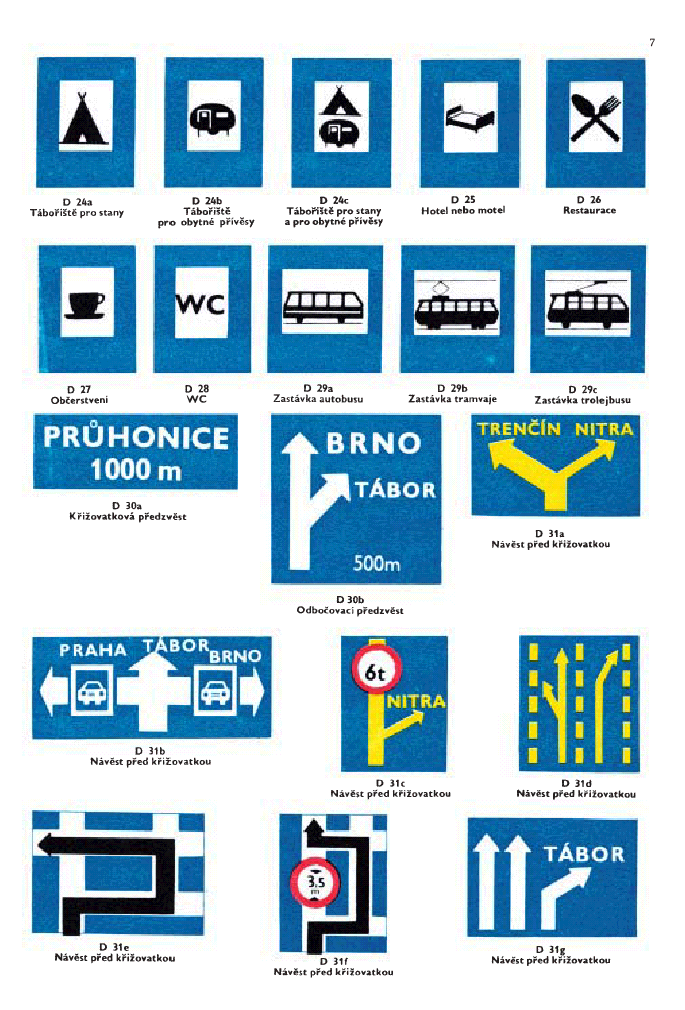
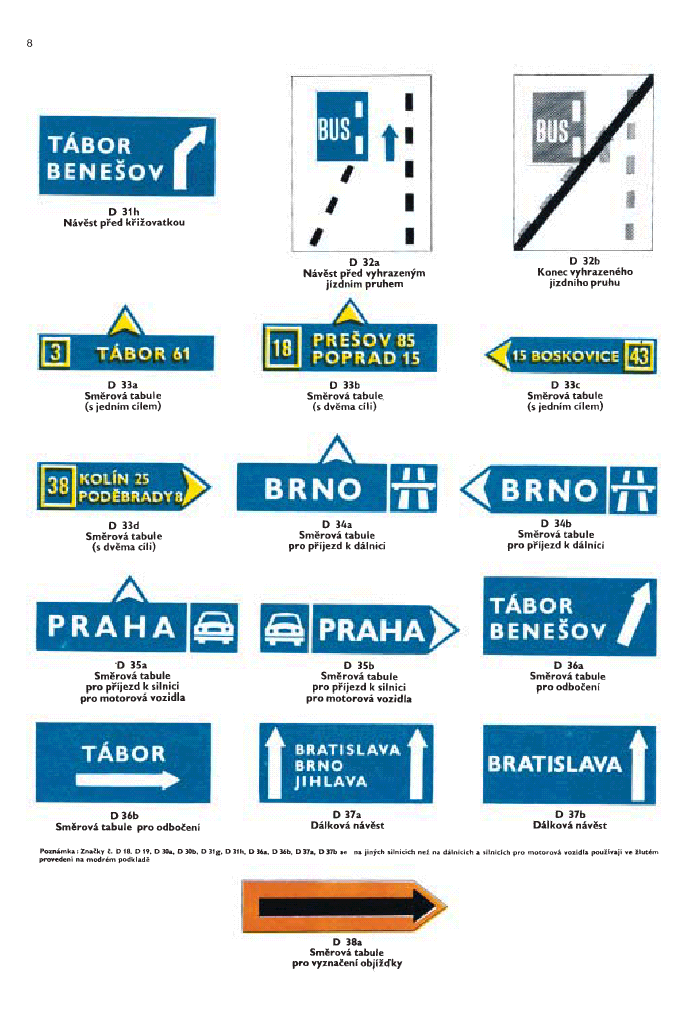
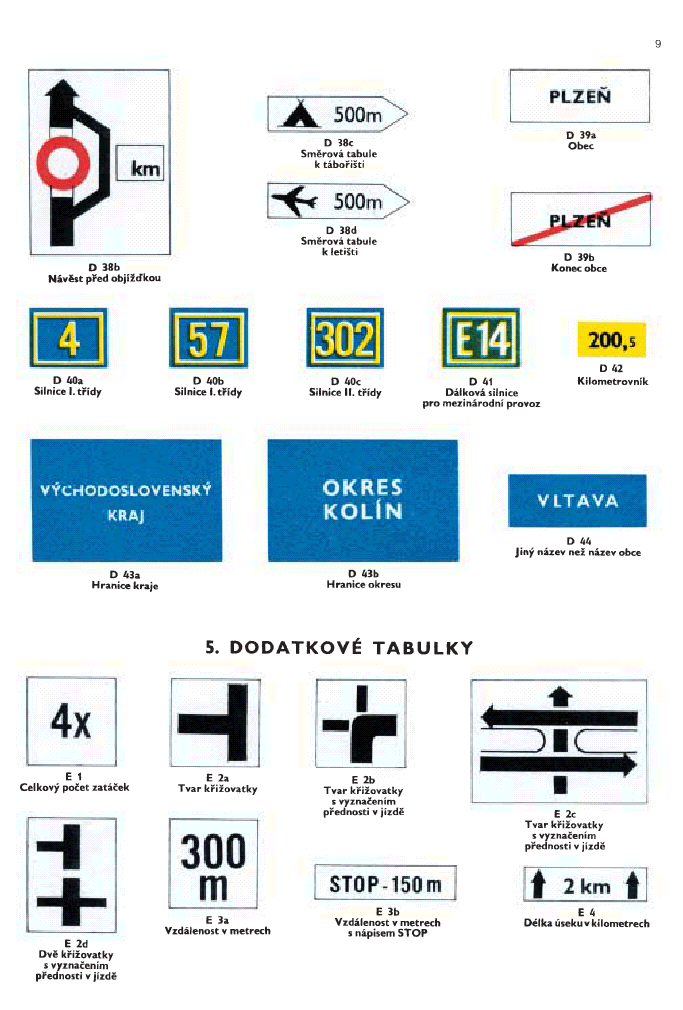
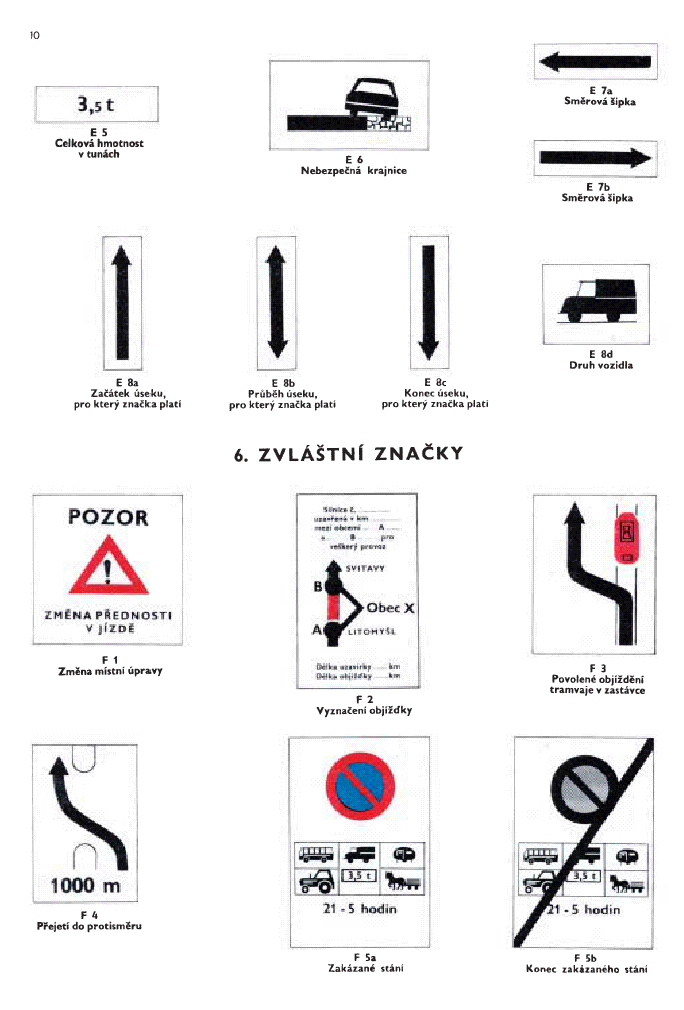
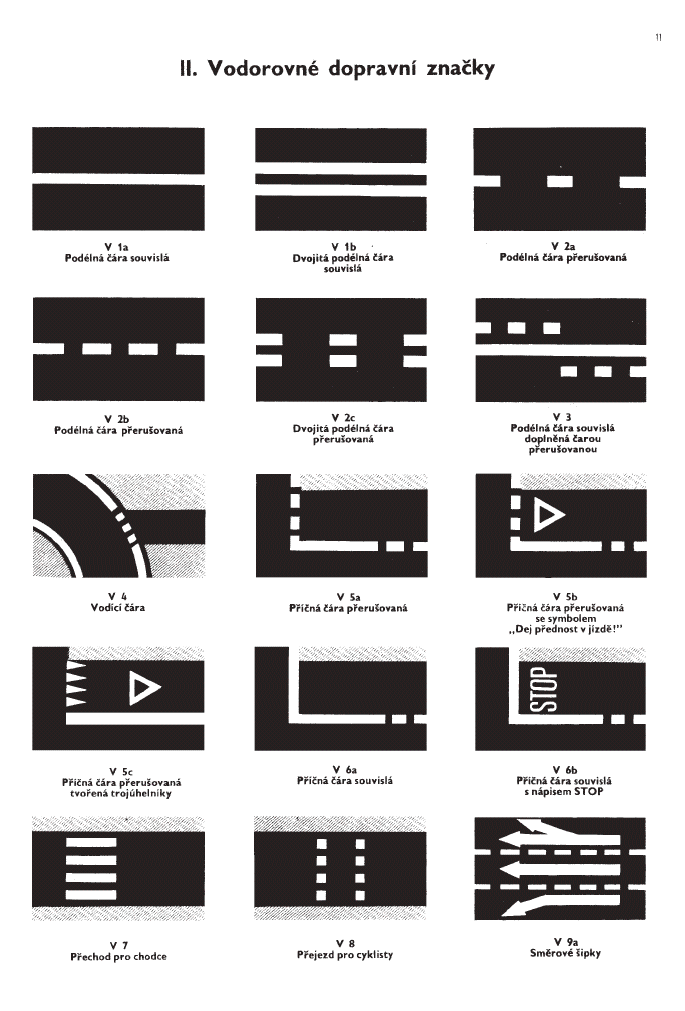
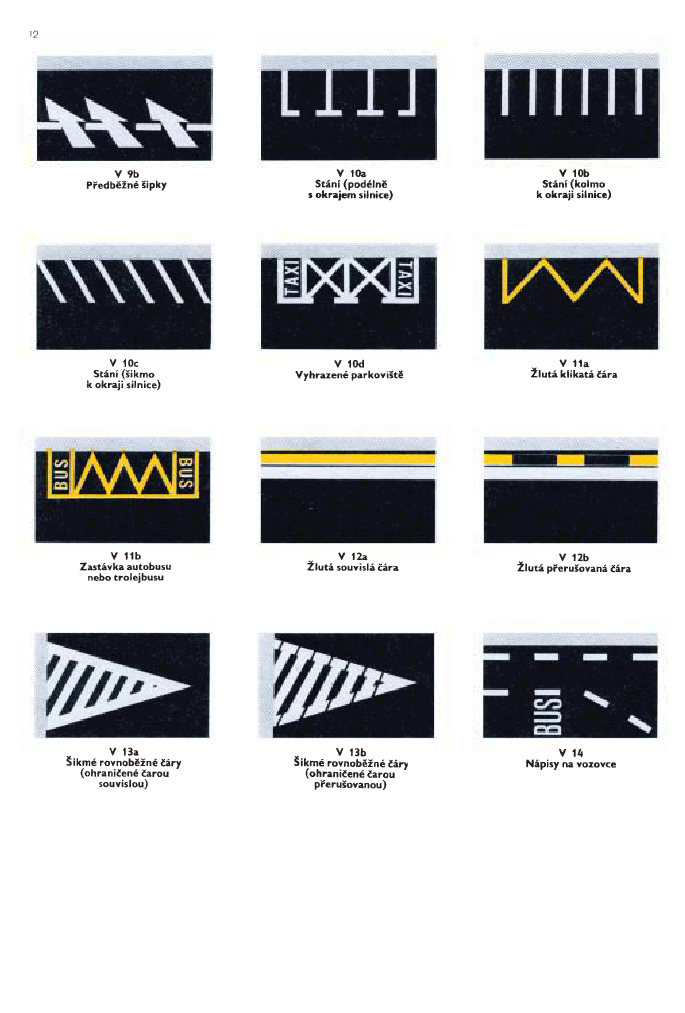
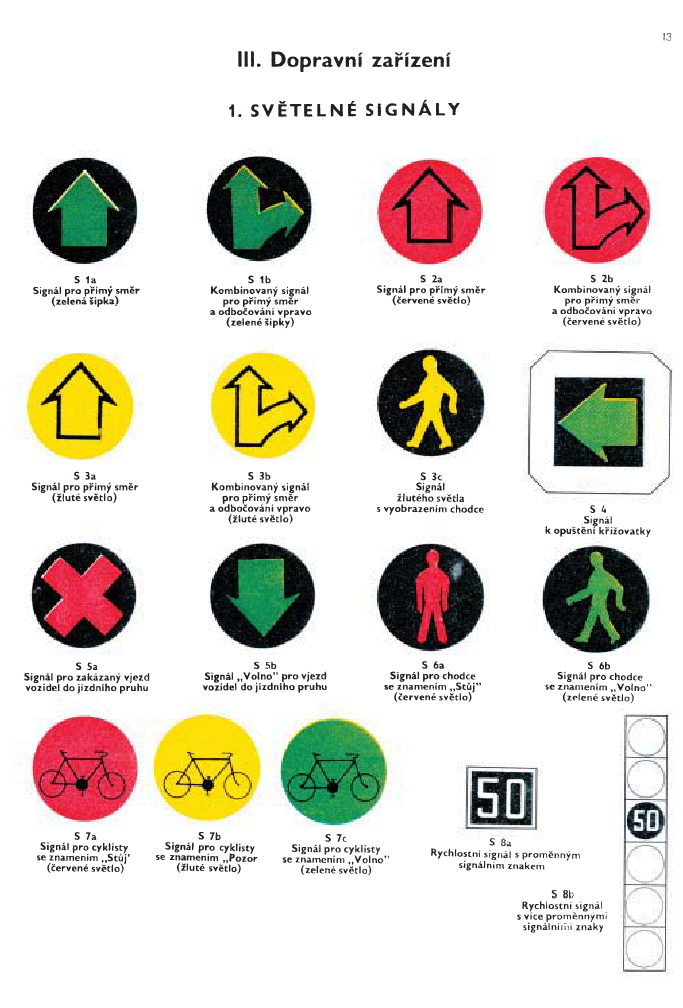
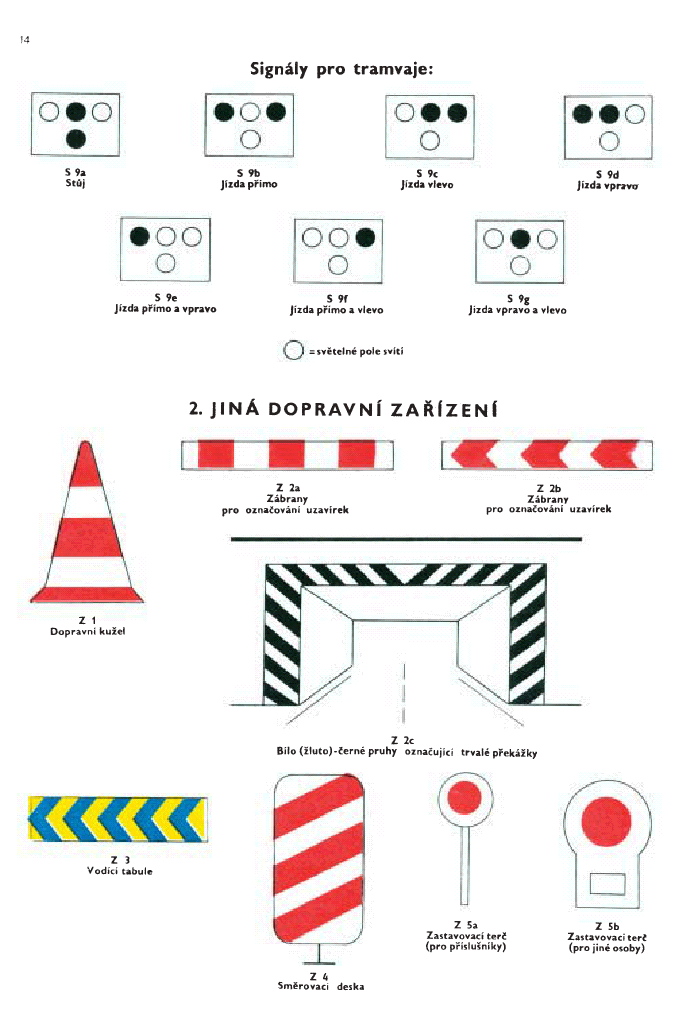
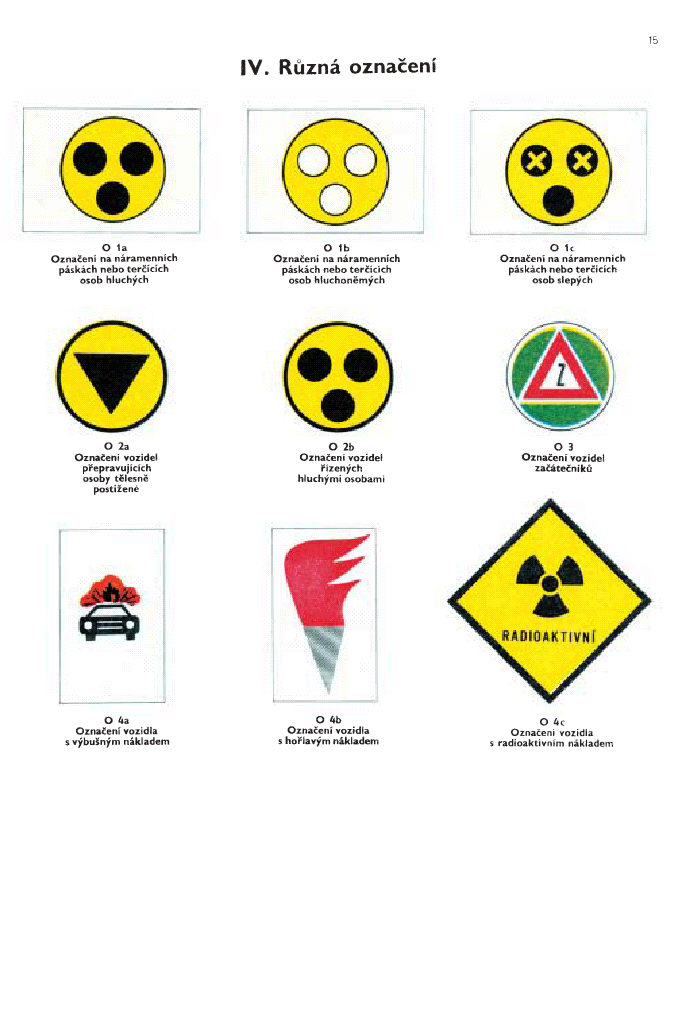

## Dopravní značky od ledna 1990
Dopravní značky platné od 1. ledna 1990 stanovila vyhláška federálního ministerstva vnitra č. 99/1989 Sb. ze dne 5. července 1989, o pravidlech provozu na pozemních komunikacích (pravidla silničního provozu).
Zrušena dopravní značka A 27 Vlečkový přejezd (vlečkové přejezdy začaly být označovány běžným výstražným křížem), změnil se tvar výstražného kříže pro vícekolejný přejezd, nová výstražná značka A 27 Tramvaj,
Výrazně se změnila podoba dopravní značka B 18 Zákaz vjezdu vozidel přepravujících nebezpečný náklad, z dopravní značky B 20a Omezená rychlost zmizel údaj "km" a značka byla přejmenována na Nejvyšší dovolená rychlost, písmena "km" zmizela rovněž ze značky C 6a Nejnižší dovolená rychlost a C 6b Konec nejnižší dovolené rychlosti. Značka B 27 Celní úřad byla přejmenována na Povinnost zastavit vozidlo. Zavedeny nové značky B 32 Konec více zákazů, C 5c Přikázaný směr objíždění (oběma směry), C 9 Stezka pro chodce a cyklisty.
Z obrazové části vyhlášky odstraněna samostatná značka pro vyhrazené parkoviště TAXI, sjednocen způsob vyznačení podélného a šikmého stání, zavedeny nové značky pro parkoviště s parkovacím kotoučem a parkovacími hodinami.
Přibyla značka D 16a Jízdní pruhy, D 18 Omezení v jízdním pruhu. Výrazně změnily podobu značky D 18a Vyhrazený jízdní pruh a D 18b Konec vyhrazeného jízdního pruhu.
Nová značka D 21 Informace, D 26 Stanoviště VB.
Změna barevného provedení směrových značek: do roku 1990 se na silnicích používalo žluté písmo na modrém podkladě a na dálnicích a silnicích pro motorová vozidla bílé písmo na modrém podkladě. Nově bylo zavedeno na dálnicích a silnicích pro motorová vozidla bílé písmo na zeleném podkladě a na ostatních silnicích bílé písmo na modrém podkladě, žlutá barva zmizela i z označení čísla silnice. Je sjednoceno názvosloví "předvěst" a "návěst" na "návěst".
Nová černobílá značka D 37a Směrová tabule k místnímu cíli. Nová varianta směrové šipky pro objížďku (se slovním uvedením směru, D 44c). "Zvláštní značky" s označením F začleněny do sekce informativních (D). Dosavadní značka F 5a Zakázané stání nahrazena podobnou značkou D 48a Zóna s dopravním omezením (D 48b konec). Zavedeny nové značky D 49a Obytná zóna (D 49b konec), D 50a Pěší zóna (D 50b konec).
Nové dodatkové tabulky E 6a Za mokra a E 6b Nebezpečí náledí, E 8d a E 8e Úsek platnosti, E 10 Tvar křížení silnice s dráhou.
Zrušena příčná čára přerušovaná (V 5a, V 5b), Příčná čára tvořená trojúhelníky (V 5c) a Šikmé rovnoběžné čáry ohraničené čarou přerušovanou (V 13b).
Bílo-černé pruhy k označení překážky nahrazeny jen žlutými a černými pruhy. Vodicí tabule změněna z modrožlutého provedení na červenobílé.
Z vyhlášky odstraněna označení na náramenících hluchých, hluchoněmých a slepých osob. Z vyhlášky odstraněna označení vozidel přepravujících výbušný, hořlavý nebo radioaktivní náklad. Nové piktogramy pro vozidla přepravující osobu těžce pohybově postiženou (O 2) a zásadní změna piktogramu pro označení vozidla řízeného sluchově postiženou osobou (O 3). Nový piktogram pro označení autobusu přepravujícího děti (O 5).

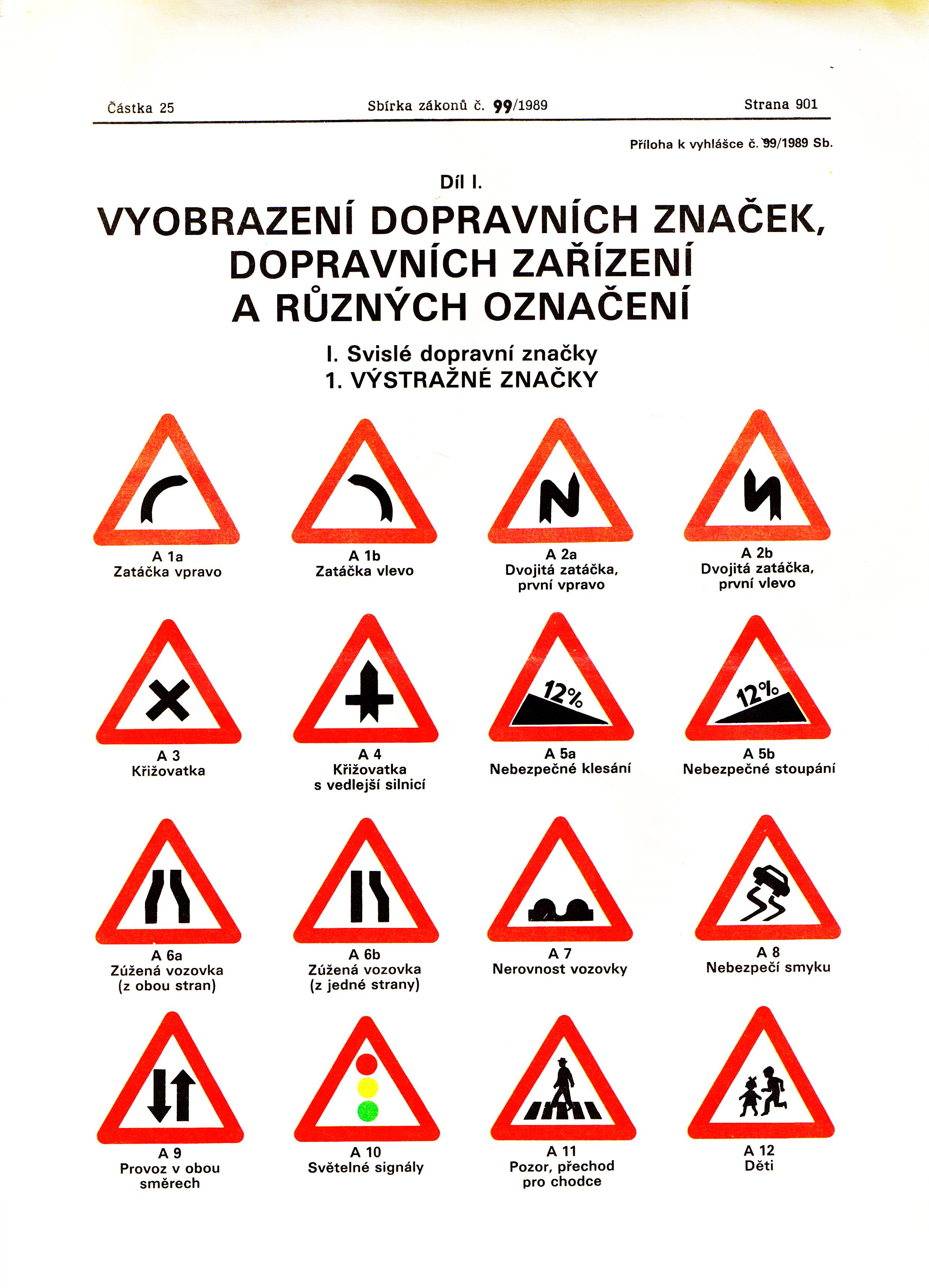
Dopravní značky platné od roku 1989
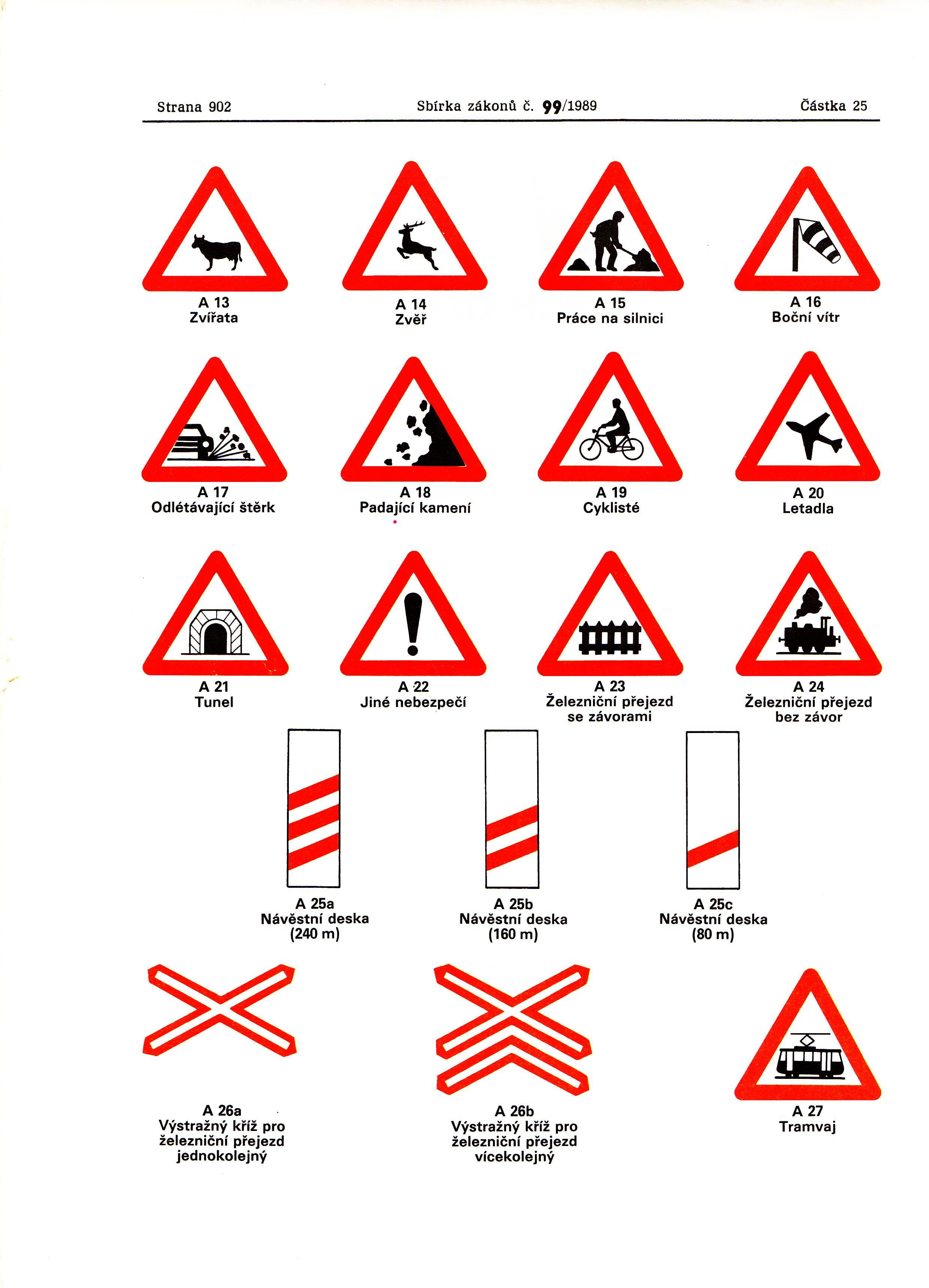
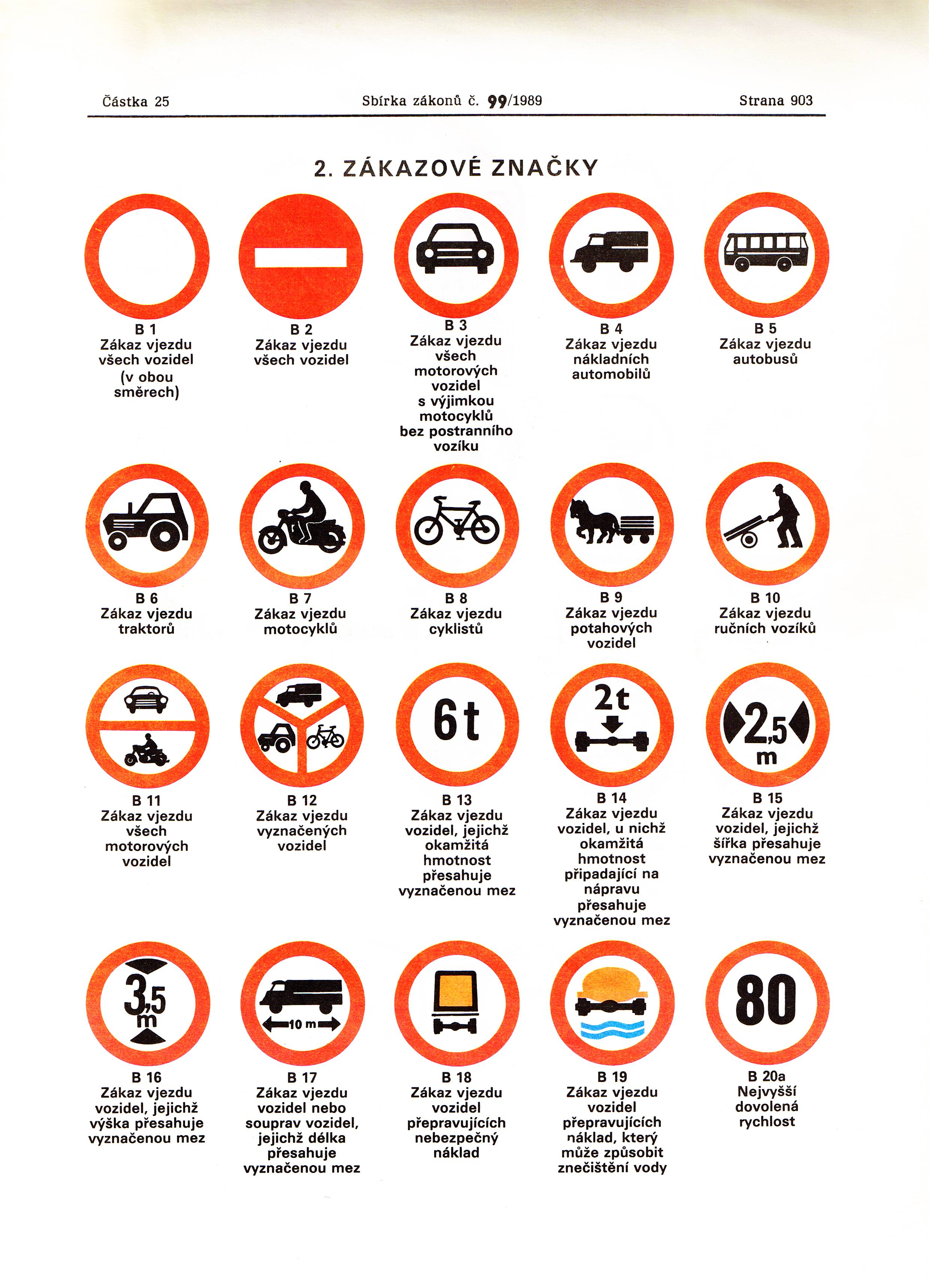
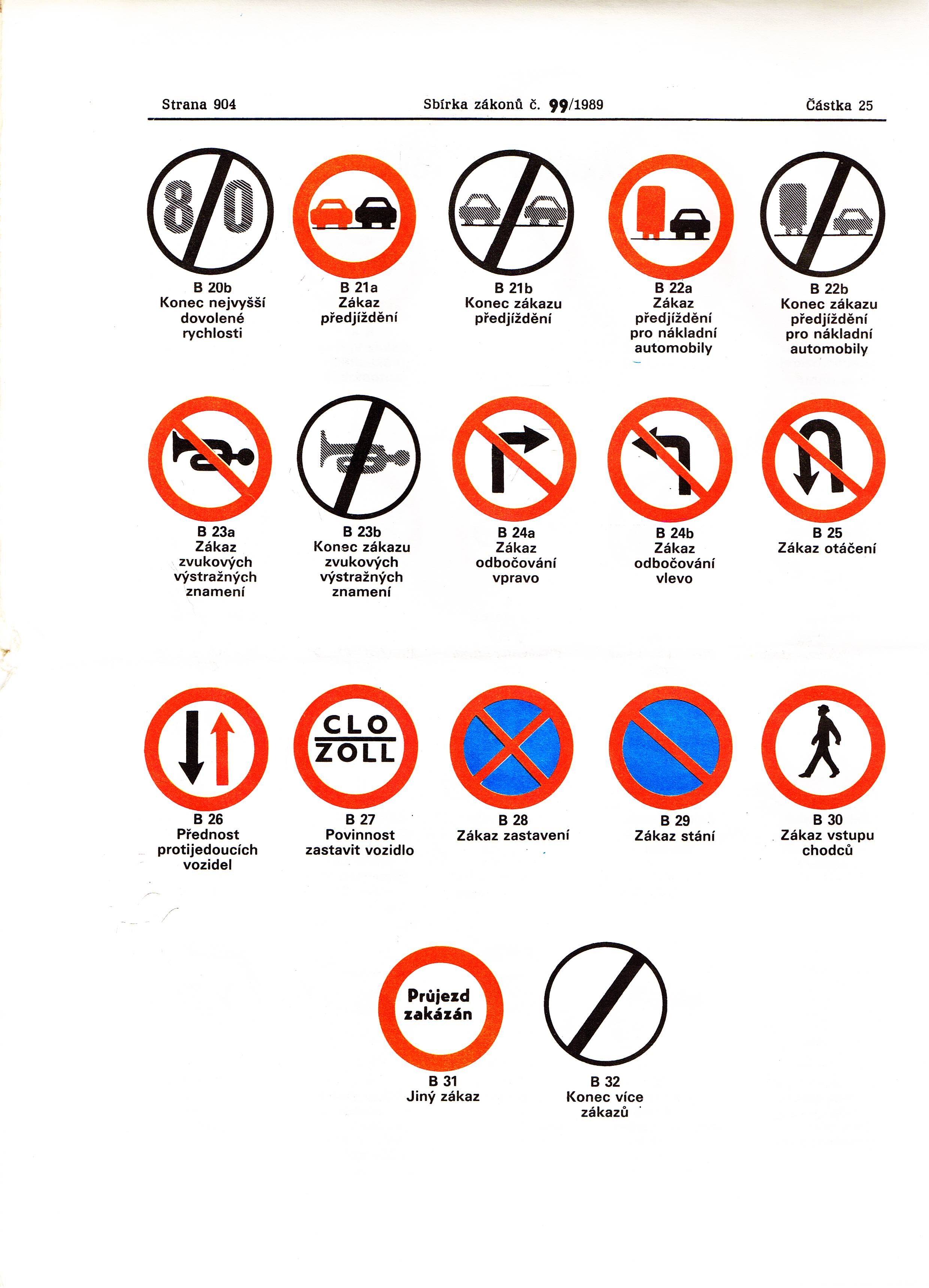
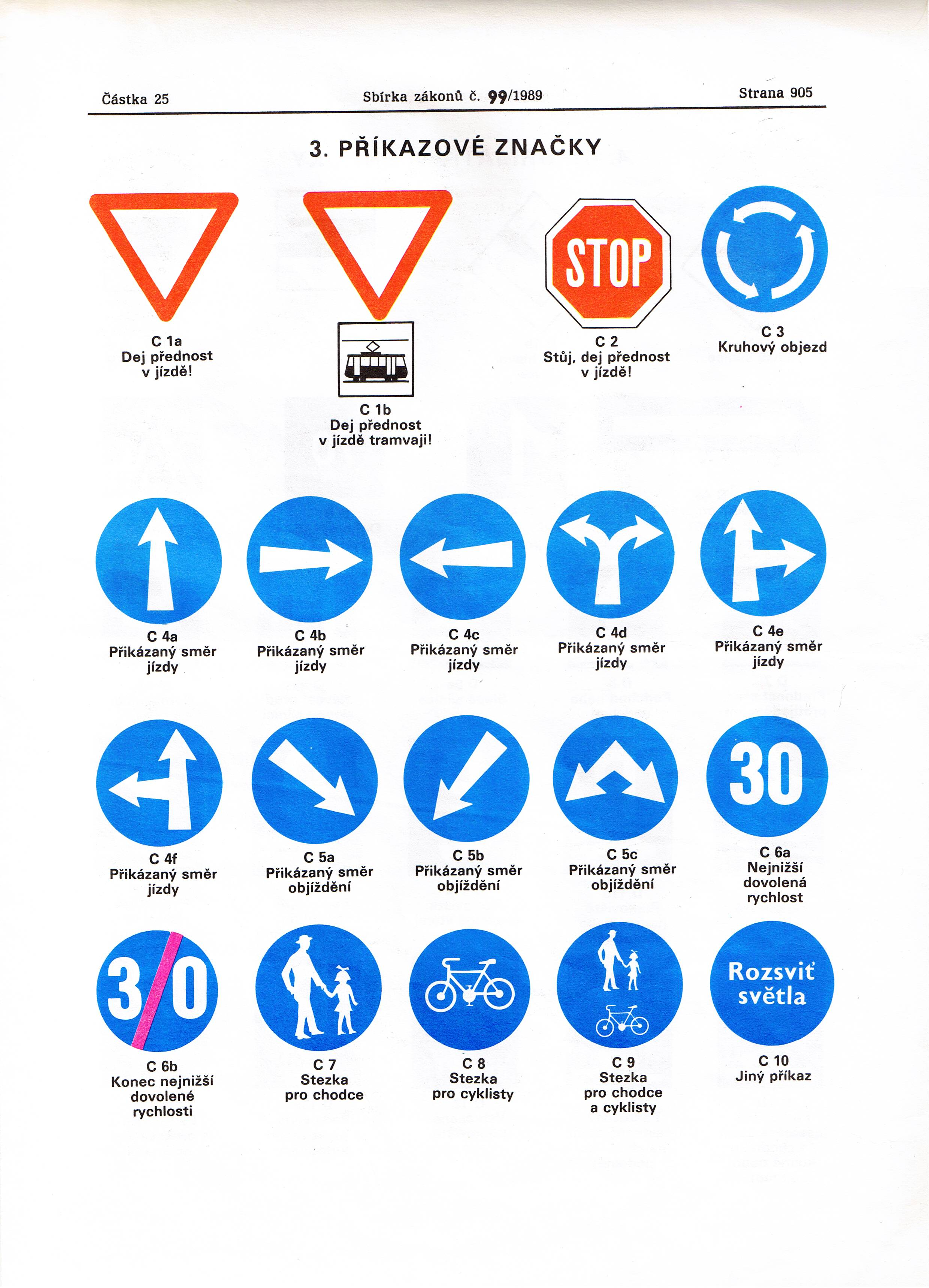
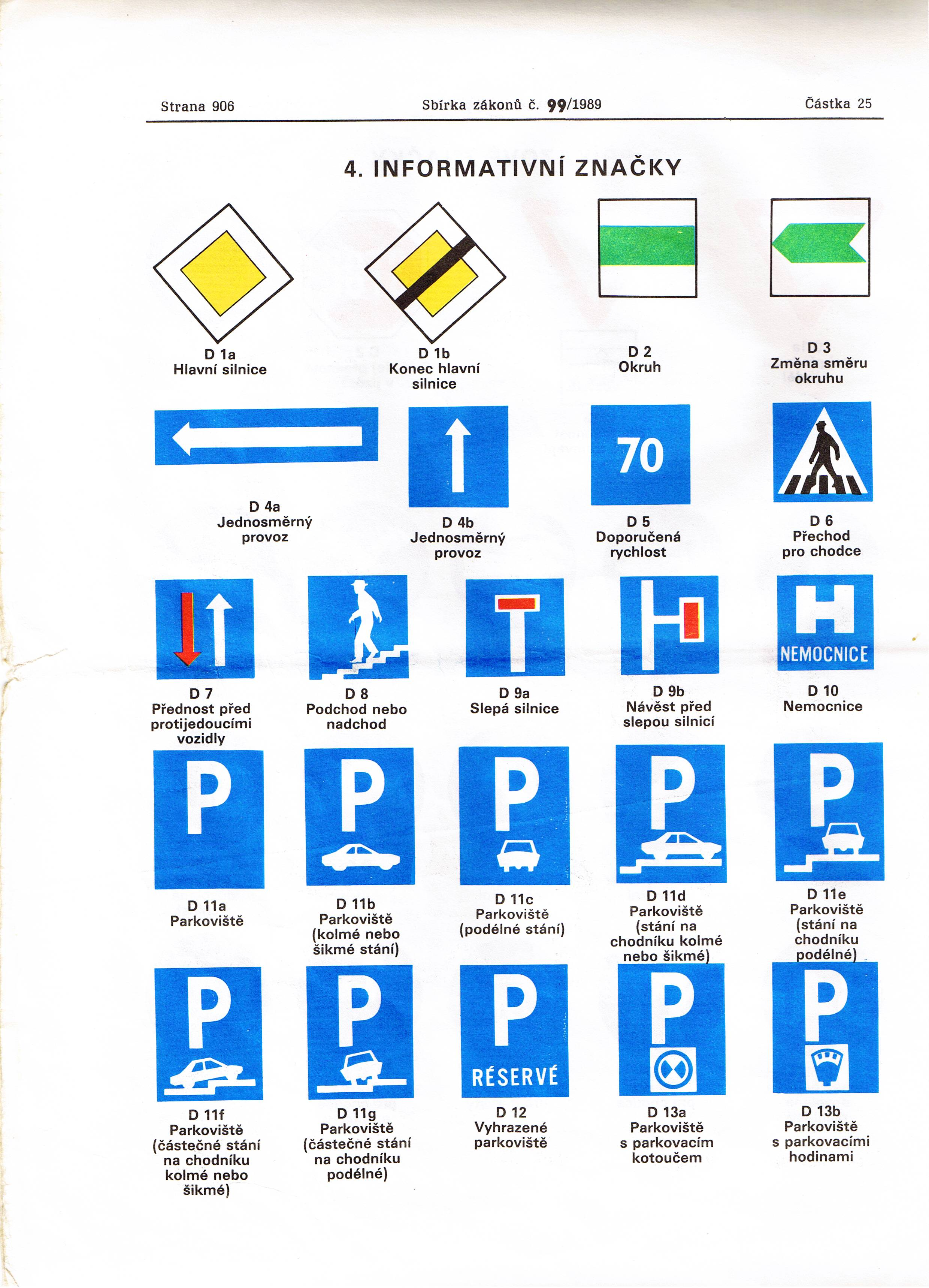
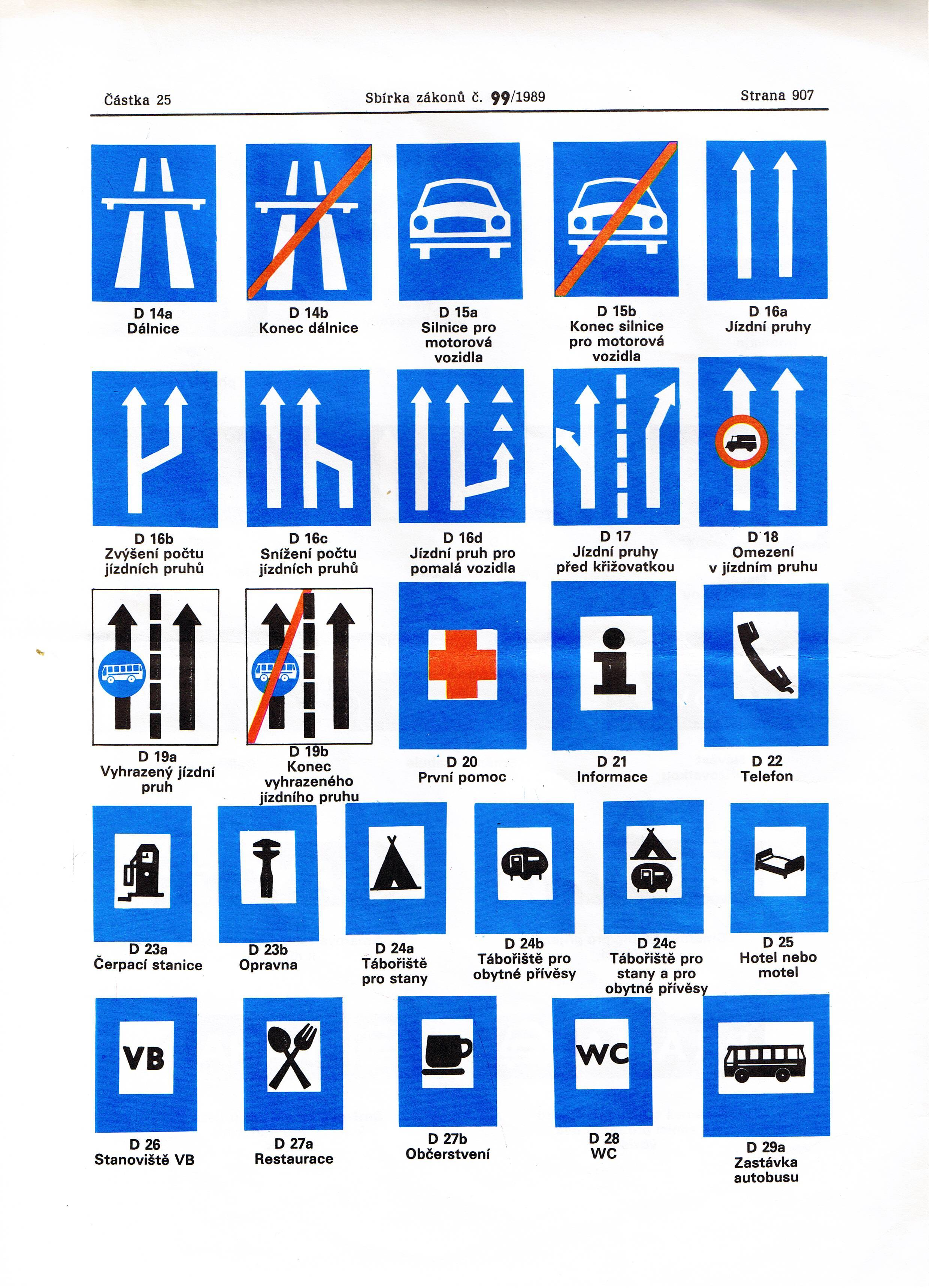
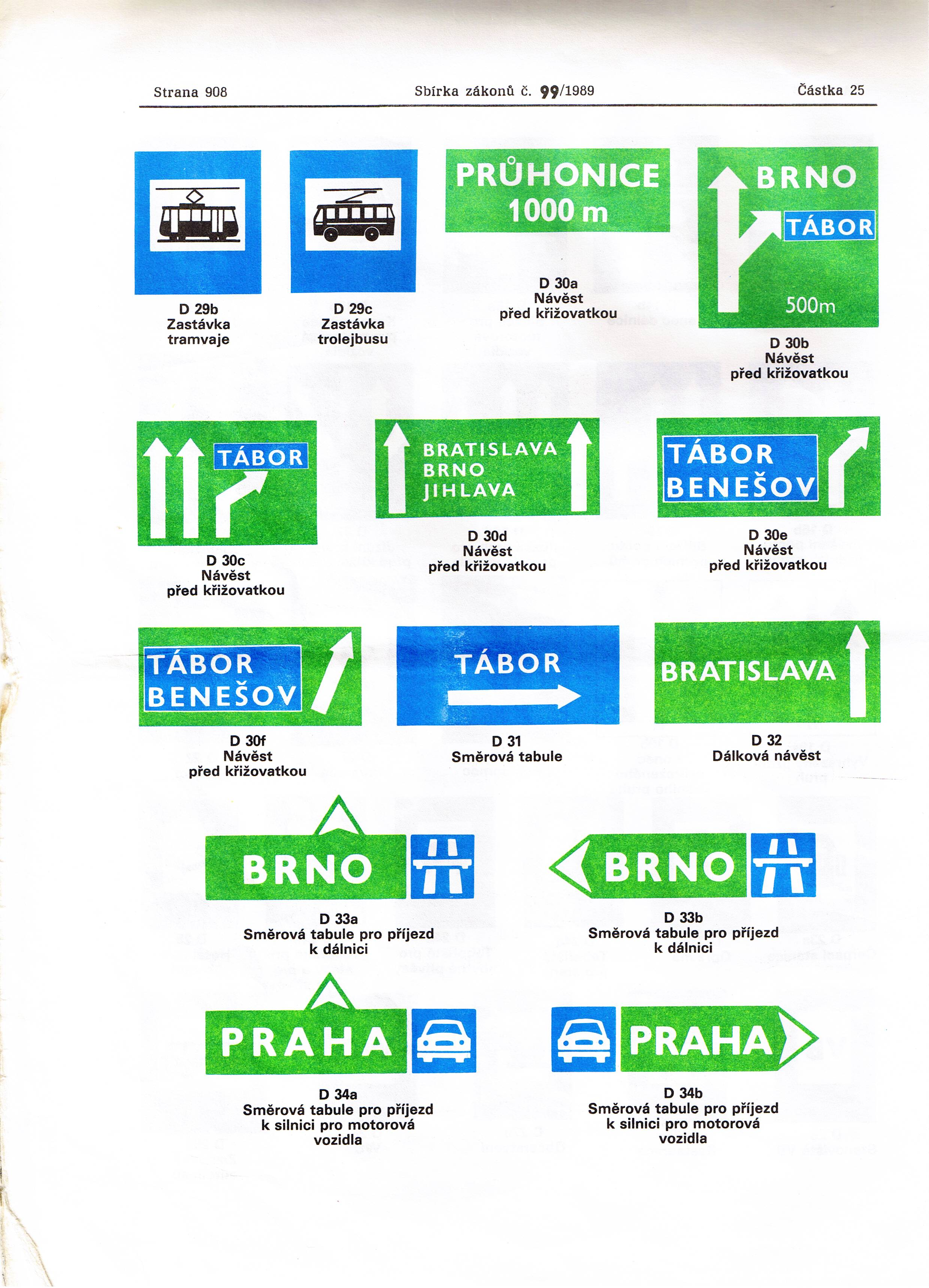
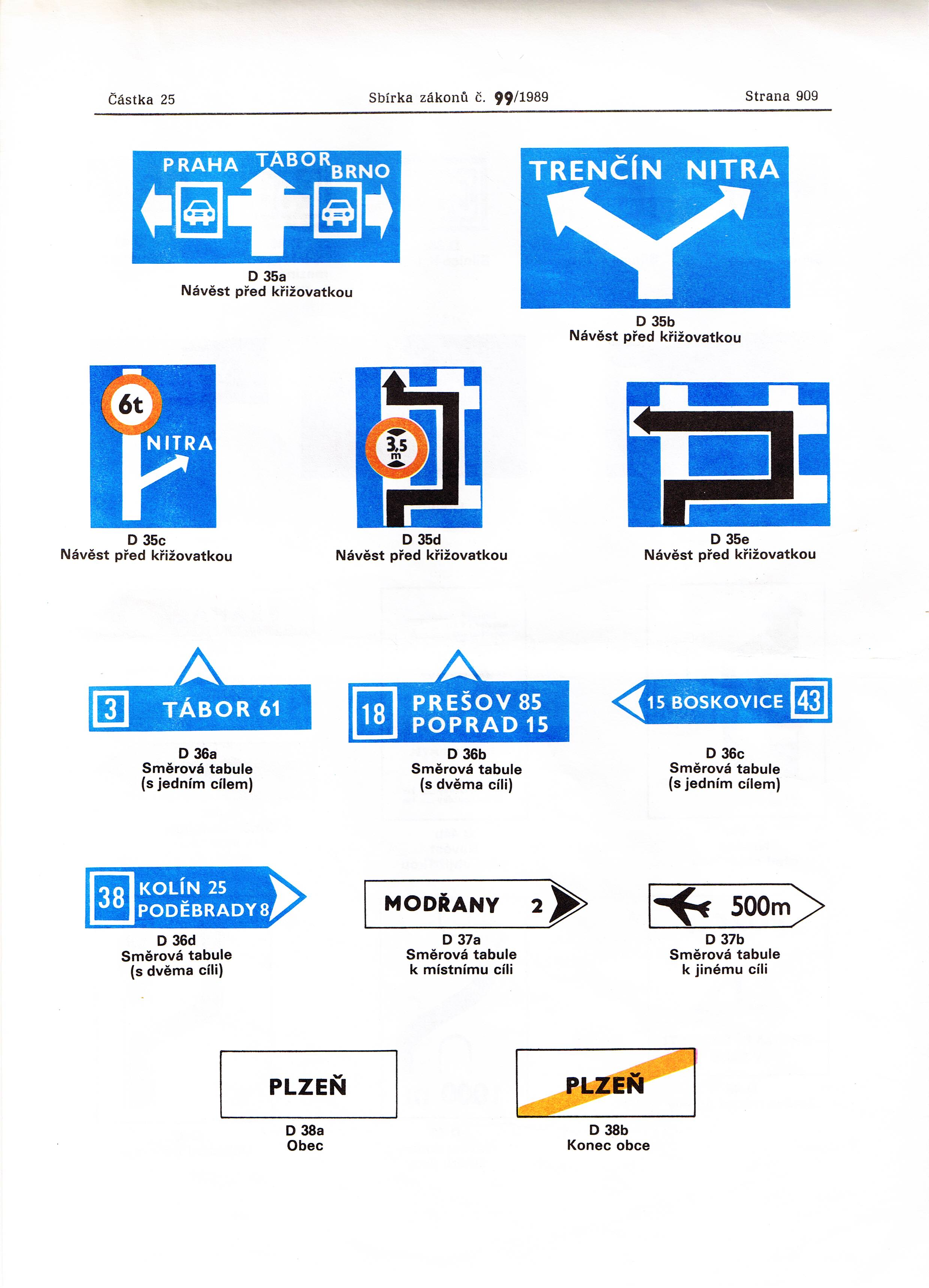
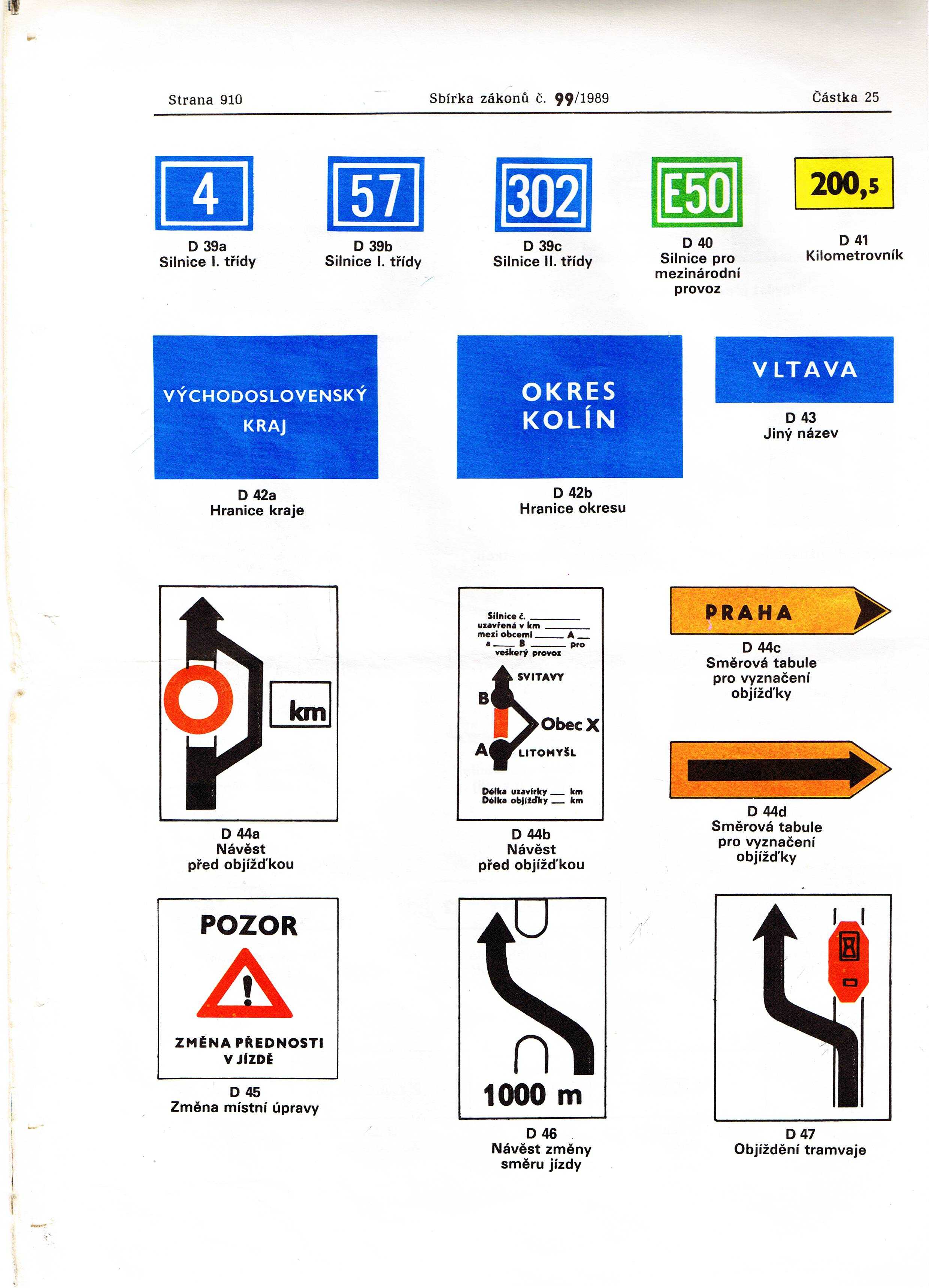
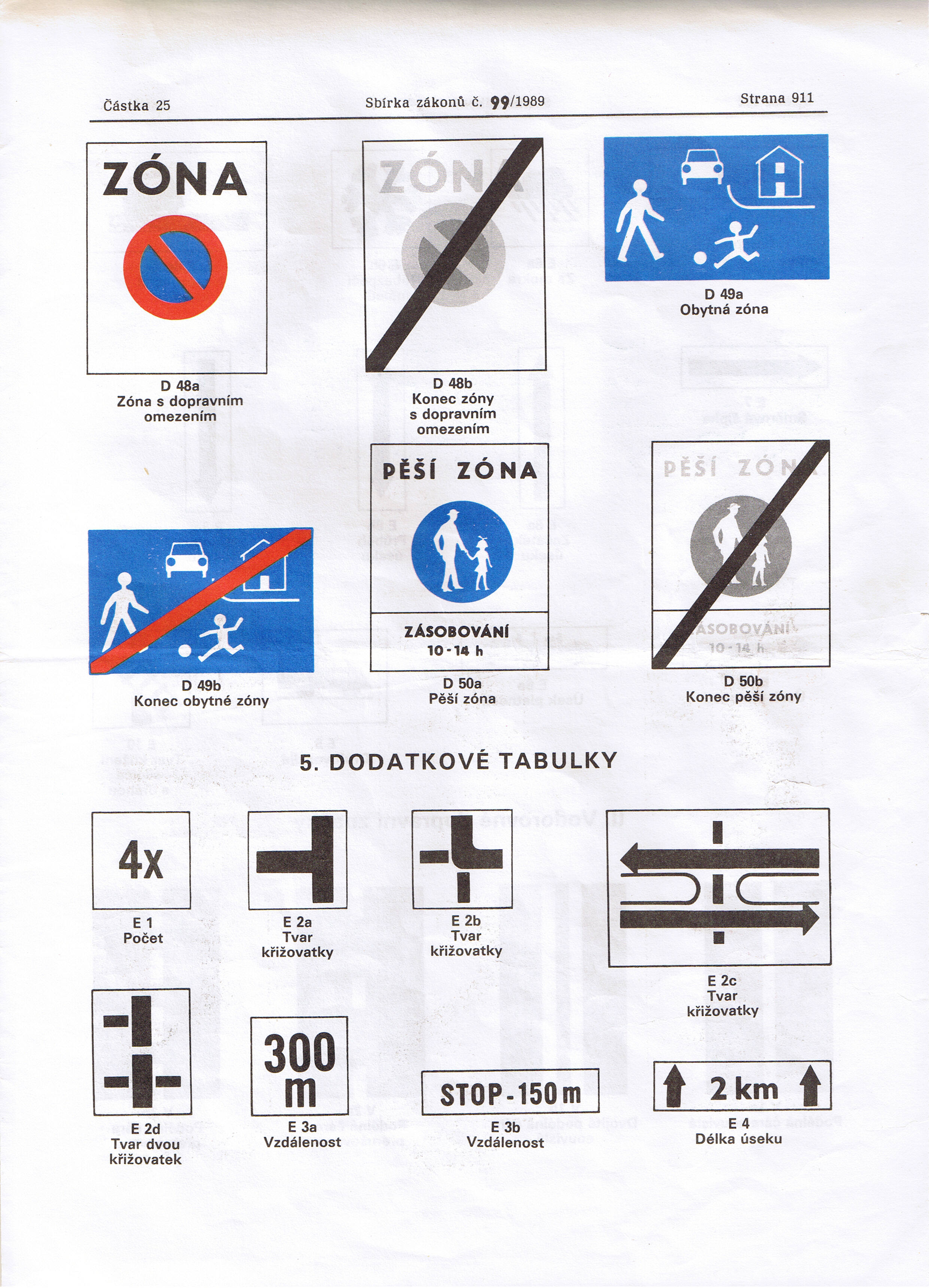
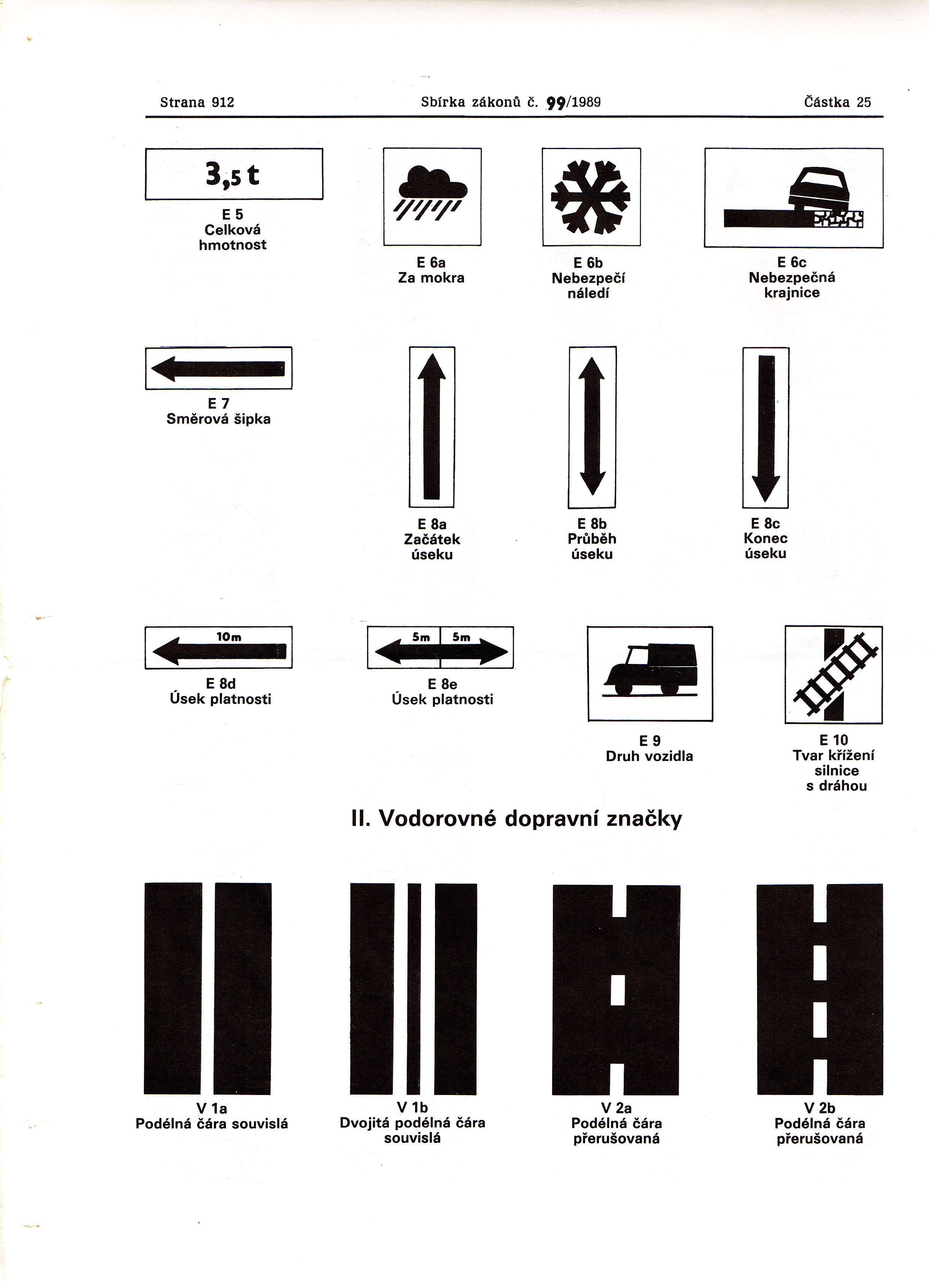
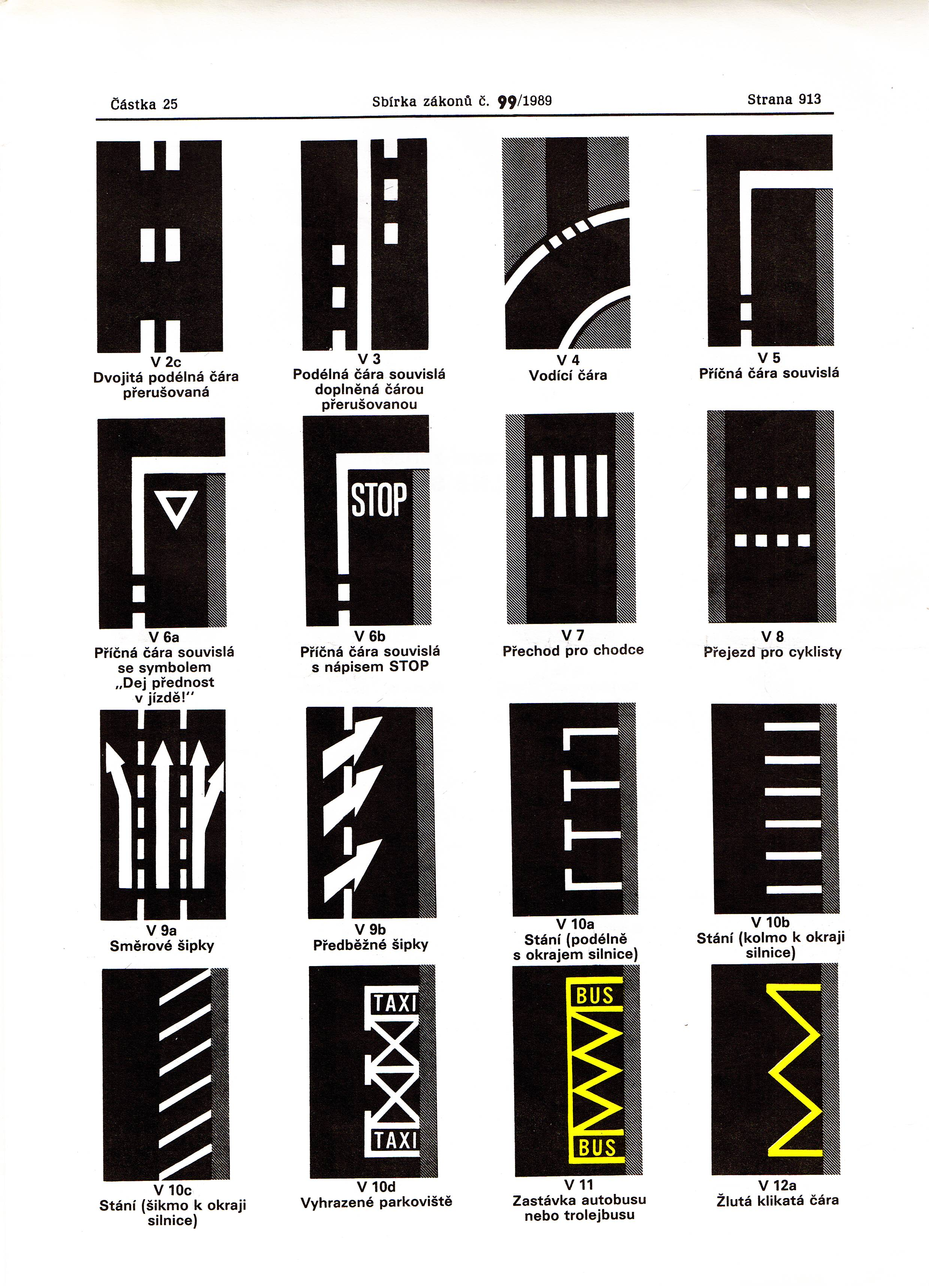
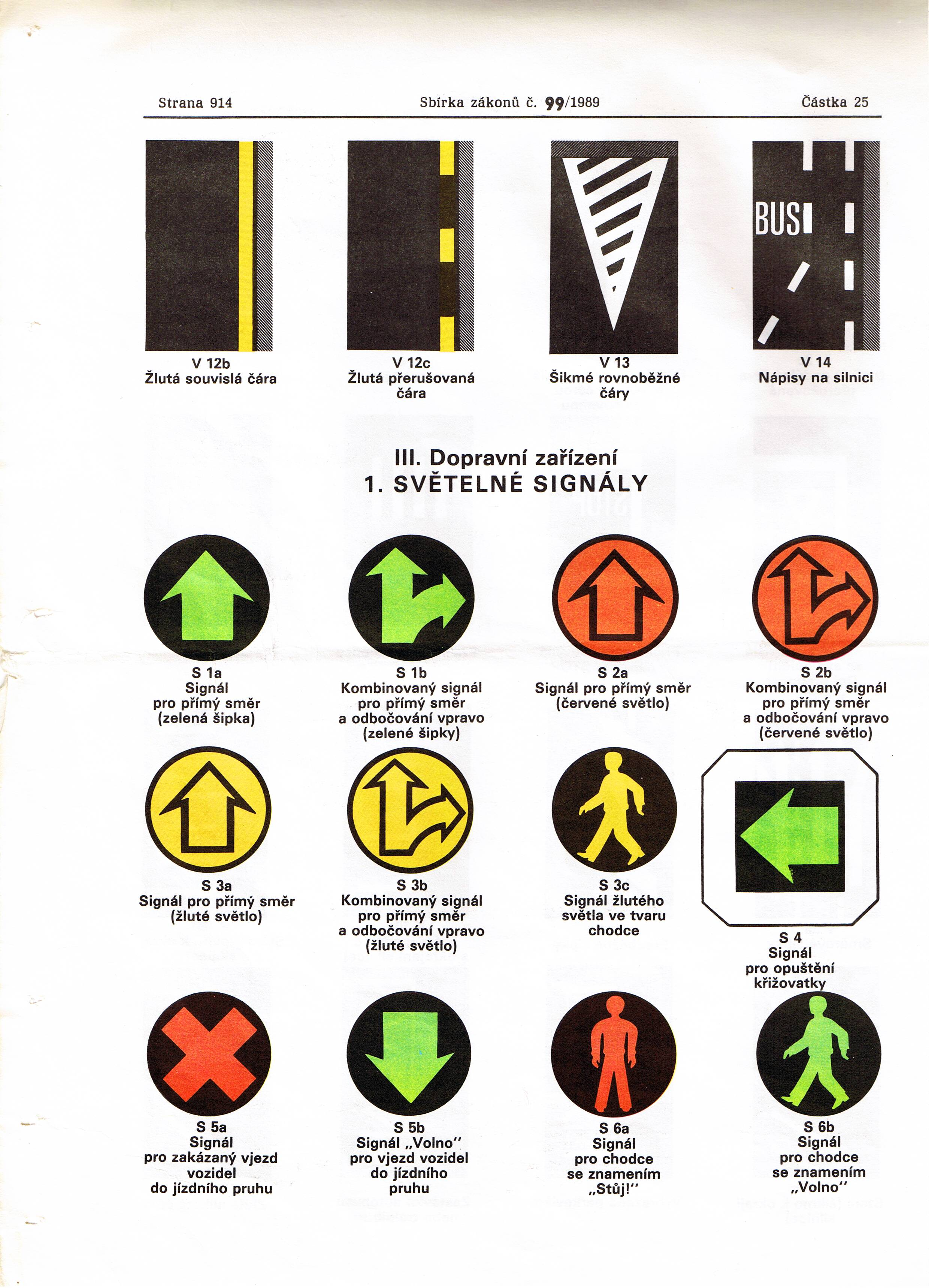
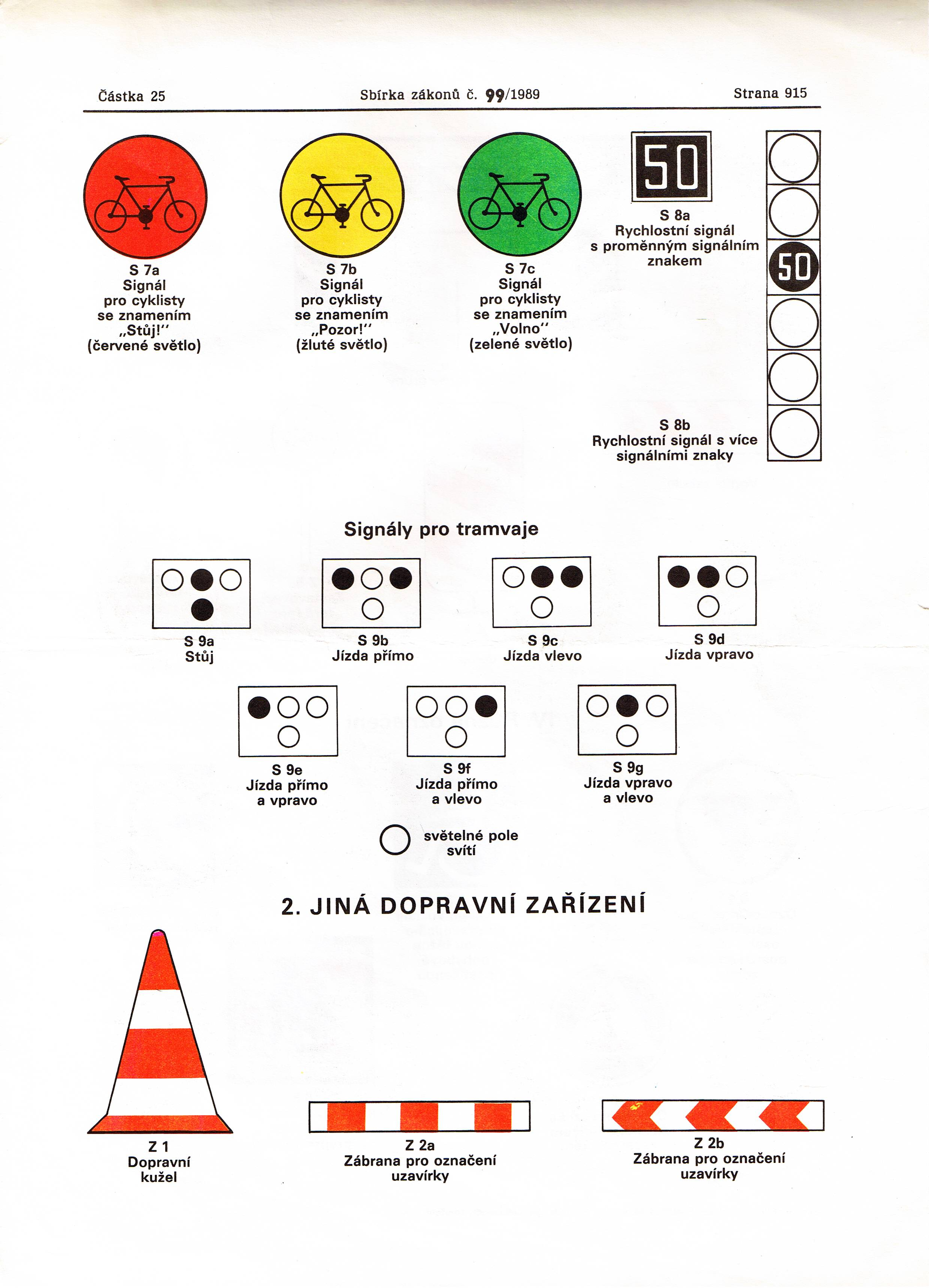
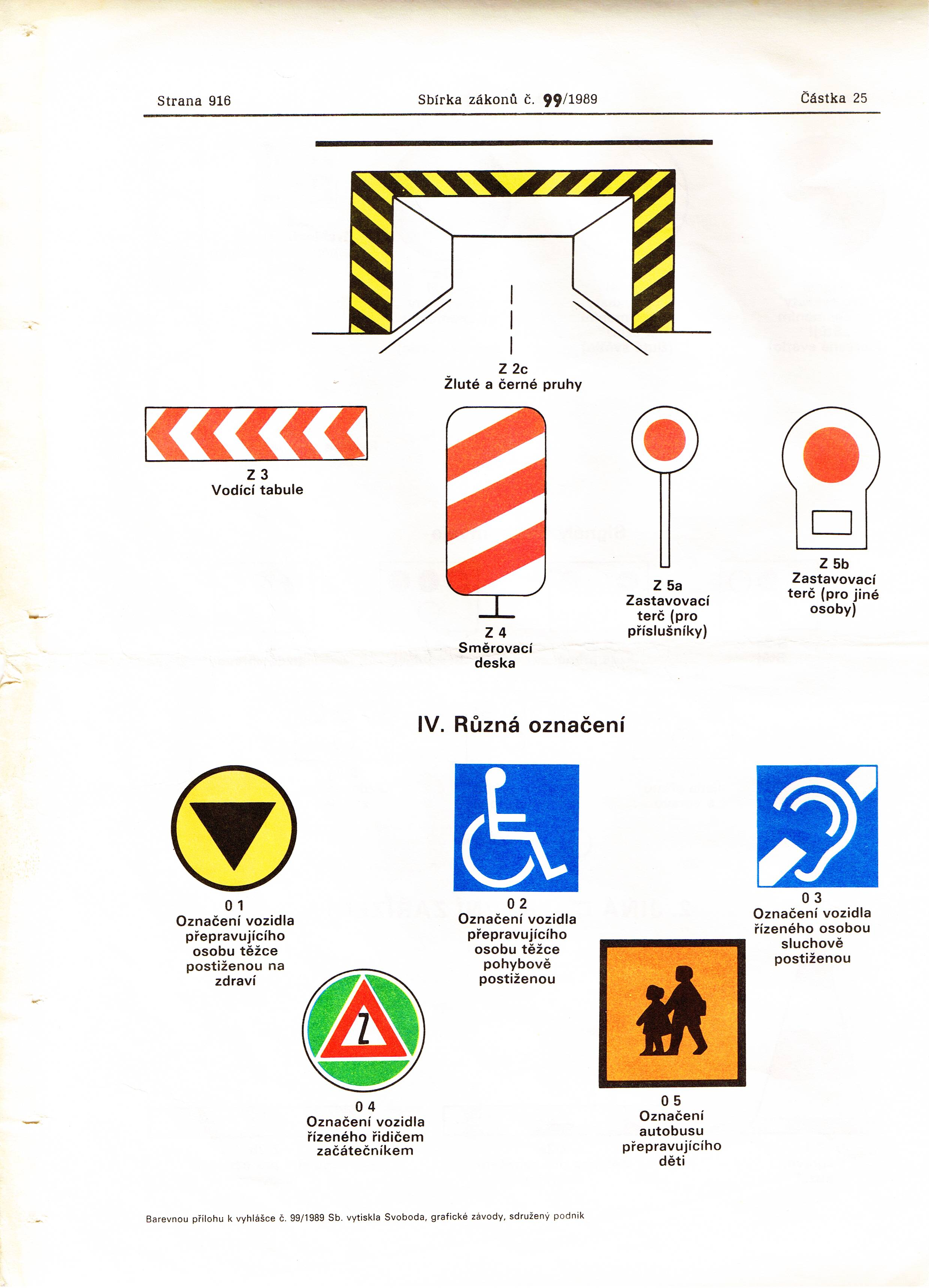

## Dopravní značky po zániku Československa
Na Slovensku byla s účinností od 1. listopadu 1994 vyhláška č. 99/1989 Sb. novelizována vyhláškou 267/1994 Z. z., která zavedla značky pro označení začátku a konce obce v jazyce národnostní menšiny. Dne 1. dubna 1997 vstoupil v účinnost zákon č. 315/1996 Z. z., o premávke na pozemných komunikáciách, který zrušil a nahradil stávající federální pravidla silničního provozu. Současně vstoupila v platnost vyhláška č. 90/1997 Z. z., která stanovila dopravní značky v novém očíslování podle přehlednějšího a logičtějšího řazení.

V Česku vyhláška ministerstva vnitra č. 223/1997 Sb. ze dne 8. září 1997 s účinností od 1. října 1997 novelizovala federální vyhlášku 99/1989 Sb. a zavedla dvě nové dopravní značky, výstražnou značku A 28 „Kolona“ a informativní značku D 51 „Únikový pruh“, a světelné šipky S 5c a S 5d. Nová vyhláška ministerstva vnitra č. 30/2001 Sb., která zaváděla s účinností od 31. ledna 2001 nový seznam dopravních značek, byla vydána opožděně, nový Zákon o provozu na pozemních komunikacích č. 361/2000 Sb. platil již od 1. ledna 2001. Informativní dopravní značky jsou rozděleny do tří skupin a přečíslovány, do samostatné skupiny jsou vyčleněny značky upravující přednost v jízdě. U výstražných, příkazových a zákazových dopravních značek se tvůrci vyhlášky snažili v maximální míře zachovat dosavadní číselná označení dopravních značek. 

## Technické požadavky
Technické požadavky na dopravní značení byly upraveny nejprve přímo v právních předpisech, později v ČSN 01 8020.